# Matica slovenská

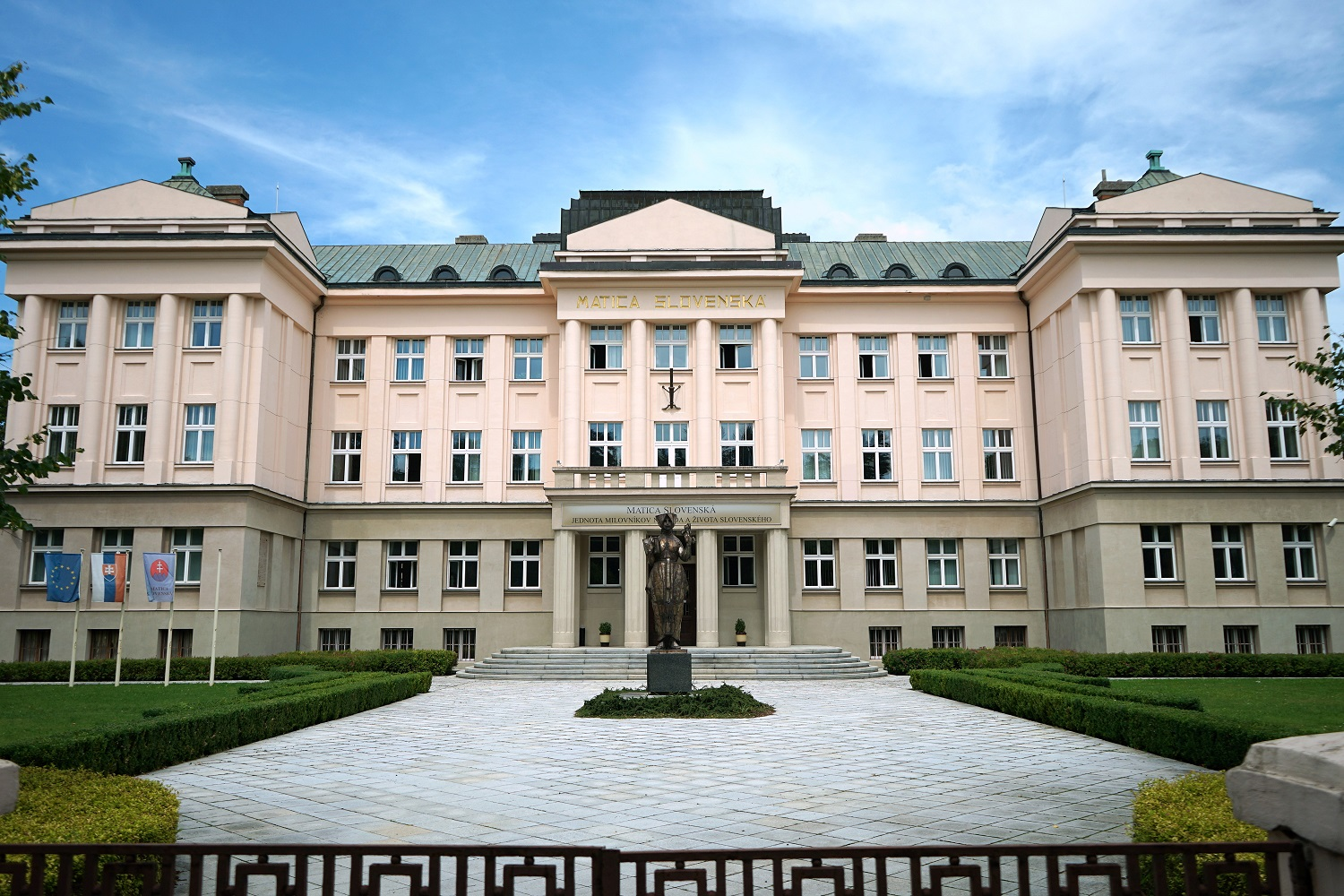
Hlavní budova Matice slovenské v Martině

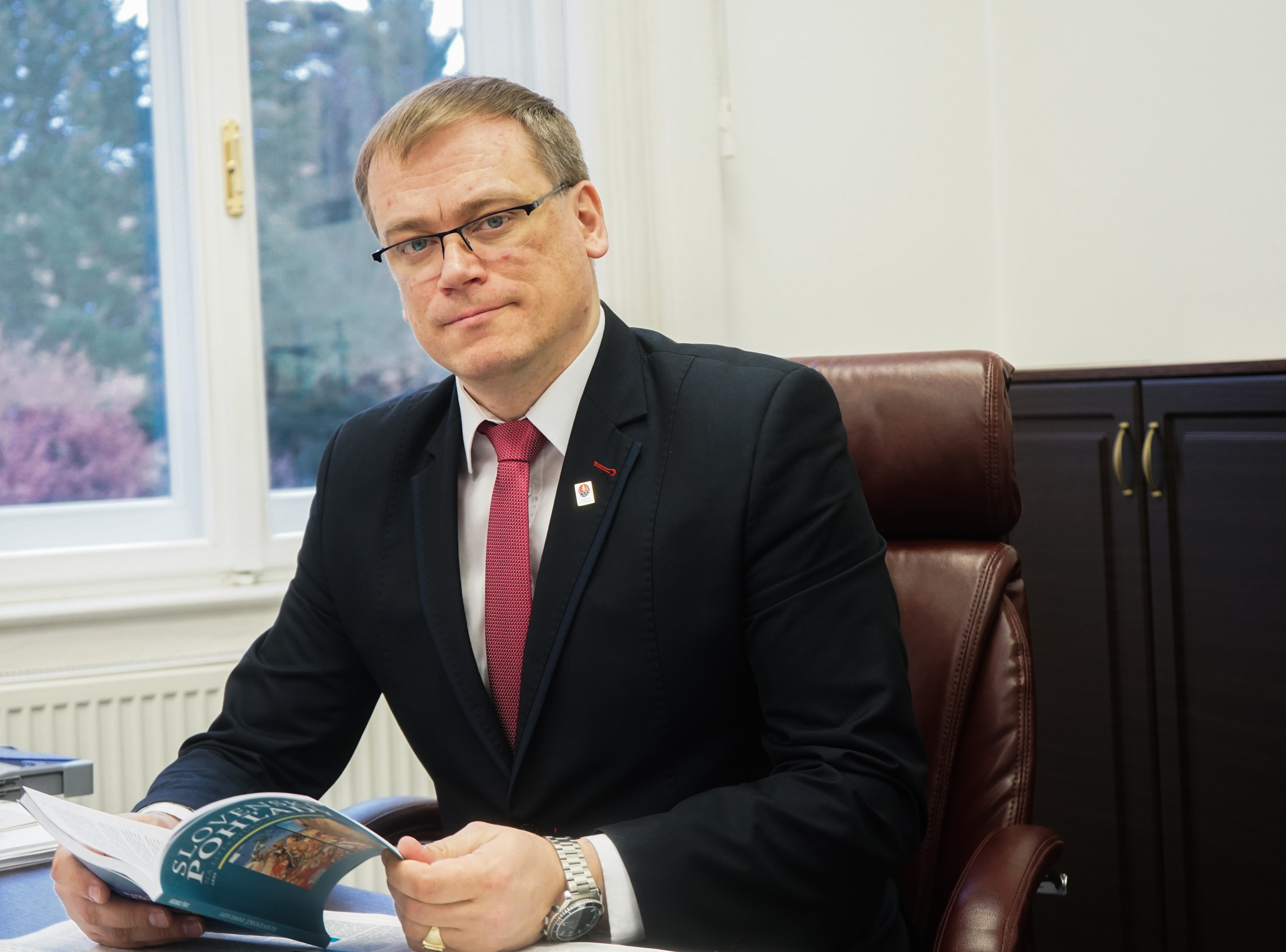
Marián Gešper, předseda Matice slovenské

Matica slovenská je slovenské národní kulturní sdružení se sídlem v Martině. Od roku 2017 je předsedou Matice slovenské advokát Marián Gešper.
Řídí se zákonem o Matici slovenské č. 68/1997 a Stanovami Matice slovenské.
V současnosti (2025) má 505 místních oborů, 15 vědeckých a zájmových oborů a 240 folklórních souborů. Matice slovenská mě kolem 30 tisíc členů, uvedl to také předseda instituce Marián Gešper ve STVR.

## Zaměření, poslání a činnost současné Matice

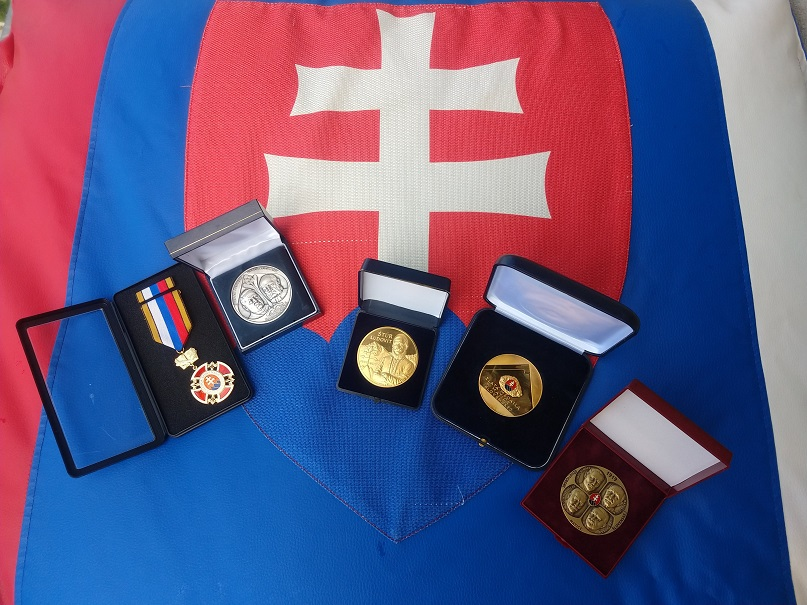
Ocenění Matice slovenské

Matice slovenská (dle Stanov) chce prohlubovat u svých členů pozitivní vztah ke své vlasti, domovině svých předků, a tak upevňovat národní hrdost a vlastenectví; národně aktivizovat a sjednocovat všechny občany a to bez rozdílu národnosti, náboženského vyznání, politické příslušnosti včetně slovenských komunit v zahraničí v zájmu upevňování slovenské státnosti.
Posláním Matice je rozvíjet a upevňovat slovenské vlastenectví, probouzet a umocňovat národní povědomí Slováků i krajanů žijících v zahraničí, prohlubovat vztah občanů ke slovenské státnosti. Přednostně získávat slovacikální dokumenty, shromažďovat, zpracovávat, uchovávat, ochraňovat a zpřístupňovat národní kulturní dědictví, provádět základní slovakistický výzkum, účastnit se tvorby a rozvoje místní a regionální kultury. Sdružovat tvůrce a příznivce slovenské kultury a vědy ve světě. Účastnit se propagace Slovenska, rozvíjet styky s evropskými a světovými organizacemi pro otázky kultury, národní identity, duchovního života a ochrany všelidských hodnot. Zakládat doma i v zahraničí nadace a fondy na podporu národního a kulturního života Slováků a na oceňování nejvýznamnějších tvůrců z vymezených oblastí tvůrčí činnosti. Vydávat původní slovenskou uměleckou tvorbu, vědecká díla a publicistiku, spolupracovat při tvorbě učebnic a učebních textů některých předmětů společenských věd pro základní a střední školy. Zapojovat mládež do kulturně-tvořivého procesu a pěstovat v ní národní, křesťanské, mravní a demokratické hodnoty.
Cíle Matice je pěstovat v mládeži touhu po poznání národních dějin, kultury a vztah k národním tradicím, přičemž napomáhá jejich rozvoj. Uskutečňuje to především vytvářením podmínek pro všestranné vzdělávání, podporou kulturních a jiných zájmů a zálib mládeže, rozvojem sociálních kontaktů a zvyšováním její kultury pro plnohodnotný společenský život. Spolupracuje s dětskými i mládežnickými organizacemi a samozřejmě i s krajany v zahraničí především v osvětové i kulturní oblasti, ale i v oblasti volnočasových aktivit pro děti a mládež.
Matice slovenská od roku 1990 každoročně organizuje pro děti mezinárodní dětský tábor v Tatranské Lesné. Každé tři roky pořádá Matiční světový festival slovenské mládeže, na kterém se setkávají mladí lidé z celého světa. Absolvují různé sportovní akce, divadelní, folklórní a hudební představení, ale navštíví i kulturní památky Slovenska. 

## Pracoviště Matice
- Archív Matice slovenskej
- Členské ústredie Matice slovenskej
- Finančno-ekonomický útvar Matice slovenskej
- Informačné ústredie Matice slovenskej
- Krajanské múzeum Matice slovenskej
- Magazín Slovensko
- Požičovňa kostýmov a krojov Matice slovenskej
- Sekretariát predsedu a správcu Matice slovenskej
- Vedné ústredie Matice slovenskej
- Slovenský literárny ústav Matice slovenskej
- Slovenský historický ústav Matice slovenskej
- Stredisko národnostných vzťahov Matice slovenskej
- Redakcia Slovenských pohľadov
- Redakcia Slovenských národných novín
- Technicko-investičný útvar Matice slovenskej
- Vydavateľstvo Matice slovenskej

## Vznik

### Přípravy vzniku
První zmínku o potřebě založit Matici slovenskou vyslovil v listě Jánu Kollárovi roku 1827 Pavel Josef Šafařík, a to v reakci na nedávno založenou Matici srbskou, která jako první slovanská matice vznikla o rok dříve (1826). Od roku 1831 existovala Matice česká, což dalo Slovákům konkrétní představu ohledně toho, jak by mohla Matice vypadat. Myšlenky se chopili revolučně naladění štúrovci, kteří měli v programu svého kroužku Vzájemnost (1837) i založení Matice slovenské. Jejich plány se však neuskutečnily. Vznik slovenské Matice v roce 1863 byl výsledkem snah slovensky orientovaných demokratů na martinském Memorandovém shromáždění roku 1861.

### Přípravný výbor

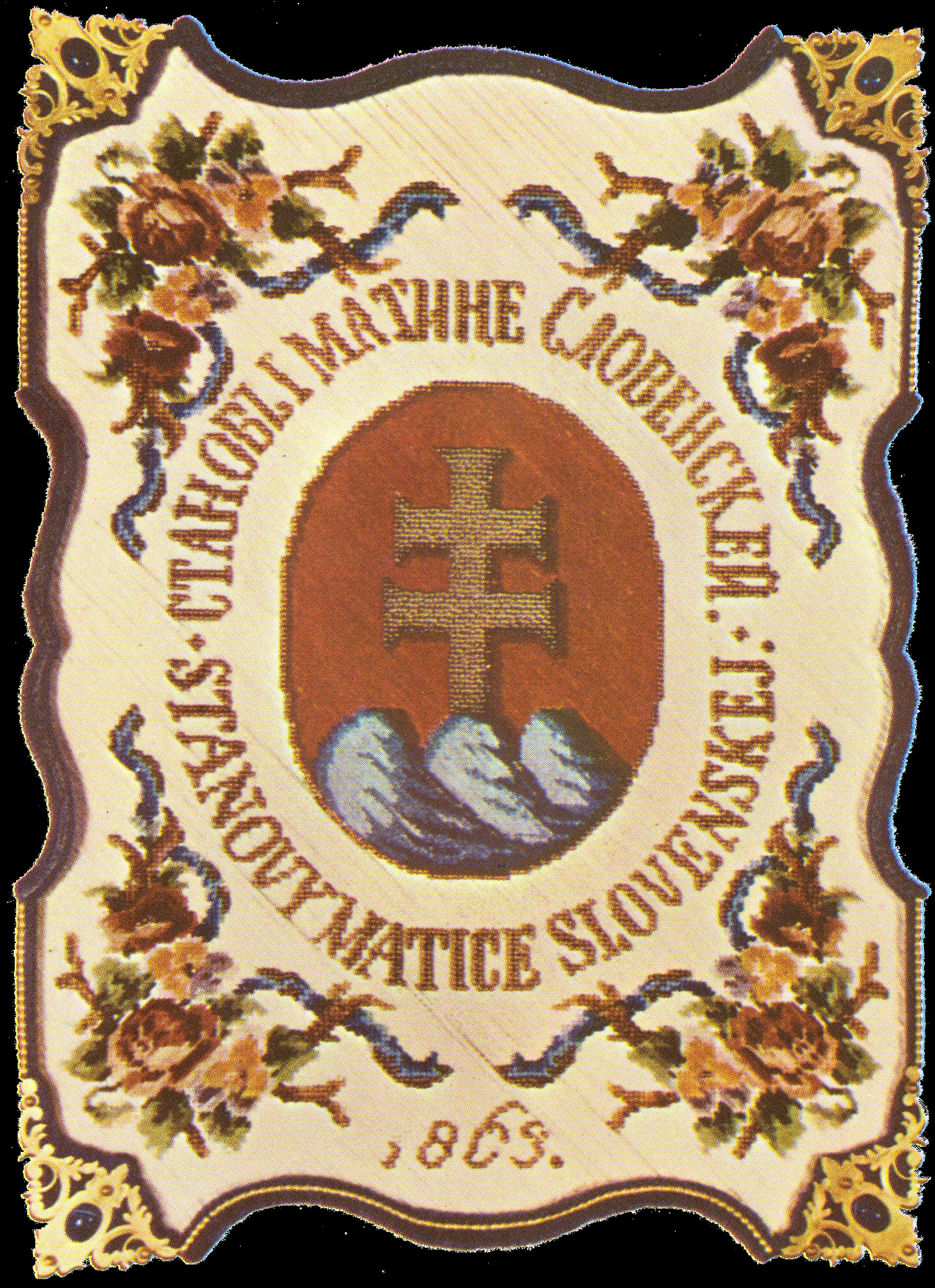
Obal prvních stanov Matice slovenské

Zde byl ustanoven dočasný přípravný výbor, který poměrně pružně vypracoval návrh stanov spolku a již 1. srpna 1861 je předložil ke schválení uherské místodržitelské radě. Výbor inicioval i rozsáhlou národní sbírku na matiční fond, která probíhala velmi úspěšně. Většina dárců sice byli chudí zemědělci či řemeslníci, kteří obvykle dávali jen po jednom krejcaru, časem jich však byly tisíce, a jejich dary tak za dva roky narostly do výše padesáti tisíce zlatých. Větší starosti měl výbor s hledáním sídla Matice. Původně bylo vybráno Brezno, jehož městská rada dala přípravnému výboru i předběžný souhlas. Na zásah maďarského komisaře Zvolenské župy Jozefa Havase však své rozhodnutí odvolalo. Po delším hledání nakonec padla volba na memorandový Martin, tehdy Turčiansky Svätý Martin, který v dubnu 1862 ohlásil, že přijme Matici slovenskou do svého lůna. Na konečné schválení stanov však bylo třeba čekat ještě jeden rok.

### Cyrilometodějské oslavy

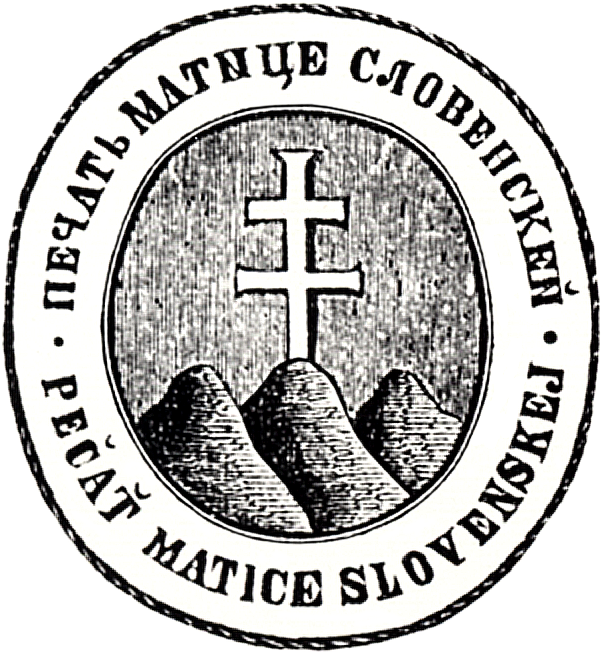
Matice slovenská. Pečať. 1848

Spolu s matiční akcí probíhaly na Slovensku i velké přípravy oslav tisíciletého jubilea příchodu Cyrila a Metoděje na Velkou Moravu. V přípravě oslav se angažovali hlavně Andrej Ľudovít Radlinský a Štefan Moyzes. Slovenští biskupové byli vyzváni k aktivní účasti, ale ostřihomský arcibiskup Jan Scitovský udělal vše pro to, aby se oslavy neuskutečnily. Nitranský biskup byl zastrašen (centrem národních oslav se měla stát Nitra), takže se větší oslavy konaly jen v bystrické a spišské diecézi. Přesto, že jubileum nakonec nebylo tak slavné, jak se plánovalo, se stalo velkou manifestací národního uvědomění. Přispěly k tomu i velké poutě na Moravu, zejména na Velehrad, kde oslavy nabraly skutečný česko-slovenský a slovanský charakter. V té době se Velehrad stal mekkou slovenských poutníků a místem, kde se utužovalo bratrství Čechů, Moravanů a Slováků.

### První valné shromáždění Matice slovenské

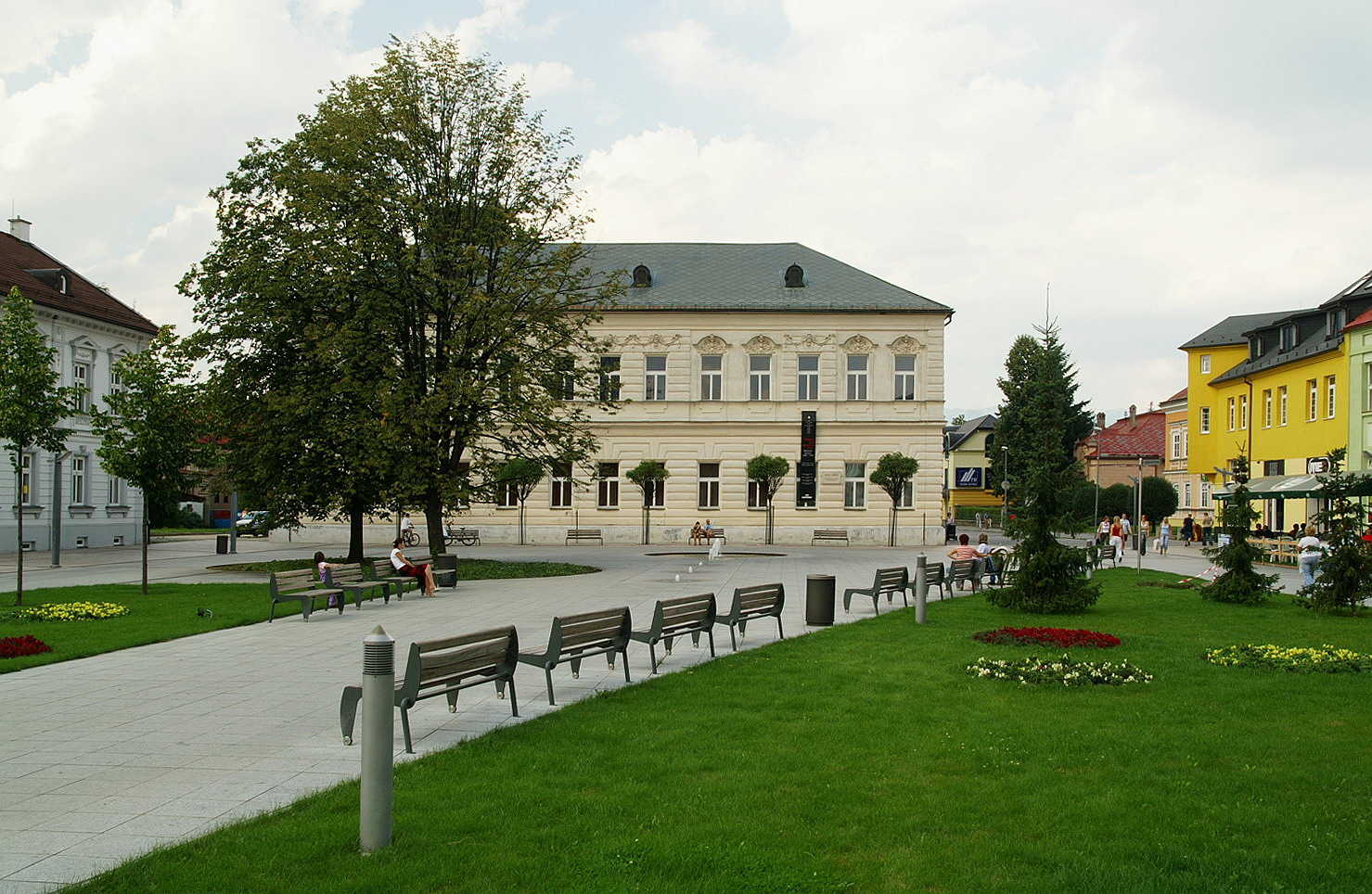
První sídlo Matice slovenské

Vyvrcholením cyrilometodějských oslav bylo první valné shromáždění Matice slovenské, které se konalo 4. srpna 1863 v Martine, v návaznosti na to, že císař František Josef I. koncem května potvrdil stanovy spolku. Zakládající valné shromáždění se stalo velkou národní manifestací. Moyzesova cesta z Banské Bystrice do Martina připomínala triumfální pochod. Obyvatelstvo obcí, kterými procházel, mu připravovalo nadšené uvítání. Martinských oslav se nakonec účastnilo ještě víc lidí než memorandového shromáždění.
Na prvním pracovním zasedání členů Matice byl zvolen první matiční výbor. Předsedou se stal Štefan Moyzes, místopředsedové Karol Kuzmány a Jan Országh, tajemníkem Pavel Mudroň a Michal Chrastek, pokladníkem Tomáš Červeňa. Jan Francisci byl za zásluhy při získávání povolení ke vzniku Matice vybaven titulem čestného předsedy.

## Dějiny

### 1861
Ve dnech 6. a 7. června na shromáždění v Martině byl v přijatém Memorandu národa slovenského i požadavek na založení slovenského kulturního spolku. Zároveň se ustanovil přípravný výbor, který vypracoval stanovy Matice slovenské. Ke schválení je předložil 1. srpna 1861 je předložil ke schválení Uherské královské místodržitelské radě.

### 1863
První valná hromada Matice slovenské se konala 4. srpna 1863, poté co císař František Josef I. koncem května potvrdil stanovy spolku. Za prvního předsedu byl zvolen katolický biskup Štefan Moyzes, místopředsedou evangelický superintendent Karel Kuzmány.

### 1865
Národní světlici, první budovu Matice slovenské, slavnostně otevřeli 8. srpna; byla financována z celonárodních krejcarových sbírek. Za krátké období činnosti rozvinula MS rozsáhlou sběratelskou a vydavatelskou činnost. Shromažďovala cenné sbírky památek z kulturních dějin Slováků a Slovenska. Vydala 82 svazků knih. Poskytovala stipendia a půjčky slovenským vědcům a studentům, navazovala domácí i zahraniční kontakty. Důstojně vstoupila do rodiny slovanských spolků s podobným názvem, jako byly Matice srbská (1826), Matice česká (1831), Matice chorvatská (1842), Matice moravská (1849).
Ministerstvo vnitra nařízením z 6. srpna 1875 nejenže zakázalo činnost Matice slovenské, ale zabavilo i všechen její majetek. Uherská vláda (usnesením ministra vnitra Koloman Tisza č. 125 ze 6. dubna) zakázala činnost Matice slovenské po 12 letech její existence. 
Obranné akce ze strany jejího vedení i ze se strany celé slovenské veřejnosti byly bezvýsledné. Na interpelaci srbského poslance v uherském sněmu Svetozára Miletića ve věci zastavení činnosti MS ministerský předseda hrabě Koloman Tisza odpověděl, že on v Maďarsku nezná žádný slovenský národ. Prohlásil též, že činnost Matice neodpovídala jejím stanovám a byla protivlastenecká a protistátní a své vyjádření zakončil slovy: "Dokud budu na tomto místě, s každým spolkem podobného zaměření zúčtuji vždy podobně."

12. listopadu 1875 byla Matice rozpuštěna a její majetek zabaven. Majetek později získal Hornouhorsky maďarský vzdělávací spolek (FEMKE), což byl vládní pomaďarčovací spolek založen 20. listopadu 1883 Belem Grünwaldem. Pokusy o obnovení činnosti MS byly neúspěšné. Pokračovaly v ní však jiné martinské spolky s celonárodní působností, zejména Živena (1869), Knihtiskářský účastinářský spolek (1870), Slovenský spevokol (1872) a Muzeální slovenská společnost (1893).

Memorandum národa slovenského
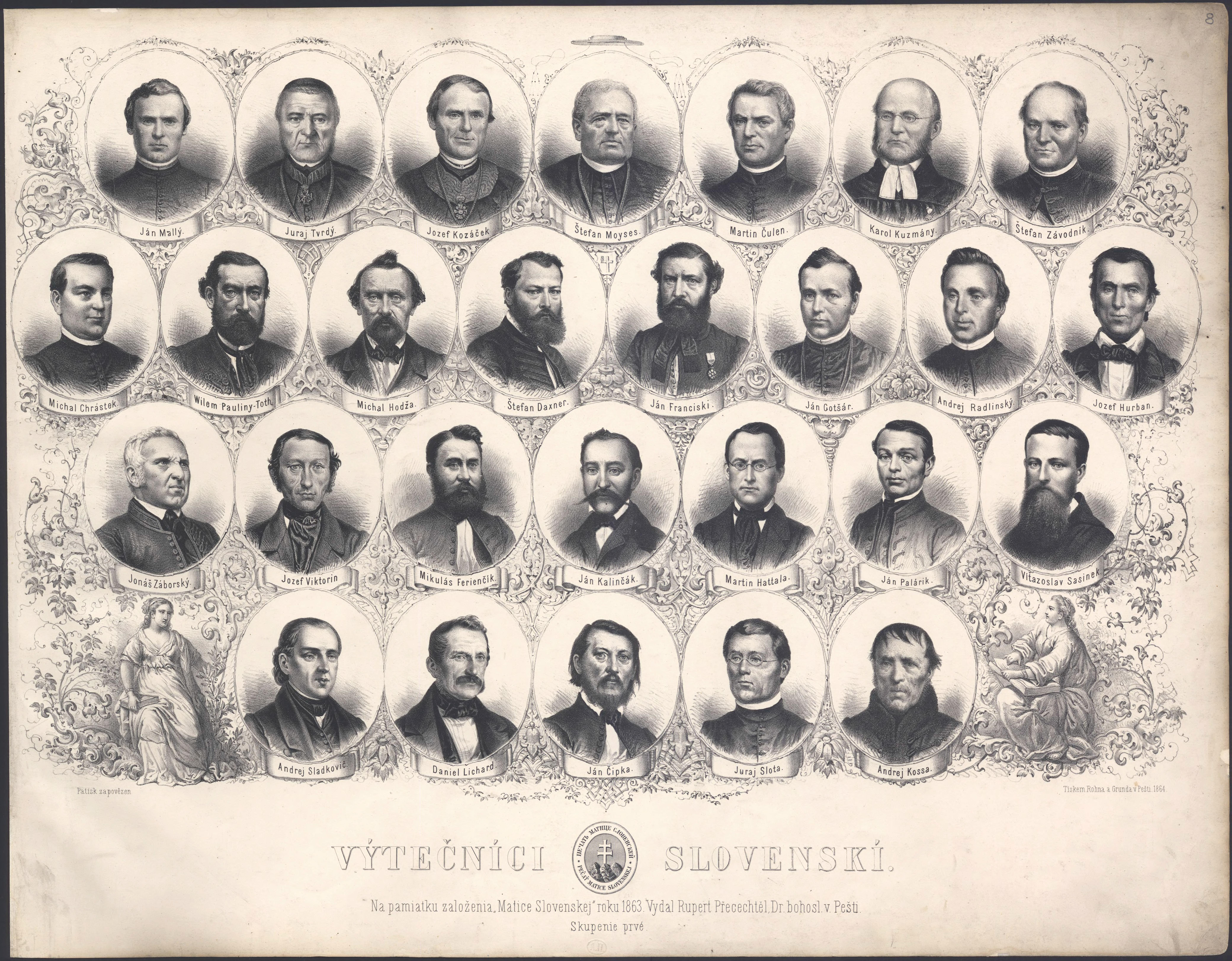
Zakládající členové Matice slovenské. Kreslil Josef Rupert Maria Přecechtěl
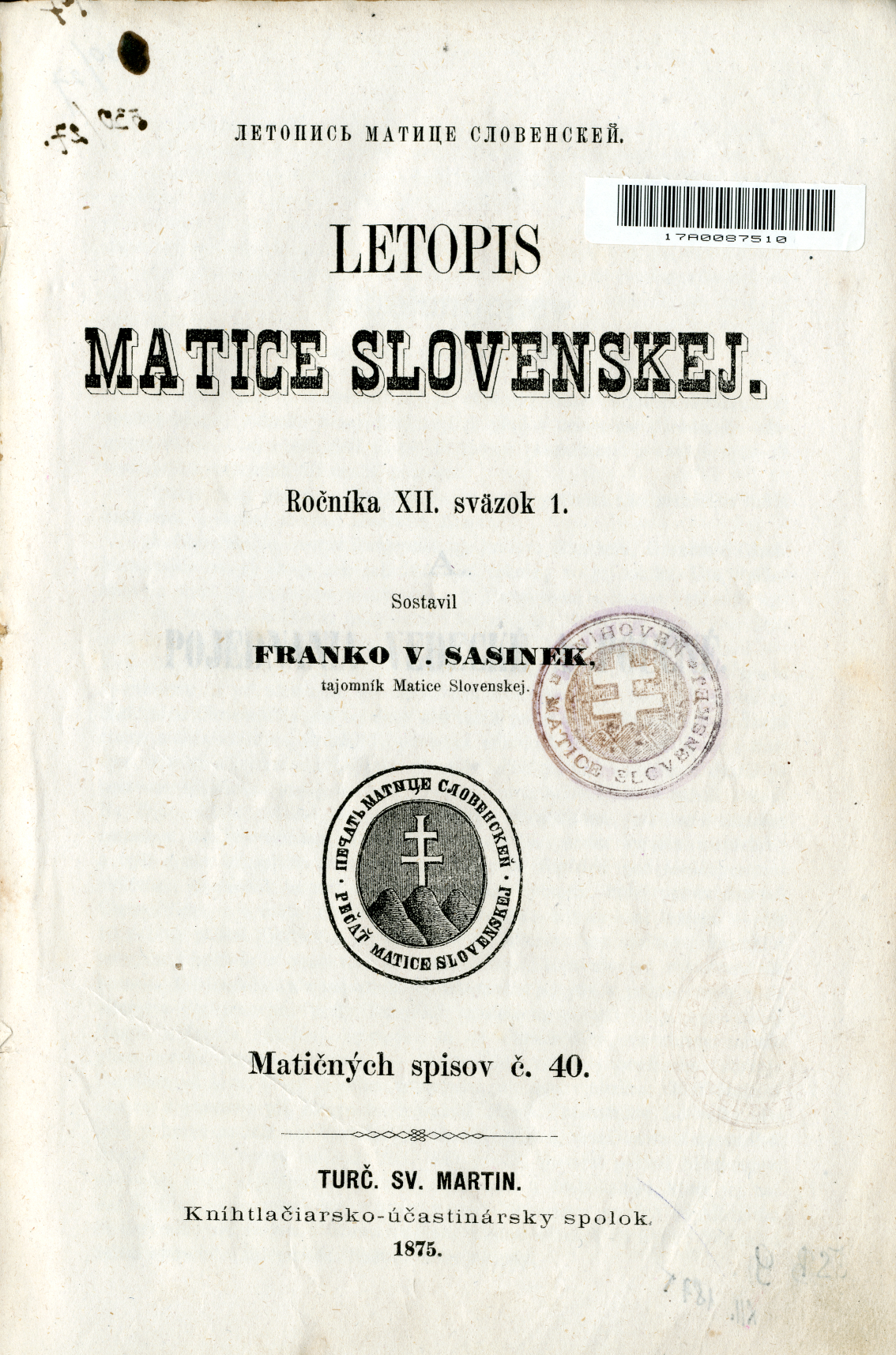
Letopis Matice slovenské – první slovenský vědecký časopis
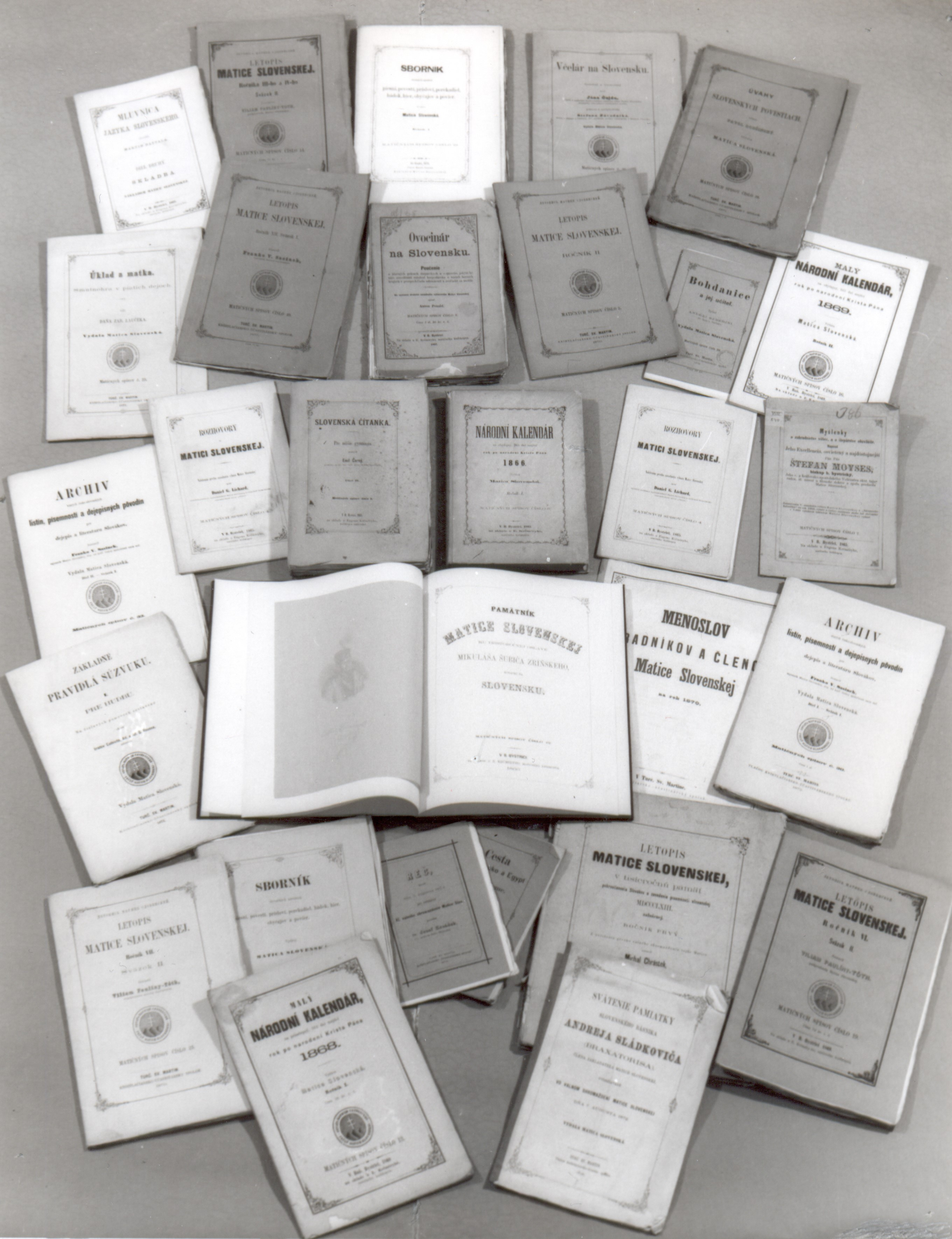
Vydavatelská produkce Matice slovenské z let 1863 – 1875
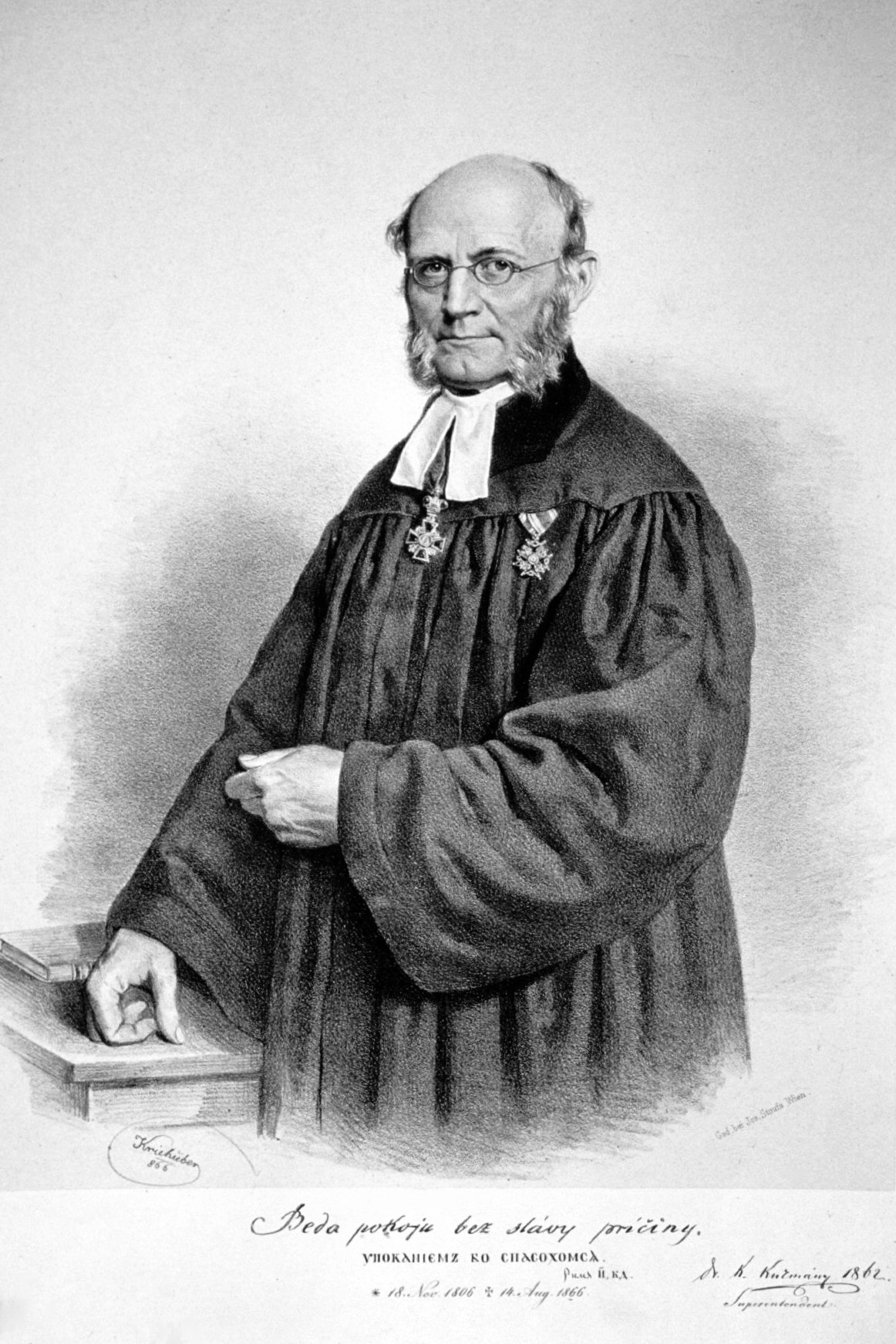
První místopředseda Matice slovenské Karel Kuzmány
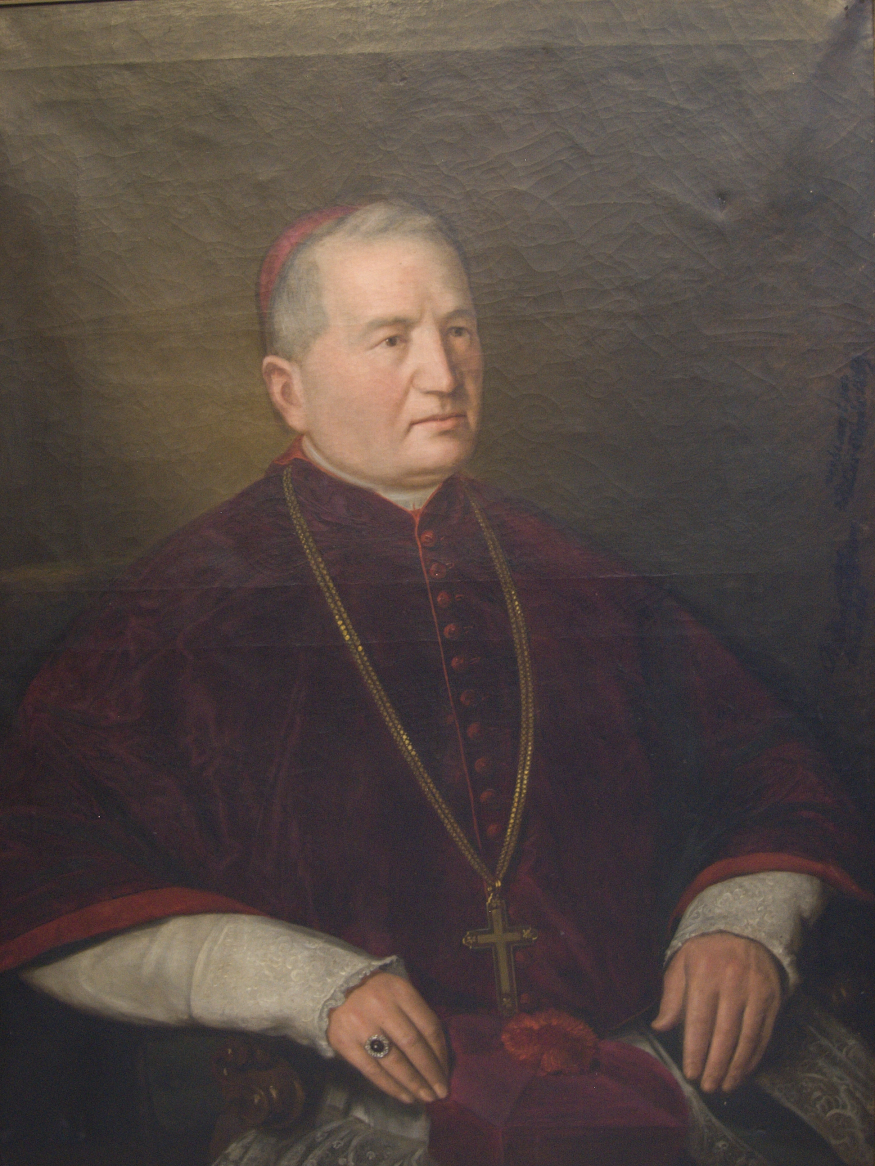
První předseda Matice slovenské Štefan Moyzes
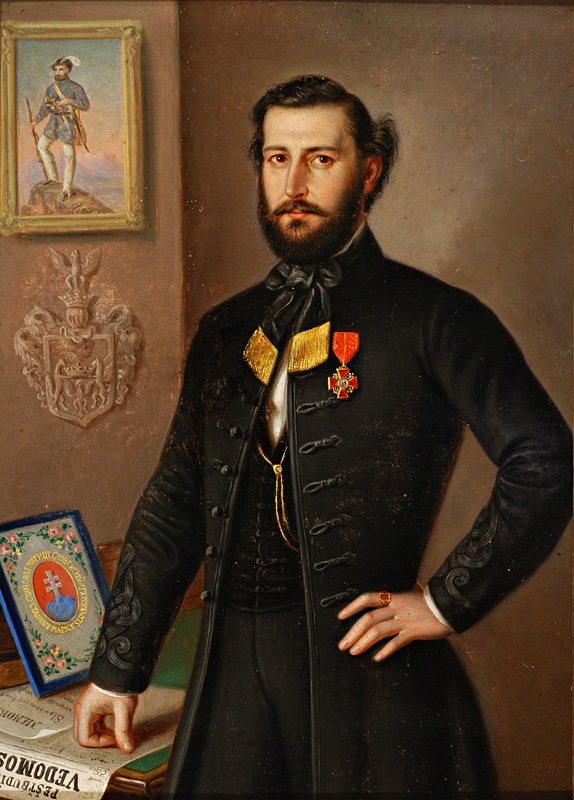
Spoluzakladatel Matice slovenské Francisci vedl i Knihtiskářský účastinářský spolek
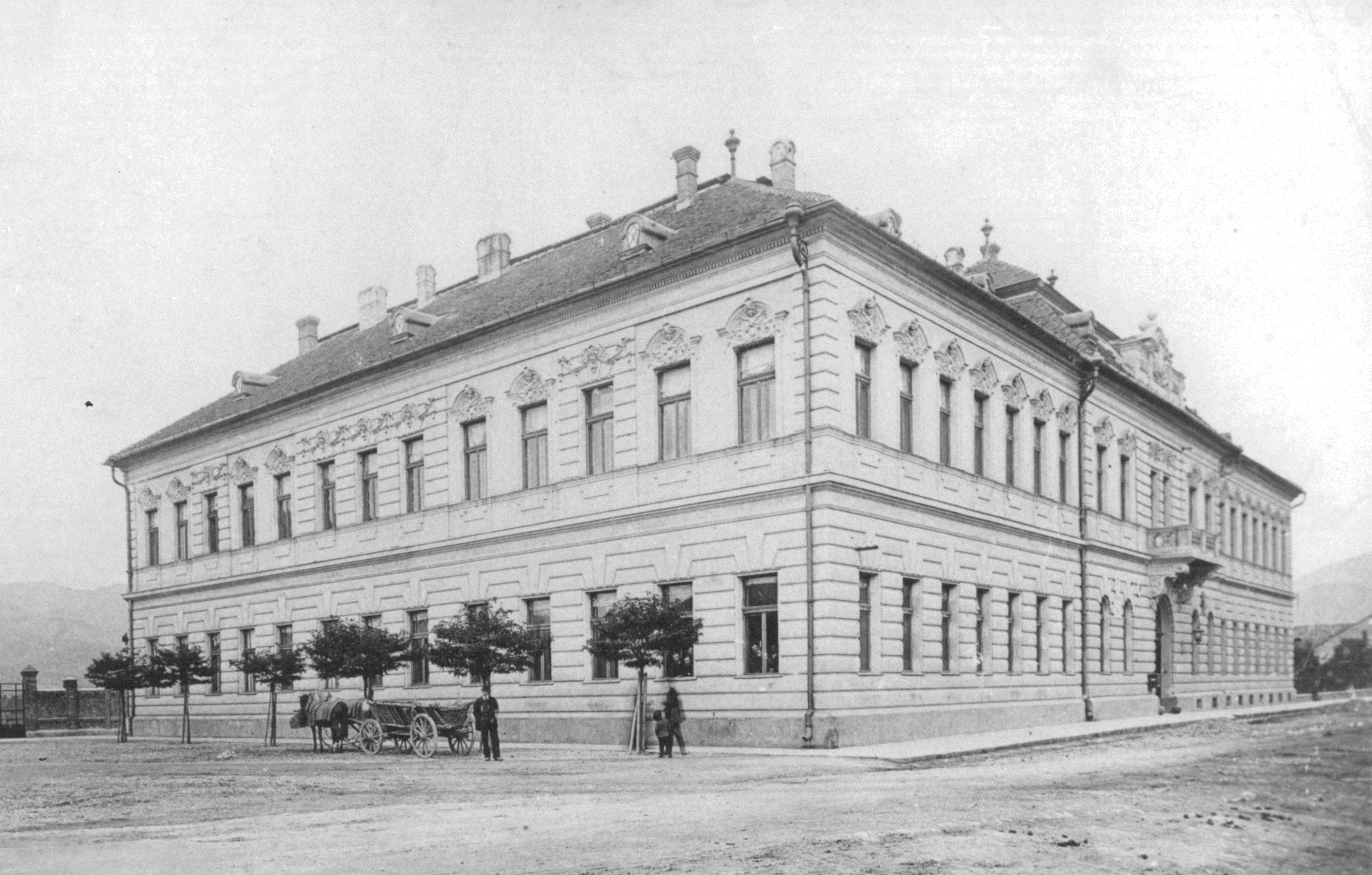
První budova Matice slovenské

### Zhodnocení prvních 12 let činnosti
Podle stanov měla Matice sdružovat slovenské kulturní, osvětové a vědecké pracovníky, podporovat rozvoj slovenské literatury a umění, organizovat osvětovou činnost, starat se o rozvoj vzdělání slovenského lidu a pozdvihovat národní sebevědomí. Tyto cíle, ač jen částečně dle daných prostředků a okolností, také MS plnila. Velkou brzdou její činnosti se však stalo to, že nesměla zakládat místní pobočky, jak se to předpokládalo v původním návrhu stanov. I tak si však Matice za krátký čas získala autoritu vrcholné celonárodní kulturní instituce, která mohla reprezentovat národ i v zahraničí a navazovat styky s kulturními a vědeckými institucemi dalších, hlavně slovanských národů.
Za prvních 12 let svého působení si Matice vytvořila téměř stotisícovou základnu dárců, příznivců a spolupracovníků a vybudovala z Martina kulturní centrum Slovenska. Roku 1874 měla Matice 1200 členů, mezi kterými bylo 66 kolektivních členů jako obce, města, školy, sdružení apod. Po celém Slovensku, i v Uhersku, měla vybudovanou širokou síť místních „jednatelů“, kteří se starali o rozšiřování jejího tisku a kulturně-osvětového úsilí v daném okolí. Do roku 1875 vydala pod vedením F. V. Sasinka 12 ročníků "Letopisu Matice slovenskej", což byl v podstatě první vědecký časopis Slováků. Mimo to vydala 41 knižních titulů nejrozličnějšího zaměření. Velkou pozornost též věnovala rozvoji ochotnického divadla a sborového zpěvu a podařilo se jí prostřednictvím místních "jednatelů" založit řadu ochotnických souborů.
K významnému okruhu působení MS patřila i sběratelská činnost. V tomto směru nahrazovala úlohu národního muzejnictví, archivnictví, galerie a knihovny. Fond její knihovny se rozrostl do výše 10 000 svazků; v literárním archivu opatrovala 332 rukopisů a velmi se rozrostly sbírky jejich archeologických, numismatických, přírodovědných a výtvarných děl. V posledních letech své existence vyvinula velké úsilí i na poli organizování vědecké výzkumné činnosti. Jako jediná celonárodní organizace udržovala čilé kulturní a vědecké styky s ostatními slovanskými ústavy podobného zaměření.
Matice byla financována výlučně z vlastních prostředků, které získávala z členských příspěvků a ze sbírek mezi slovenským lidem. Ač maďarské celonárodní vědecké a kulturní instituce dostávaly od vlády i sto či dvěstětisícové dotace ročně, MS za celý čas svého působení nedostala vůbec nic. Za to však byla již od svého vzniku vystavena velikému příkoří ze strany vládnoucí maďarské obce – a roku 1875 byl nad ní vynesen definitivní ortel.

### Obnovení činnosti po roce 1919

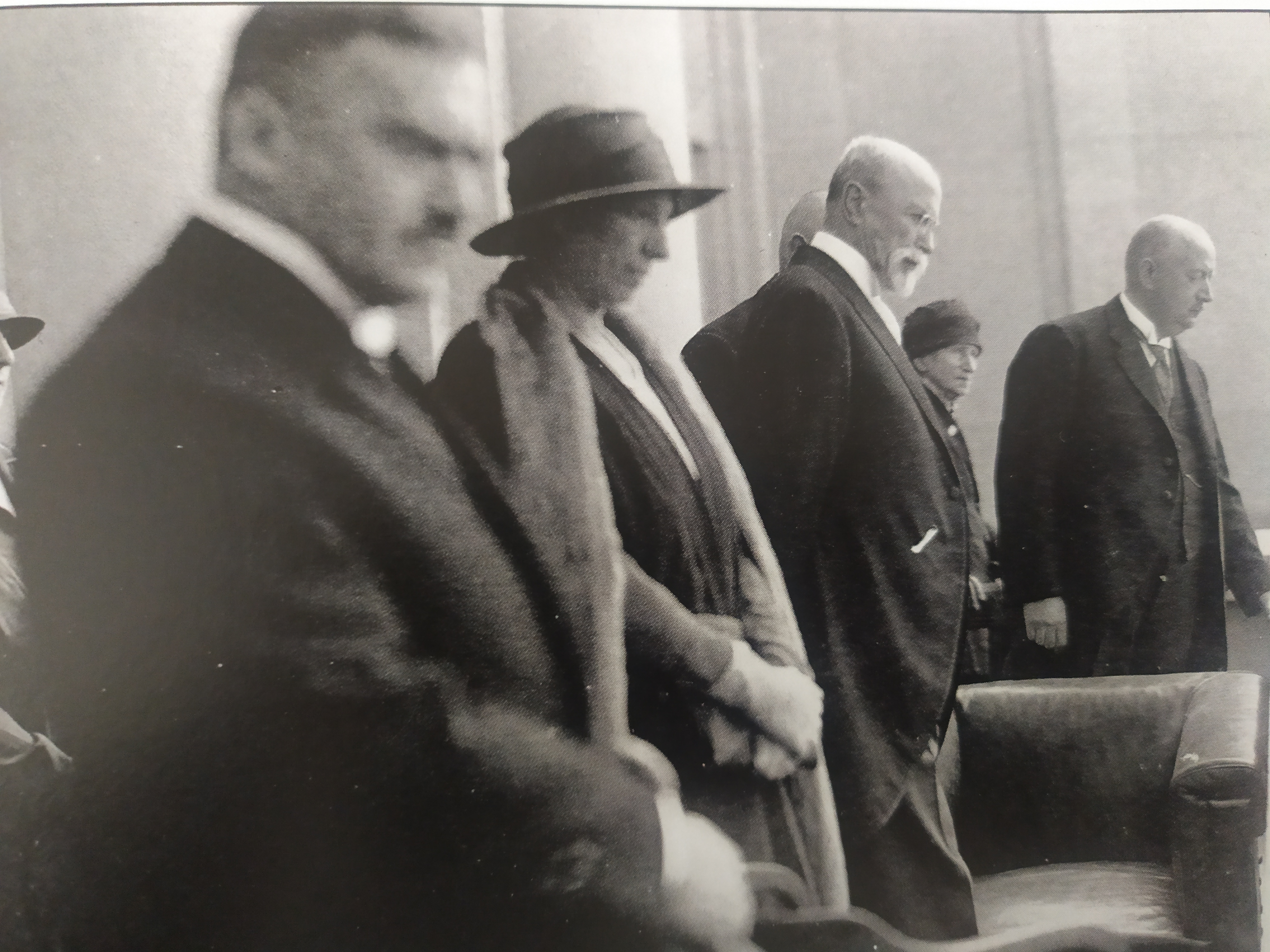
T. G. Masaryk v Matici slovenské

Svou činnost Matica slovenská obnovila až po vzniku Československa, 1. ledna 1919, na základě rozhodnutí Vavra Šrobára, ministra pro správu Slovenska. Valné shromáždění se konalo 5. srpna 1919. Matice navázala na předchozí práci, navíc začala budovat členskou základnu a zakládat vědecké obory. Zřídila i Ústředí slovenských ochotnických divadel, knihovnu a archiv.
V roce 1922 Matice slovenská začala opět vydávat časopis Slovenské pohledy, později i časopis pro děti Sluníčko. 

Valné shromáždění 12. května 1932 výrazně ovlivnilo další směřování Matice slovenské. Soustředila se na národní program, zintenzivnila vědeckou a rozvinula bohatou vydavatelskou činnost (kromě knih začala vydávat i časopis Slovensko, určený pro členskou základnu). Na půdě Matice slovenské vznikl spolek Slovenská národní knihovna, jeho hlavním úkolem bylo vyhledávat, získávat a uchovávat slovacikálně tištěné dokumenty. V roce 1943 Matice slovenská založila v Martině moderní tiskárnu Neografie.

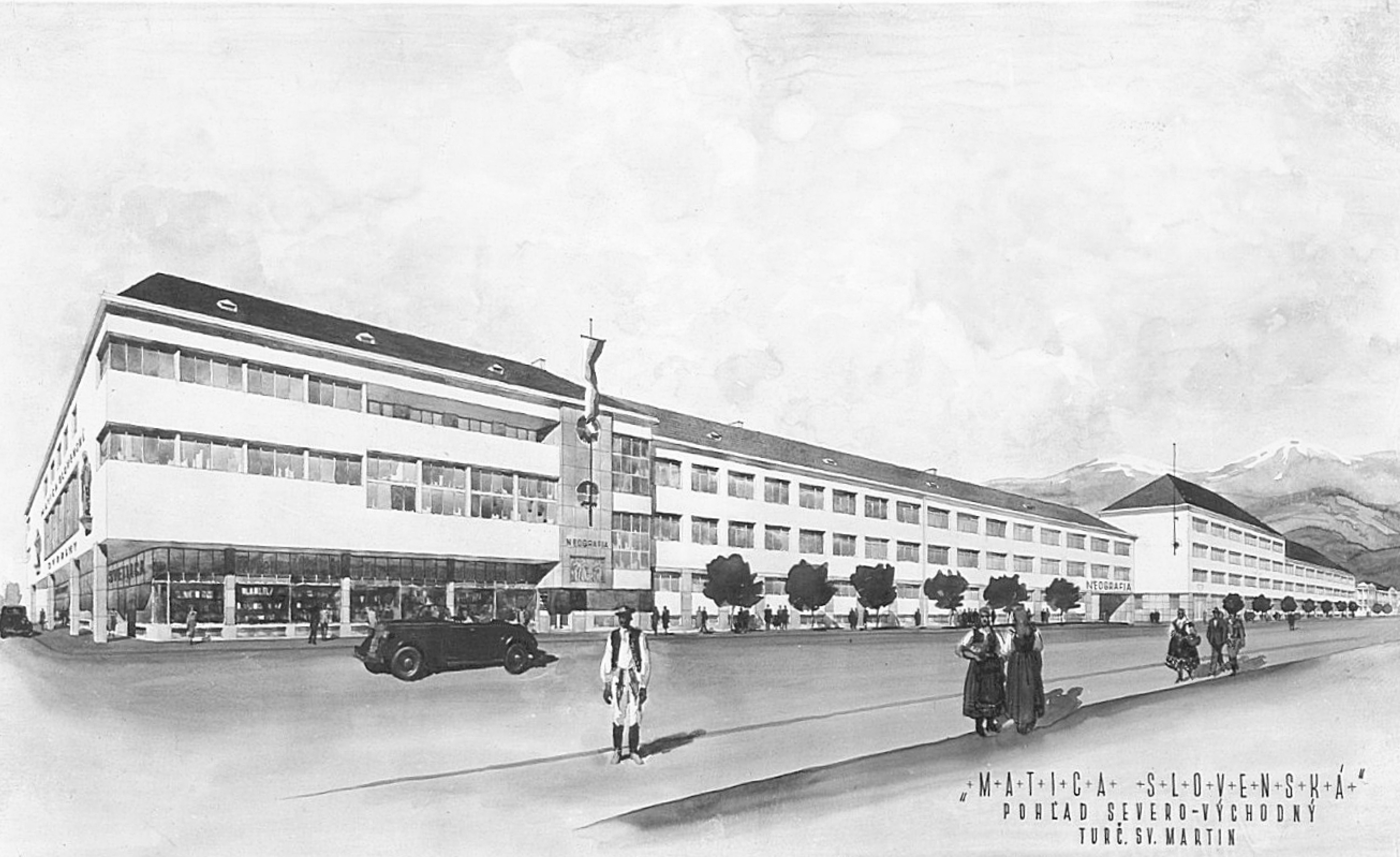
Neografia, minulost
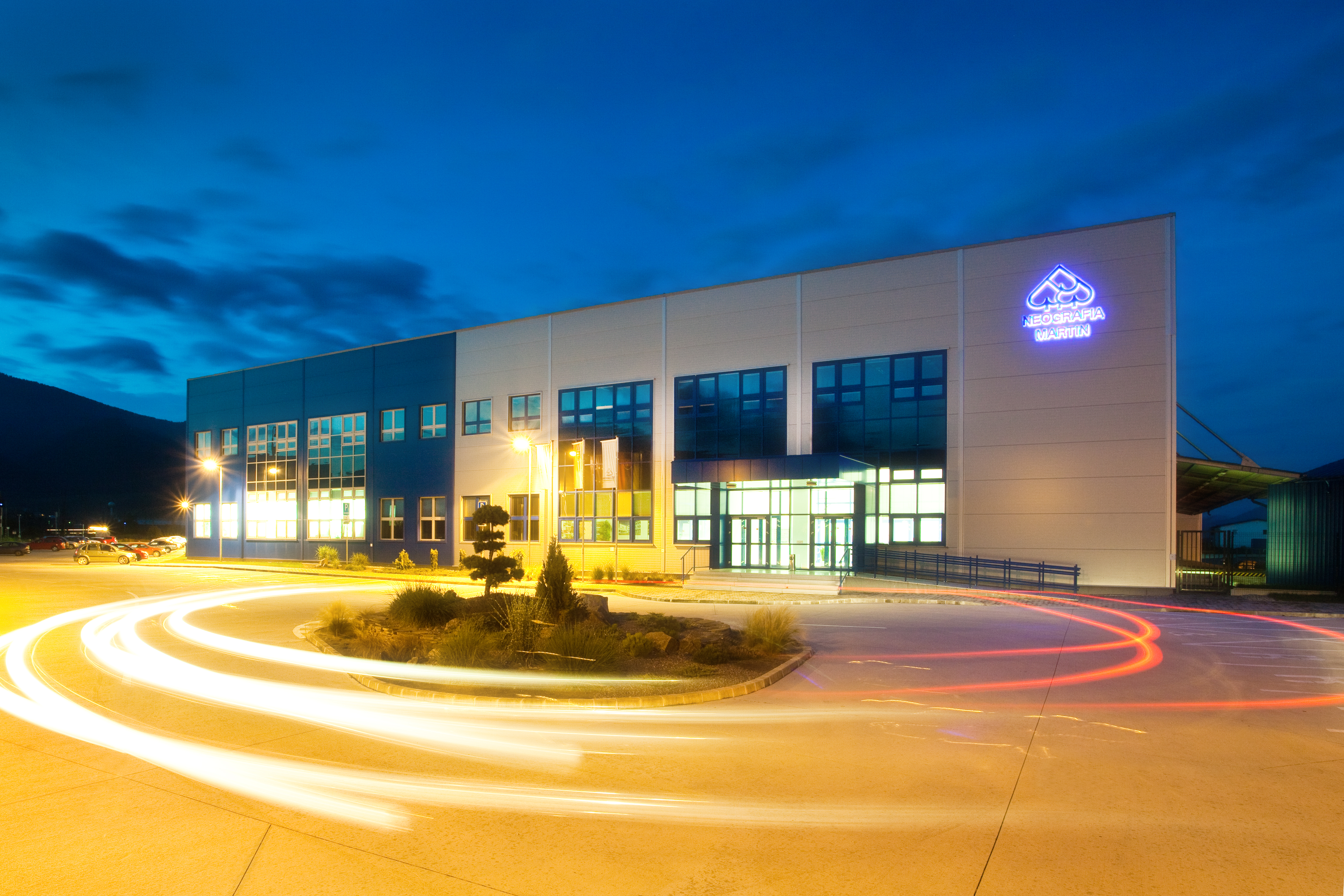
Neografia, současnost
Hviezdoslav řeční při oslavách oživotvoření Matice slovenské
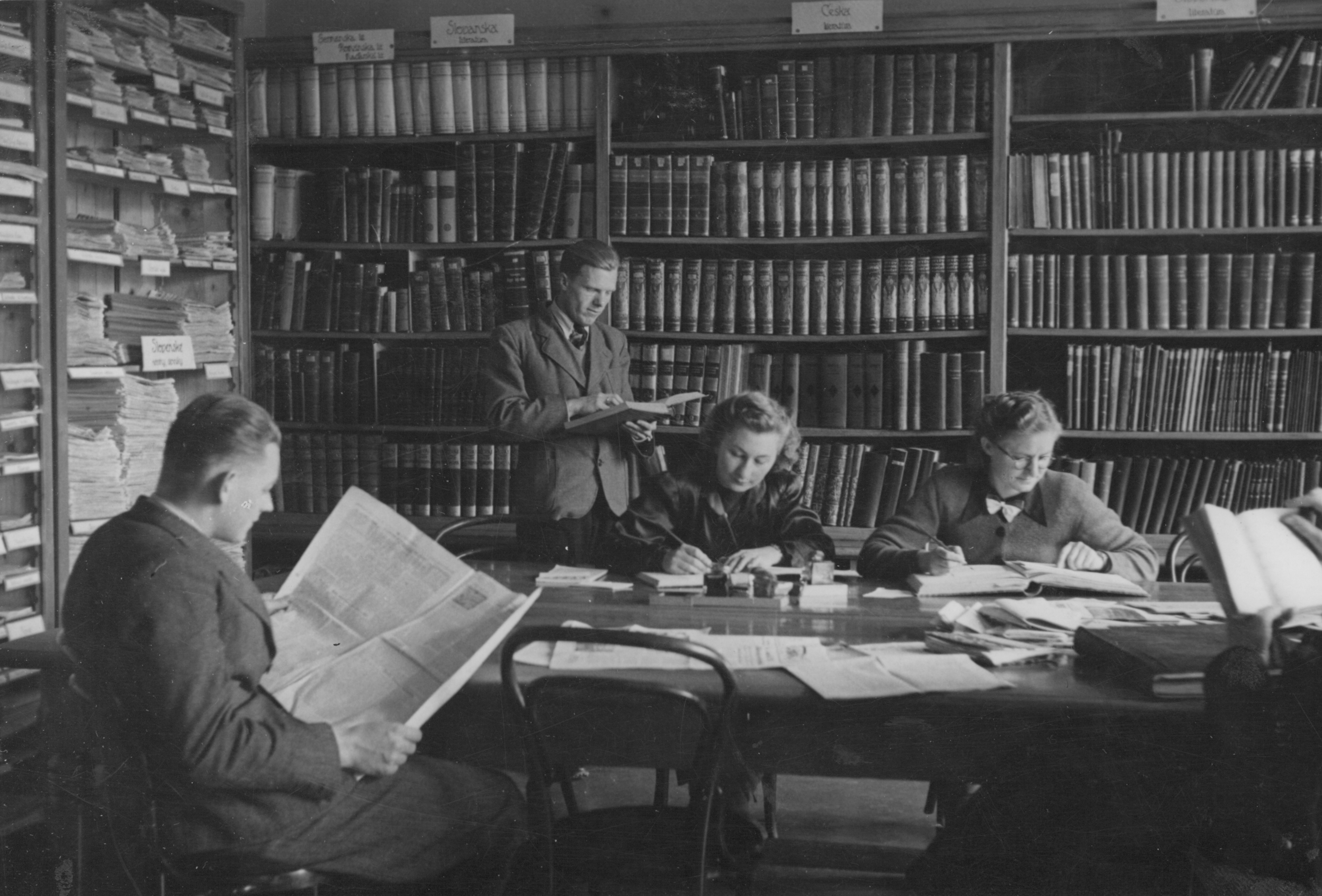
Studovna Bibliotéky Matice slovenské roku 1941
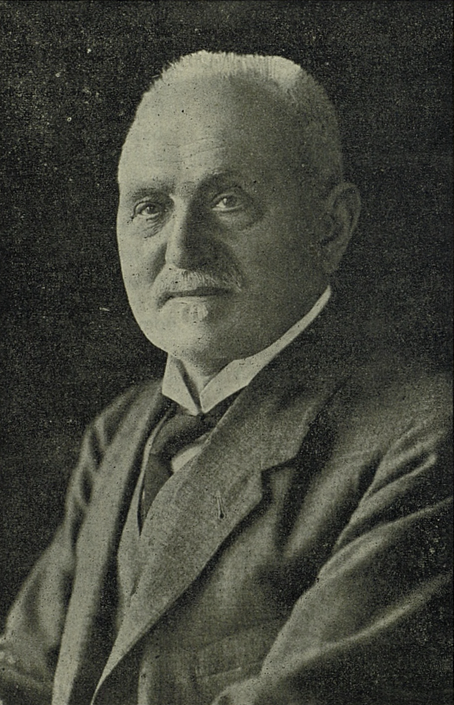
Matúš Dula, předseda Matice slovenské
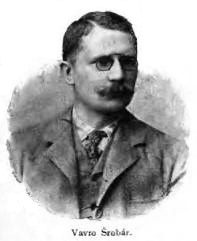
Vavro Šrobár, predseda Matice slovenskej
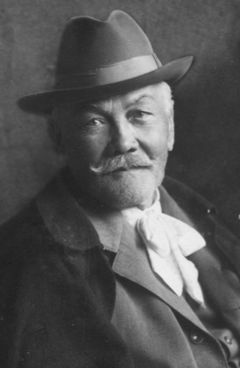
Spisovatel Pavol Országh Hviezdoslav, předseda Matice slovenské
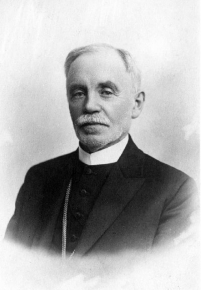
Jur Janoška, předseda Matice slovenské v letech 1922 až 1930
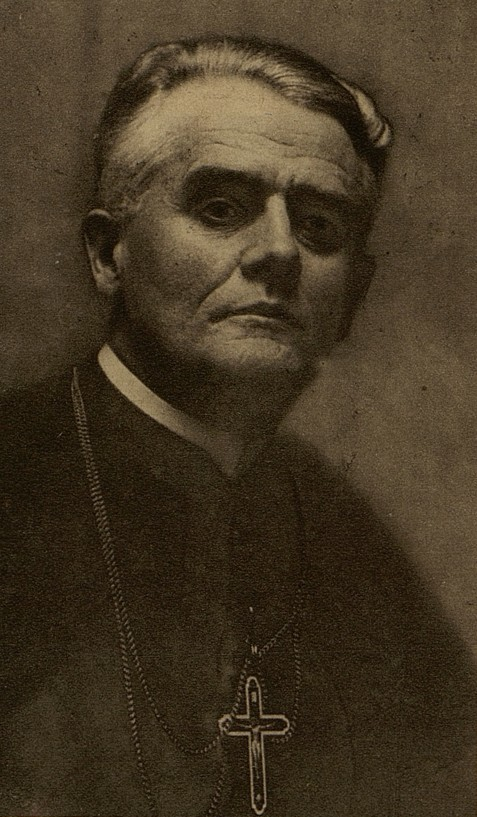
Marián Blaha, předseda Matice slovenské

### Vývoj po roce 1945

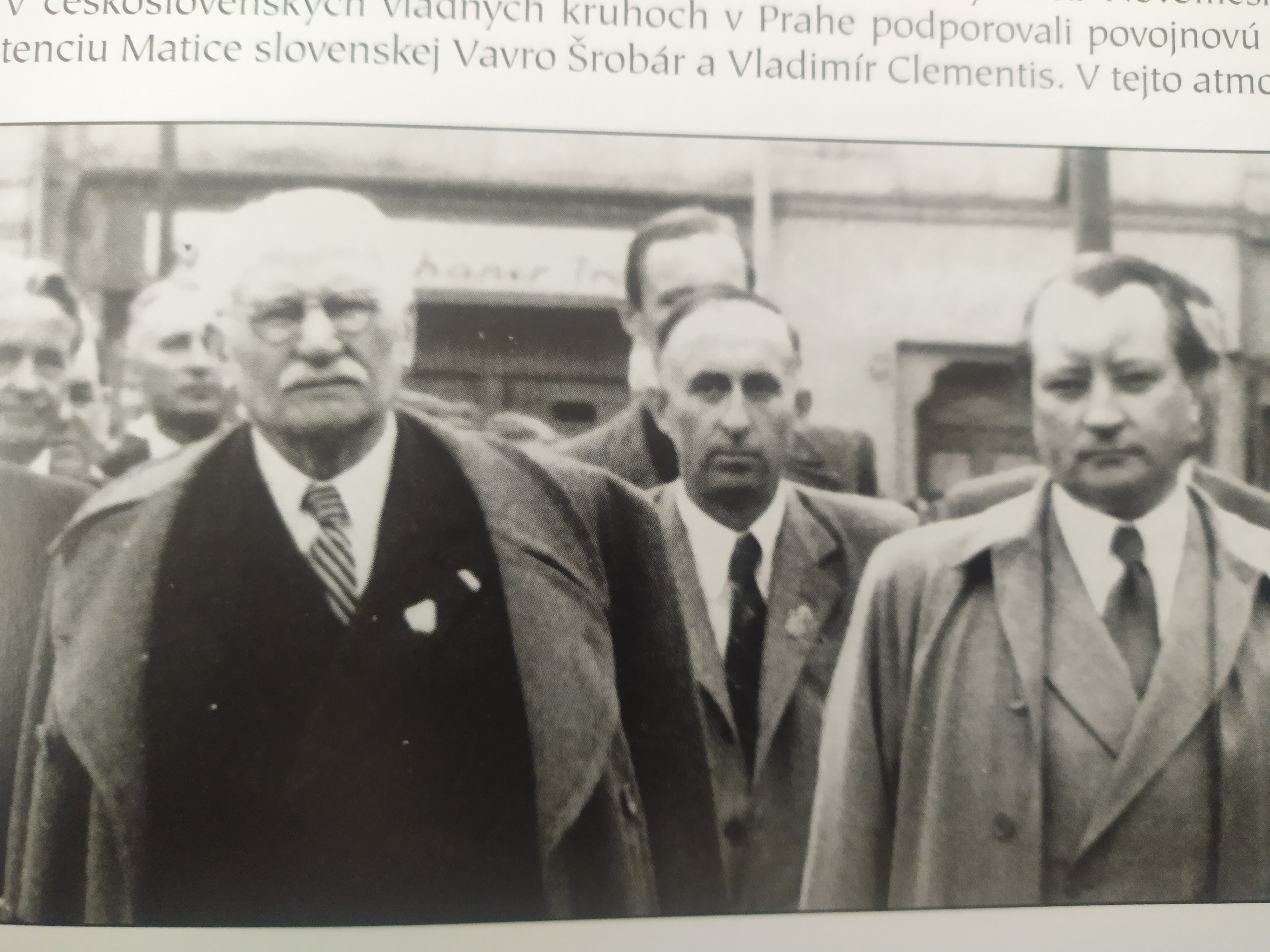
Vavro Šrobár a Vladimír Clementis v Matici slovenské

25. ledna odešlo z Matice slovenské v Martině několik vedoucích pracovníků a funkcionářů: Jozef Cíger Hronský (administrátor), František Hrušovský (tajemník vědeckých oddělení), Stanislav Mečiar, Jozef Cincík (oba tajemníci) a referenti Koloman Geraldini, Dezider Nágel, Ján Okáľ a Jozef Kobella, kteří podporovali oficiální kulturu režimu tehdejší Slovenské republiky (1939–1945). Později zůstali doživotně v zahraničním exilu. Jejich jména měla být vymazána nejen z tradice Matice slovenské, ale i z kolektivní paměti národa. Na základě rozhodnutí Komise Slovenské národní rady pro školství a osvětu z 11. dubna převzal prozatímní správu Matice slovenské Ján Marták. 
Na valné hromadě v srpnu 1945 v Martině zvolili novými předsedy Laca Novomeského a Jura Hronce. V červnu 1945 v Martině založili člen výboru Matice slovenské a ministr Vladimír Clementis Všeslovanský výbor a v Matici slovenské se vytvořilo Slovanské oddělení. V roce 1945 stojí Ladislav Novomeský také při odhalení památníku Ludovíta Štúra v Modře.
Jak uvádí matiční historik Pavel Parenička: "Po skončení druhé světové války se Laco Novomeský ujal vedení přípravného výboru na poválečné účinkování Matice slovenské, včetně vytvoření jejího nového výboru. Valné shromáždění Matice se uskutečnilo 26. srpna 1945 v Martině v předvečer oslav 1. výročí vypuknutí Slovenského národního povstání. Matici slovenskou i v poválečné situaci Novomeský označil za "strážce a pěstitele kulturního rozmachu slovenského národa". Směrem k matiční budoucnosti stanovil úkoly, které na ni čekají v „novém Československu“, zejména ohledně repatriování Slováků z Dolní země do staré vlasti a postavení Slováků na národnostně smíšených územích na jižním Slovensku. V této souvislosti si Novomeský nedával ubrousek před ústa: "Místní odbory Matice slovenské v těchto přinavrácených krajích budou si muset pečlivě všímat přihlášených členů, aby se pod matičním pláštěm neskrývali Maďaři a Němci". Podobné výroky později během monsterprocesů zneužily i vůči samotnému Lacovi Novomeskému při jeho obvinění z tzv.slovenskému buržoaznímu nacionalismu."
Následovalo znárodnění Neografie v roce 1948. 11. května si připomněli Novomeský a Clementis slavnostní 100. výročí Žádostí slovenského národa, odhalili pamětní tabuli Jankovi Královi.
V letech 1949 - 1953 politické orgány postupně vzali Matici slovenské vědeckou práci, zlikvidovali její členskou základnu a instituci zredukovali na ústředí osvětové práce. Dosavadní matiční vědeckou činnost přesunuli do příslušných ústavů Slovenské akademie věd v Bratislavě. Ladislav Novomeský a Vladimír Clementis, oba angažovaní Matici slovenské, byli obviněni z buržoazní nacionalismu.
Slovenská národní rada v dubnu přijala zákon o Matici slovenské, který ji znárodnil a její torzo sloučila Národní knihovnou se Slovenskem. Matica slovenská pod svou značkou začala plnit pouze úkoly národní knihovny a knihovnického ústavu.
Režim uspořádal proces s kompilátory připravujícími lexikografické dílo – Národní encyklopedie – Alexandrem Hirnerem, Jánem Olexem, Jozefem Telgárským, Františkem Oktavcem, kteří byli odsouzeni k mnoha letům vězení. V souvislosti s tímto monstrprocesem stranickými prověrkami a dalšími politickými zásahy proti slovenské Matici ji muselo opustit několik pracovníků, dokonce i správce Matice Ján Marták.

Z důvodu vážného omezení svobody Matice slovenské ve své vlasti, v argentinském Buenos Aires, založili Matici zahraniční slovenskou, jejímž předsedou je Jozef Cíger Hronský.

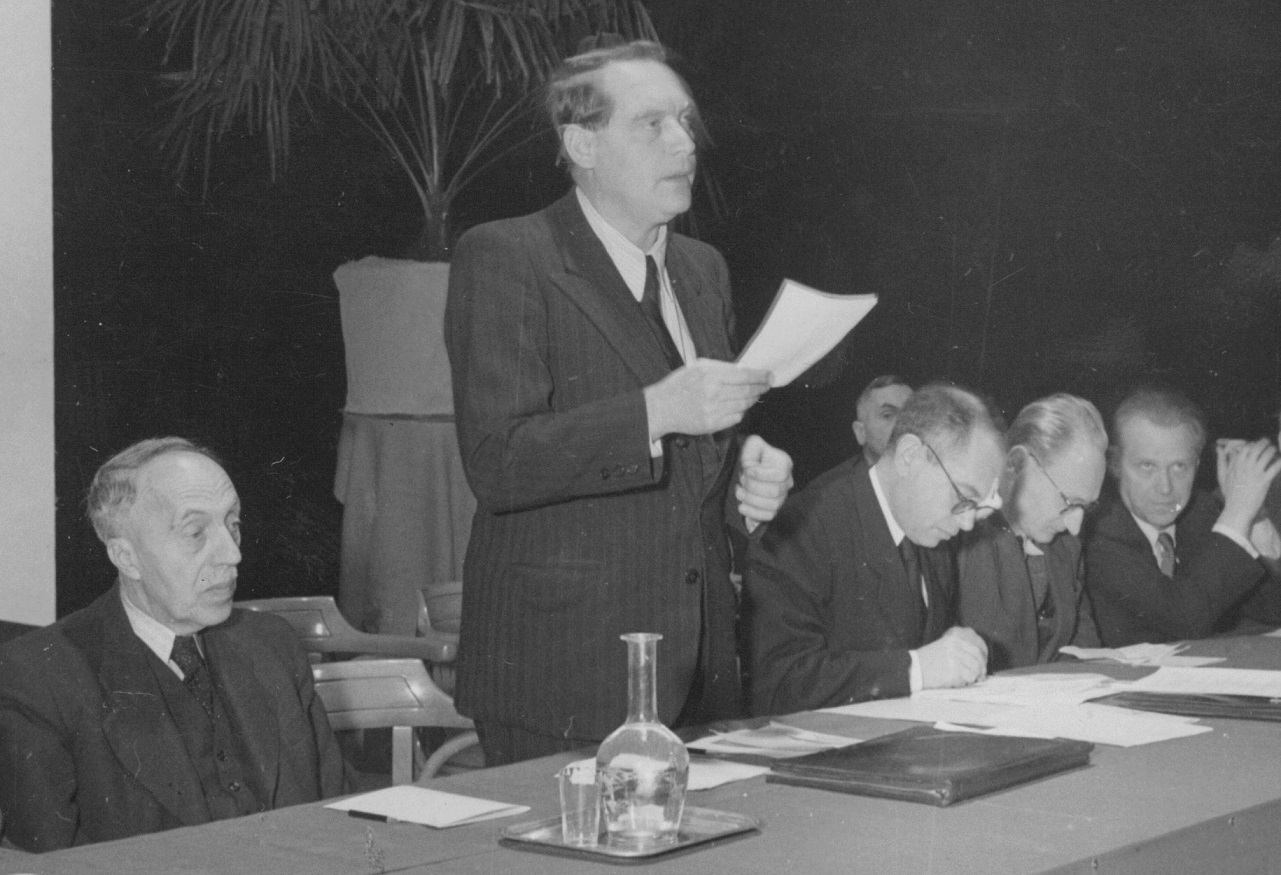
Jur Hronec a Ladislav Novomeský
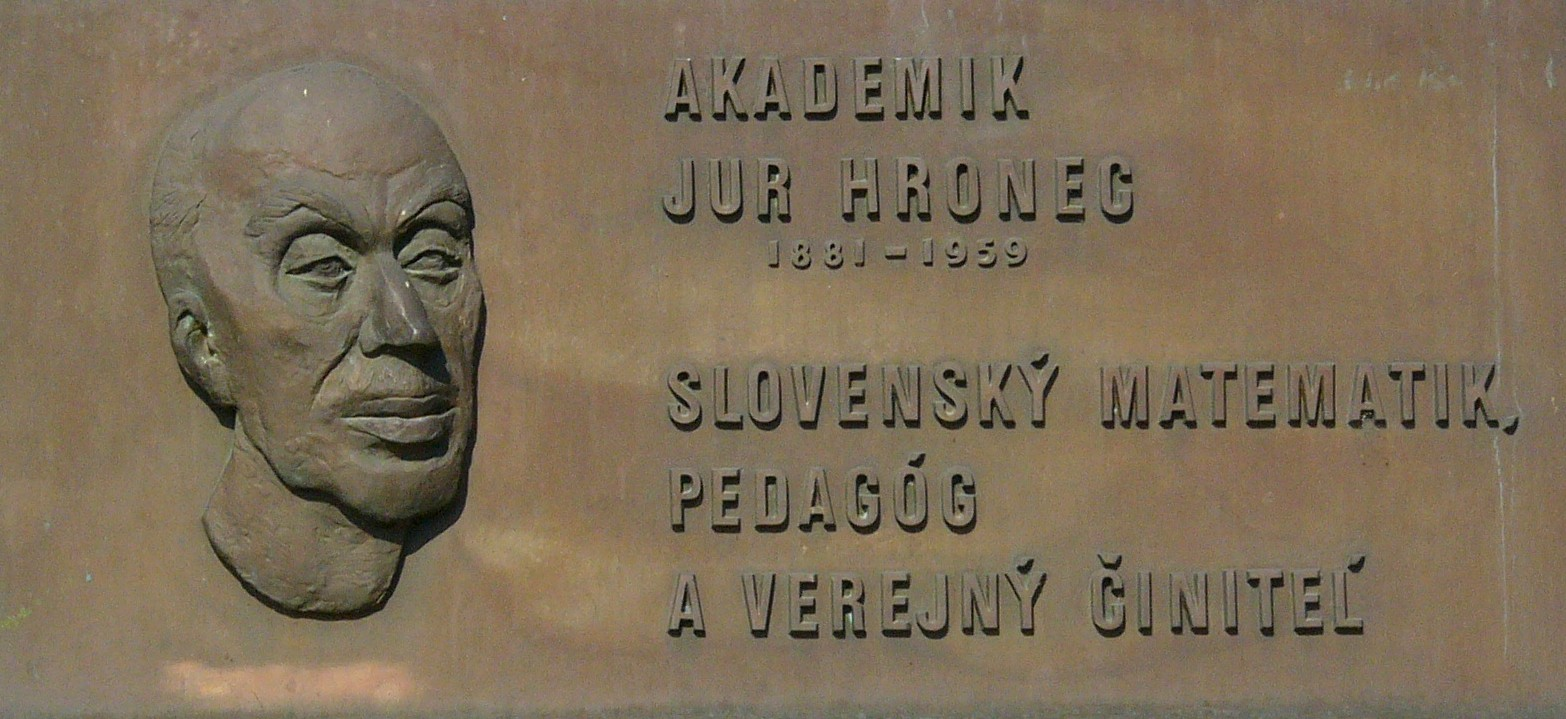
Jur Hronec, předseda Matice slovenské
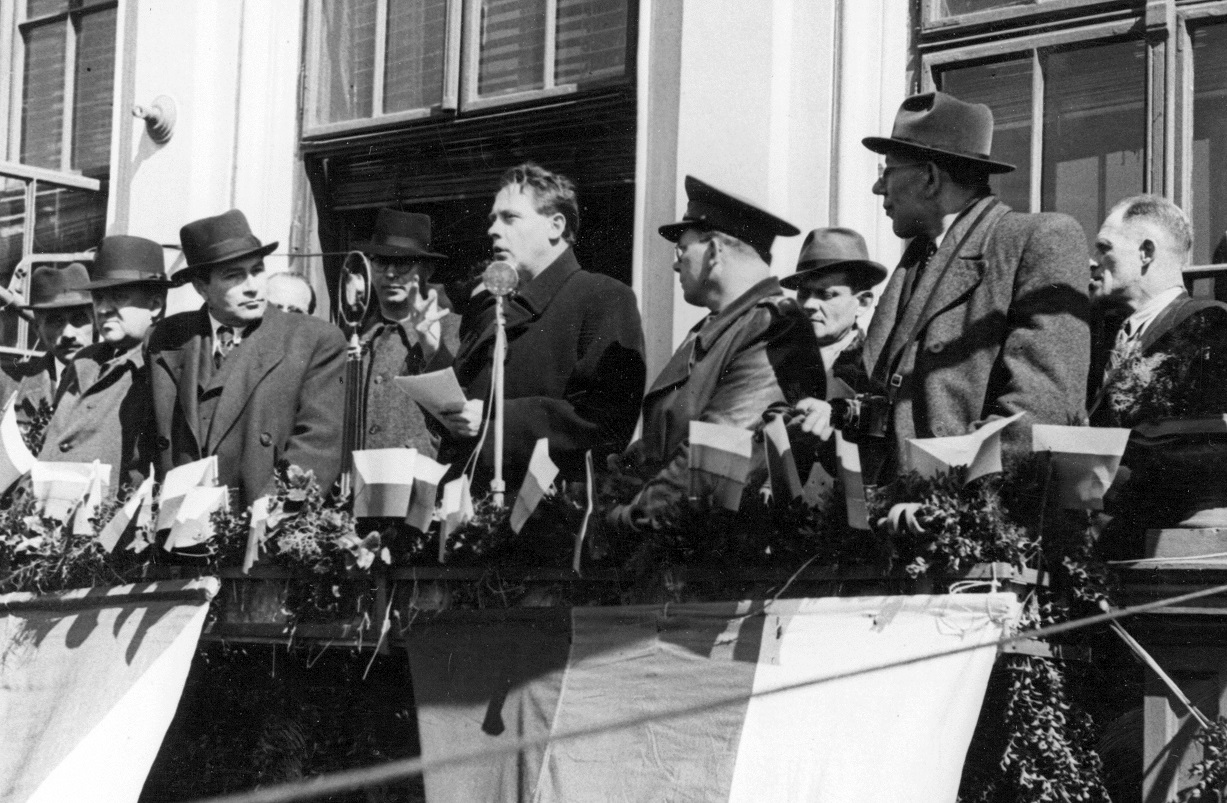
Ladislav Novomeský (z archivu Matice slovenské)
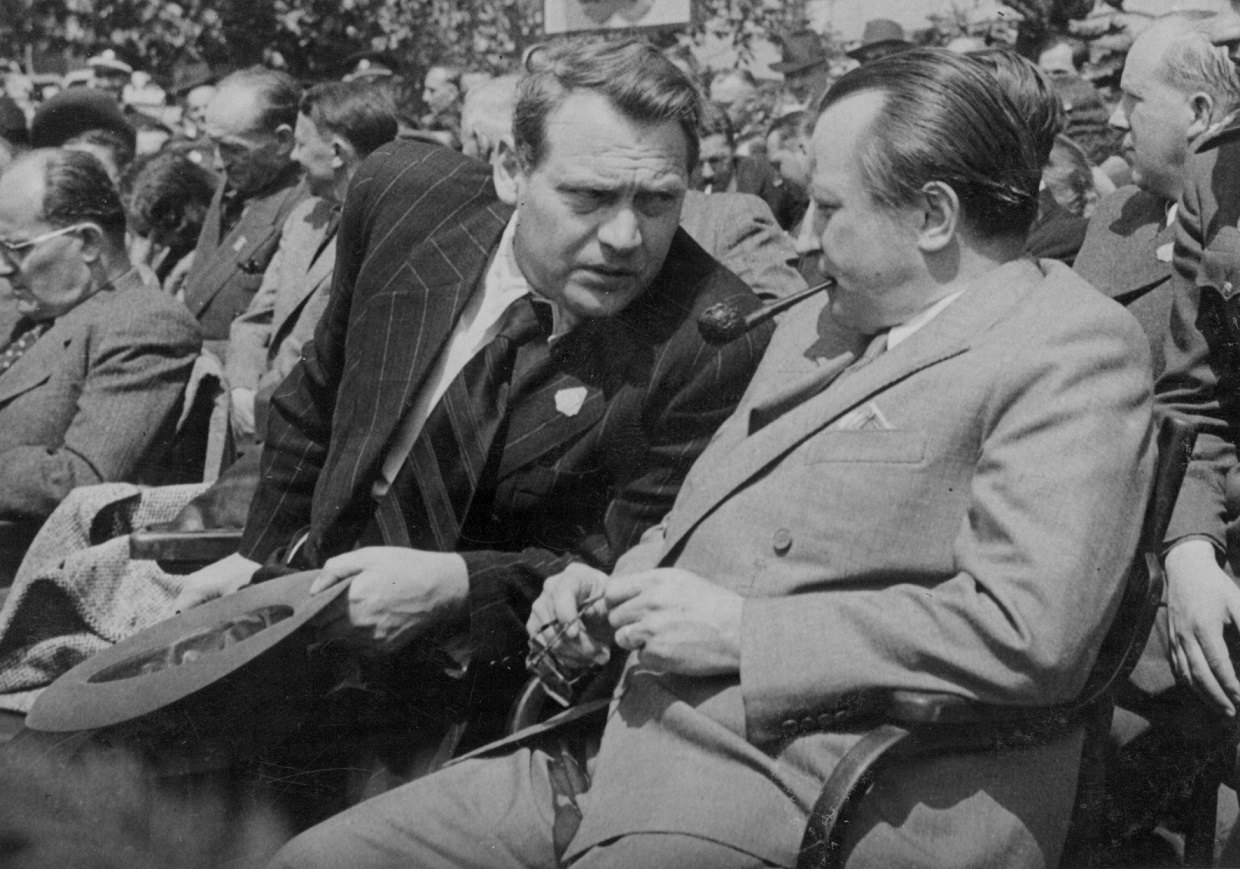
Ladislav Novomeský a Vladimír Clementis (založil po roce 1945 Všeslovanský výbor a Slovanské oddělení)
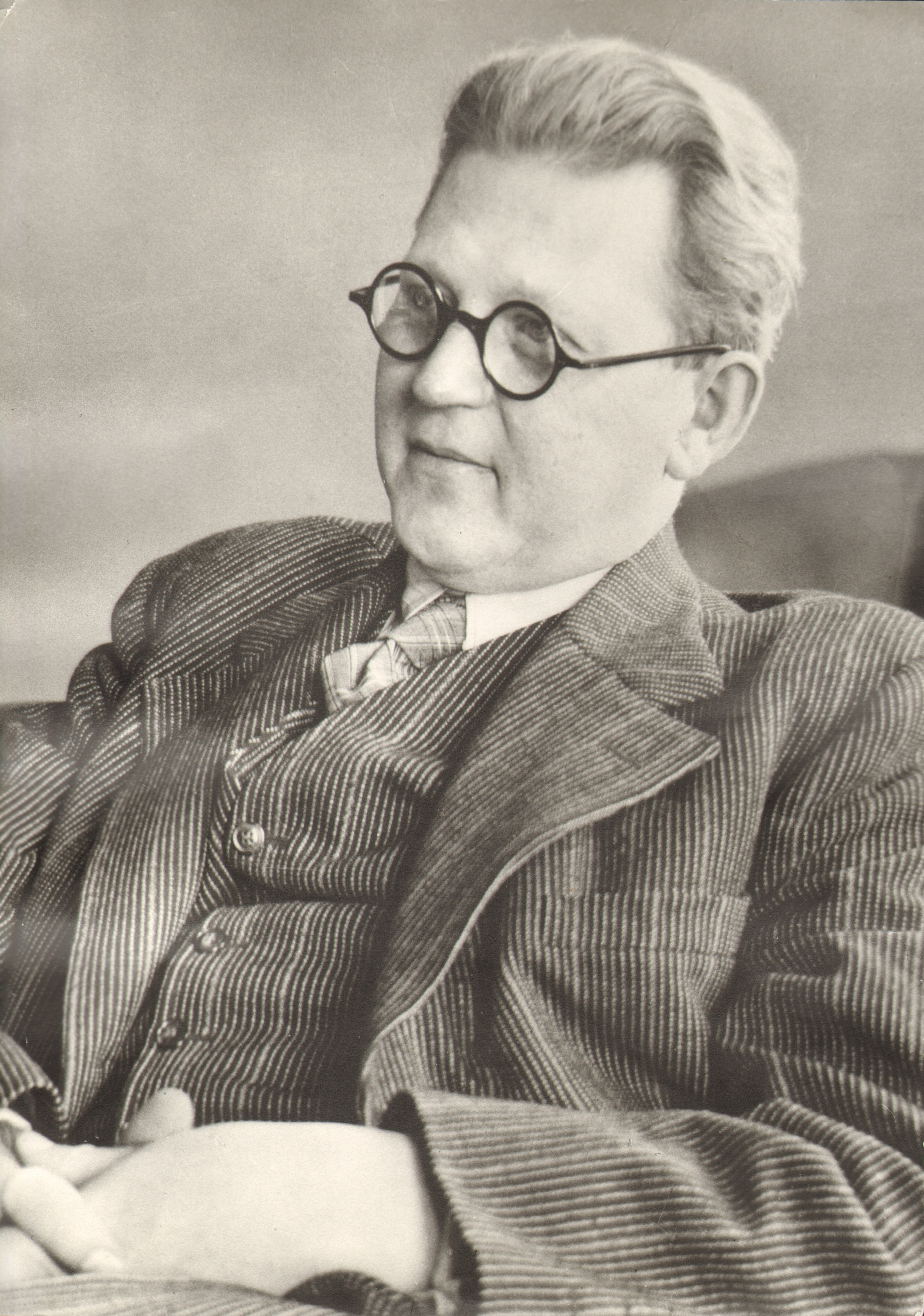
Jozef Cíger-Hronský, zakladatel zahraniční Matice slovenské

### Matica slovenská od šedesátých let

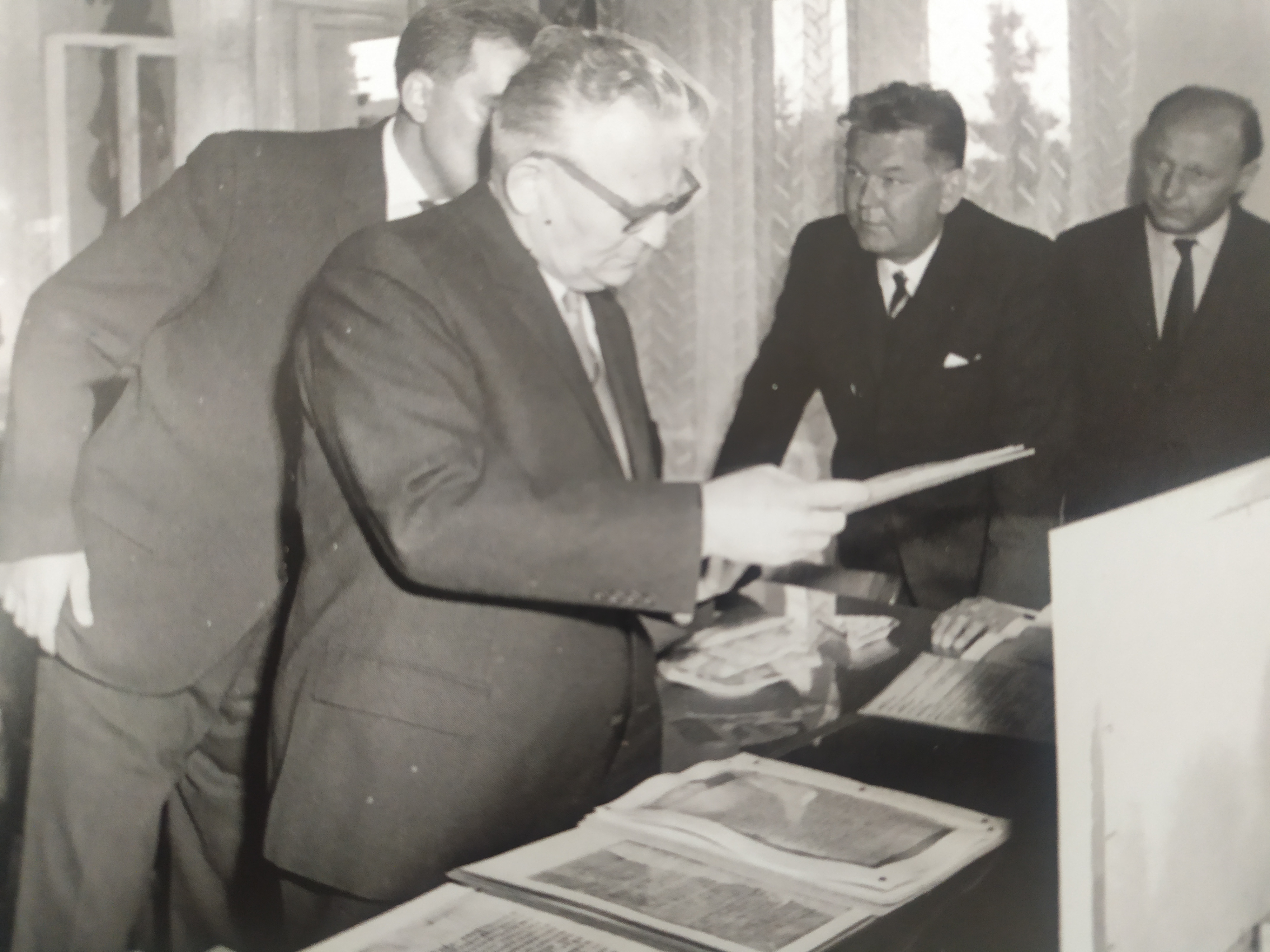
Antonín Novotný v Matici slovenské

Zatímco se politická situace zlepšuje, Matica slovenská si připomněla sté výročí svého založení velkolepými oslavami. Matica slovenská byla oceněna nejvyšším státním vyznamenáním Rady republiky, které předával tehdejší významný státní a stranický představitel Alexander Dubček. 4. srpna byl položen základní kámen třetí budovy Matice slovenské v Martině na Hostihoře.
Politická liberalizace ve společnosti přinesla i naději na oživení původního poslání a činnosti Matice slovenské, včetně obnovy její členské základny a rozvoje péče o zahraniční Slováky. 
V srpnu 1967 se prezident Antonín Novotný účastnil oslav stého výročí založení martinského gymnázia a přišel i do Matice. Tady když se dozvěděl od tehdejšího správce Juraje Pašky, že Matice se chce starat o zahraniční Slováky, rozčílil se, že na to má v Praze Československý ústav zahraniční a obvinil zástupce Matice z buržoazního nacionalismu. Odmítl přijmout dary, faksimilie vzácných matičních dokumentů, přijmout dary od Matice zakázal i své manželce. A když mu je poslali poštou do Prahy, zásilka se vrátila s ručně napsaným odkazem "Adřesát nepřijímá!"
Za obnovu Matice slovenské se výrazně zasloužil Ladislav Novomeský, který na valném shromaždění prohlásil:
| „                                                                                      | „Vždyť za těch přes 100 let od moyzesovsko-kuzmányovské přísahy nezaznamenala matiční historie klidný, rovnoměrný a ničím nenarušovaný tok, protože tak, jako samotné dějiny národa zpestřují zarmucující nížiny, zápasy o jejich překonávání a světlé výhledy do budoucna, i matiční děj jejich věrný odrzkadlováním. ... Ale všimněte si, že všechny ty kampaňovitě se opakující vztahy od 50. let proti buržoaznímu nacionalismu… týkaly se nakonec samotné Matice slovenské… směšné na tomto nesmíšném boji bylo, že se opíral o socialistické zásady. Jeho zástavníkům se vidělo, že socialismus jim dal právo ignorovat jakýkoli projev národního povědomí… zapomněli na novější poučku socialismu, že revoluční zápas neuvolňuje jen skryté síly internacionálních mas… ale že k životu, že k životu probouzí i národní odlišnosti a úctu k nim…“ | “ |
| — NOVOMESKÝ, L. Splátka veľkého dlhu II. Bratislava: Spoločnosť Laca Novomeského. 1993 | |   |

Tento slibný proces trval jen krátce a byl zastaven 21. srpna po okupaci ČSR vojáky Varšavské smlouvy a v následném normalizačním procesu. Z politických důvodů muselo v období tzv. normalizace odejít ze Slovenské Matice mnoho zaměstnanců (Tomáš Winkler, Ivan Kadlečík, Pavol Hrúz, Jaroslav Rezník st. a další) a funkcionářů (Imrich Sedlák).
Slovenská národní rada přijala 20. prosince zákon o Matici slovenské, který ji částečně vrátil do stavu před dvaceti lety. Členská základna byla výrazně omezena, přežila jen menšina místních odborů a činnost Matice slovenské se opět soustředila především na knihovnictví, bibliografii, biografii, literární muzejnictví a archivnictví. Budoucí předseda, Vladimír Mináč, tenhle zákon okomentoval: „Nový zákon byl lepší než zákon z 1953, ale horší než zákon z roku 1968. Měl zejména tu chybu, že uzpůsoboval Matici zejména jako instituci; méně, skoro nic jí nedával v právu na spolkovou činnost, na sdružení občanů. V těch letech bylo nemyslitelné, aby Matice dostala taková – politická – práva, už i proto, že nejvyšší političtí činitelé v Praze byli alergičtí na Matici. Tato alergie se po prezidentské lince udržovala od Novotného k Husákovi. Ale i pro celkovou společensko-politickou situaci nebylo možné dosáhnout více než toho, že Matice nezahyne jako instituce, že to, co je v ní životaschopné jako v instituci, se bude moci dělat, ale také dělat lépe.“
V letech 1974 až 1990, v době socialistické kultury, byl předsedou Matice slovenské předseda prozaik, publicista a politický činitel Vladimír Mináč, který se v tomto období zasloužil o rozvoj vědecké činnosti v Matici slovenské. V roce 1989 Vladimír Mináč prohlásil, že z Matice slovenské vytvořil moderní evropskou instituci a že za zrušení členské základny nemá žádnou odpovědnost nakolik to nebylo v jeho kompetenci.
Za Mináčova působení v Matici slovenské nejvýrazněji pokročilo budování Slovenské národní knihovny, kde se rozvíjely její fondy, bibliografie, informatizace a proces automatizace. Instituční složka Matice slovenské plnila funkci Slovenské národní knihovny, zároveň metodicky řídila okresní knihovny po celém Slovensku. Vydávala Bibliografický sborník a sborník Kniha, časopis Knihovny a vědecké informace, vycházel i populárně-naučný časopis Čtenář.
Mináč věnoval velkou pozornost i druhé instituční složce Památníku slovenské literatury. Tu tvořily Literární archiv (Archiv literatury a umění), Hudební archiv a Obrazový archiv. Periodicky vycházeli sborníky Literární archiv, Hudební archiv a Obrazový archiv. Zvláště podporoval rozvoj literárního muzejnictví. V roce 1974 se jeho přičiněním vrátila do správy Matice slovenské její první historická budova v centru Martina, kde se po náročném zrestaurování zřídilo Slovenské národní literární muzeum. To začalo budovat svou stálou expozici slovenské literatury od dob Velké Moravy až po 20. století a vydávalo sborník Literárnomúzejný letopis.Vladimír Mináč se přičinil i na renovaci a přebudování Literárního muzea Alexandra Sergejeviče Puškina zřízeného v komplexu zámeček v Brodzanech u Partizánského.
Během jeho předsedování v období let 1974 - 1989 se počet profesionálních pracovníků Matice slovenské ztrojnásobil a stoupl na asi 500 zaměstnanců.
30. srpna otevřeli v Martině na Hostihore novou, velkoryse koncipovanou budovu Matice slovenské, dílo architektů Dušana Kuzmy a Antona Cimmermanna.
V roce 1983 zřídil Vladimír Mináč Odbor pro zahraniční Slováky v Matici slovenské. Vycházel i reprezentativní časopis pro zahraniční Slováky Slovensko.

Inicioval velkolepé celonárodní oslavy 125. výročí založení Matice slovenské, které se konaly 14. srpna 1988.

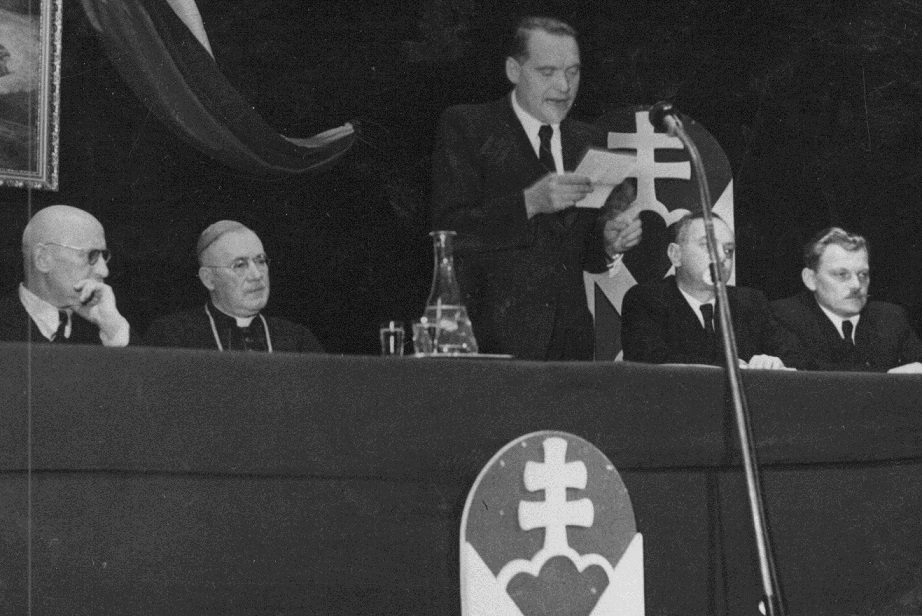
Ladislav Novomeský na Valném shromáždění Matice slovenské
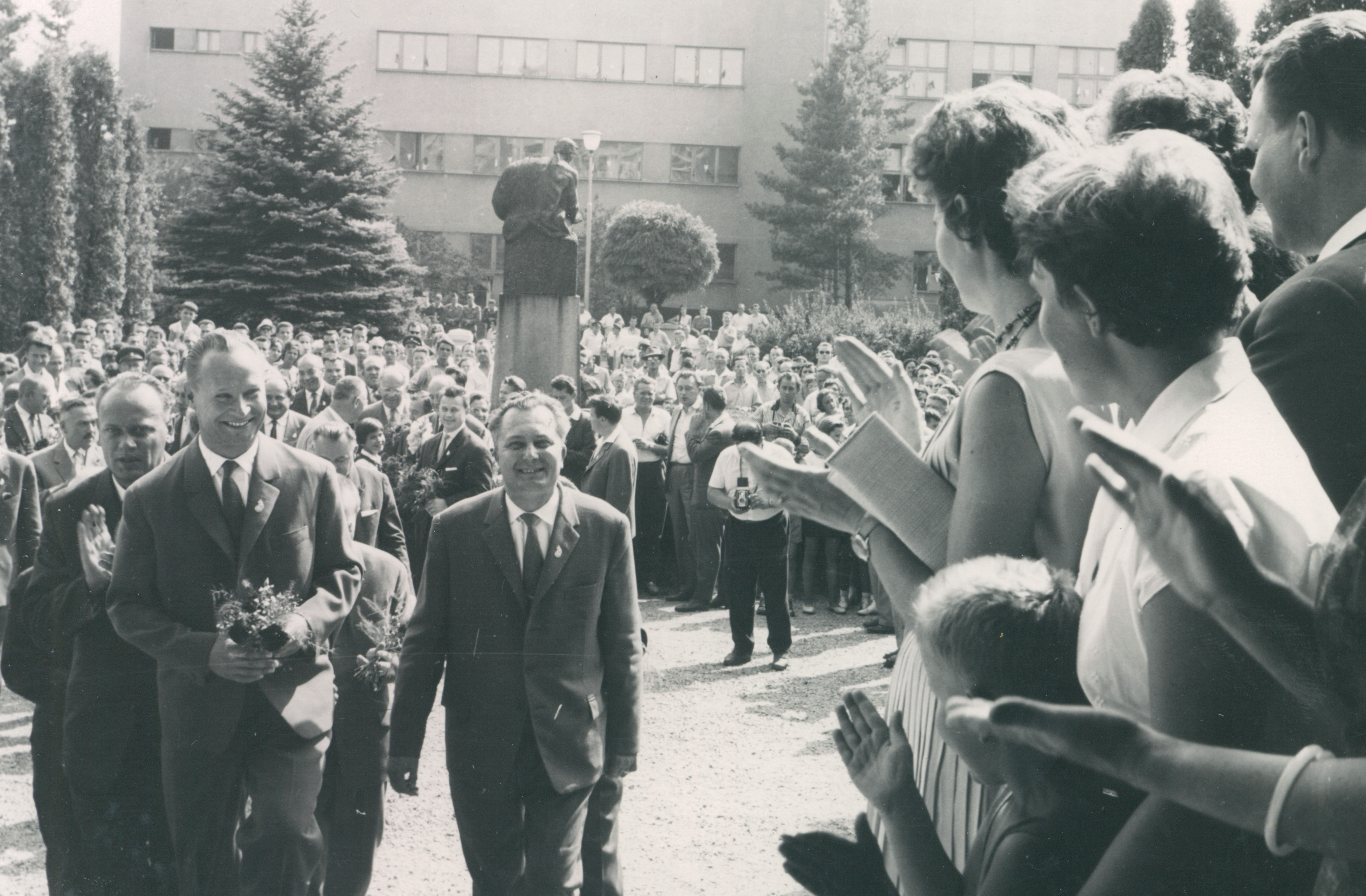
Alexandr Dubček v Matici slovenské
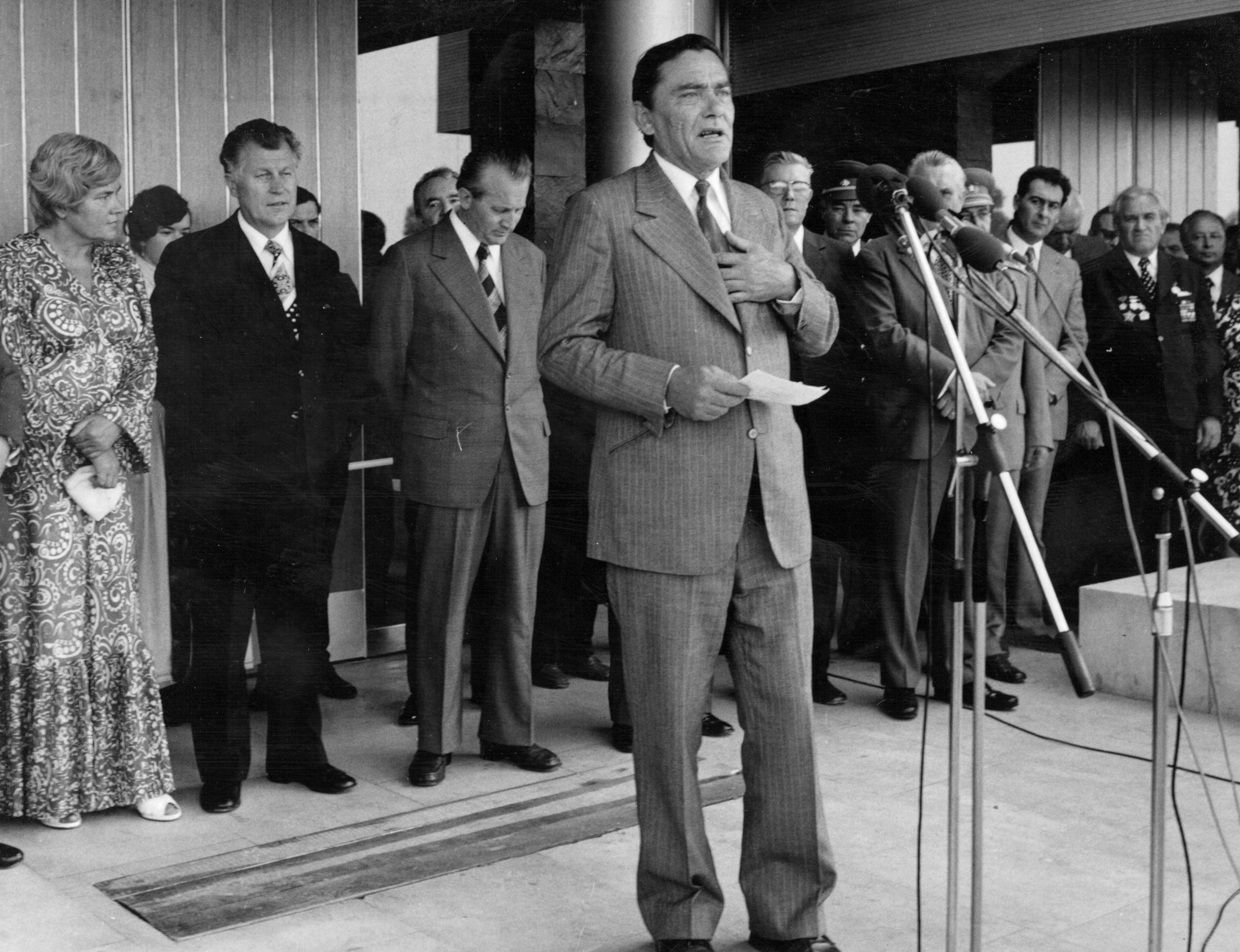
Vladimír Mináč při otevření třetí budovy Matice slovenské
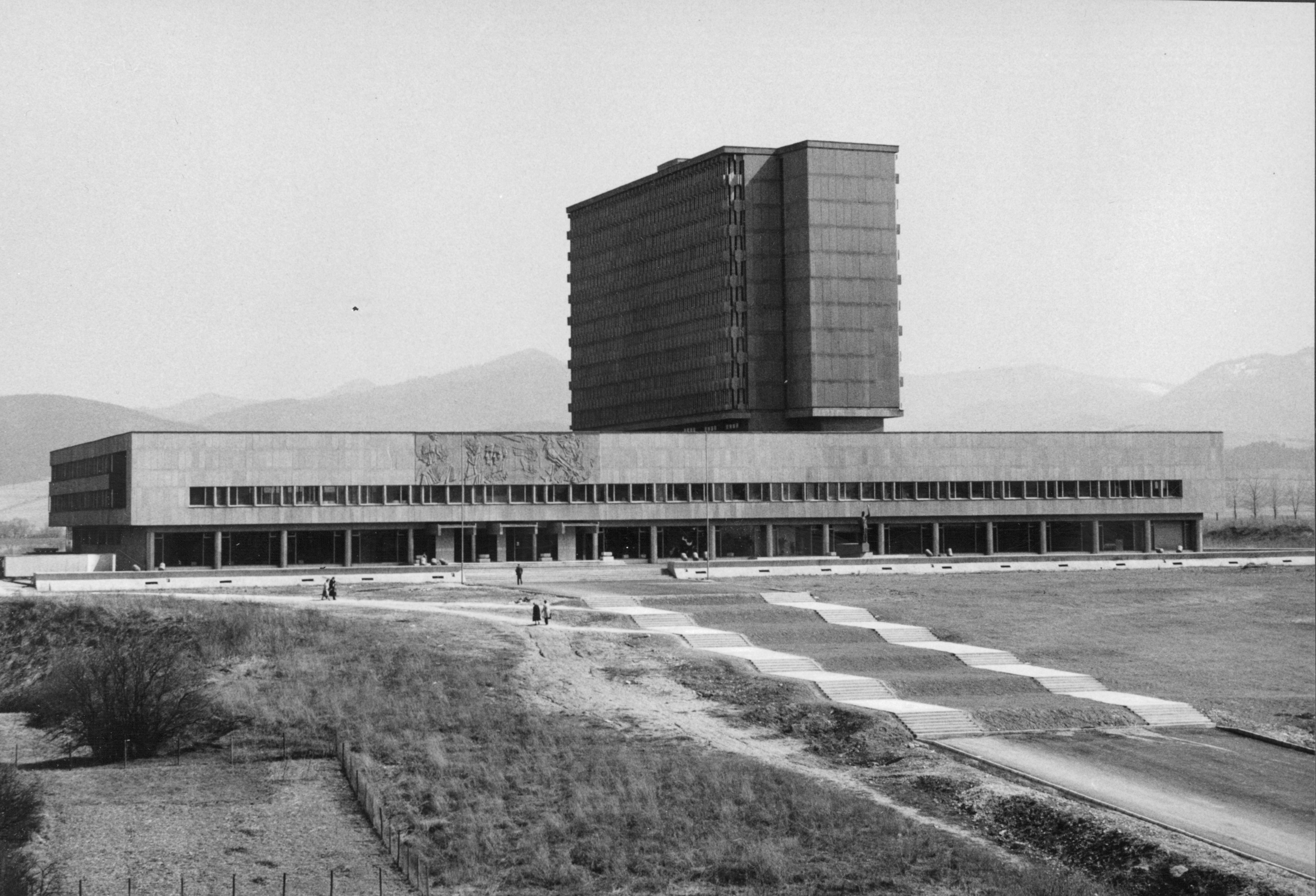
Třetí budova Matice slovenské (Hostihor)
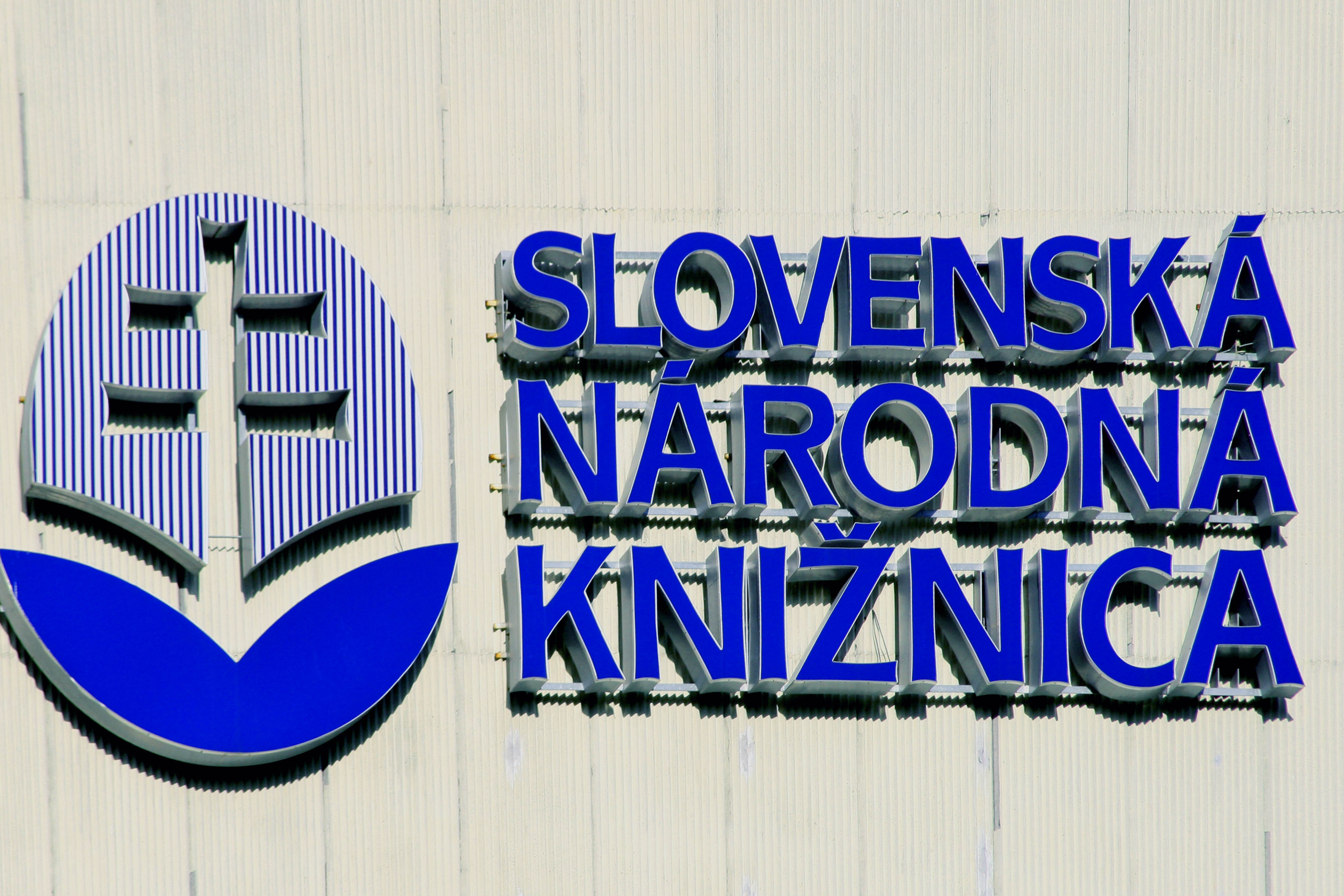
Slovenská národní knihovna byla původně třetí budovou Matice slovenské

### Matica slovenská po roce 1989

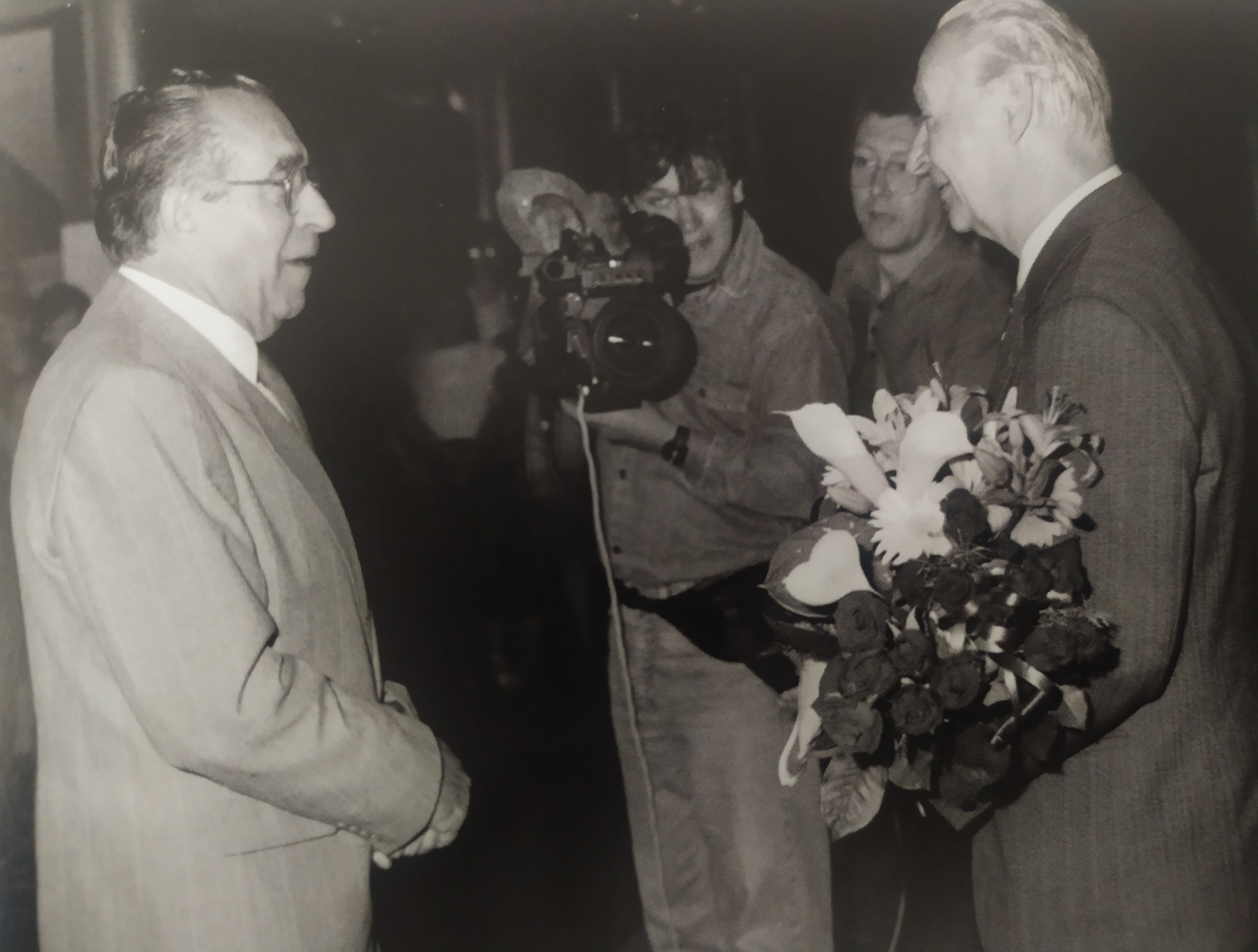
Alexander Dubček v Matici slovenské

Ve dnech 10.–11. srpna se znovu konala „oživotvorné“ valné shromáždění v Martině. Mnozí bývalí pracovníci, členové a příznivci se opět přihlásili k Matici slovenské. Ministr kultury odvolal její komunistické vedení a dočasným vedením Matice pověřil Viléma Jana Grusku. Na valné hromadě zvolili předsedou MS Josefa Markuše.
26. července 1991 Slovenská národní rada přijala nový zákon o Matici slovenské, který vytvořil prostor pro její postupný návrat od státem řízené instituce k nezávislé ustanovizni. Výrazně se rozvíjí spolková součást Matice slovenské a přetváří se síť jejích pracovišť. Matice slovenská v roce 1992 ve spolupráci se Světovým kongresem Slováků poprvé organizovala setkání mladých Slováků z celého světa pod oficiálním názvem Matiční světový festival slovenské mládeže. Konal se ve dnech 12.–19. července v Martině. Matiční festival pořádá Matice slovenská každý třetí rok. Do klína Matice se vrátila zestátněná tiskárna Neografie, časopis Slovenské pohledy, některé zestátněné matiční domy. Matice založila sbírku na Národní poklad a začala udělovat ceny Nadace MS. V roce 1997 je schválen zákon o Matici slovenské č. 68/1997.
Národní rada Slovenské republiky v roce 2000 schválila tzv. knihovní zákon, který bez účasti MS připravil tehdejší ministr kultury Milan Knažko. Zákon poškodil Matici slovenskou a negativně zasáhl do její činnosti na několik let. Musela opustit sídelní budovu v Martině na Hostihore, ale i historicky první budovu – obě připadly do správy Slovenské národní knihovny.
Valné shromáždění v roce 2004 ve Spišské Nové Vsi přijalo Programové záměry na období let 2004–2007 s výhledem do roku 2010 a také Memorandum Slováků doma i ve světě.
V roce 2007 Matice slovenská zorganizovala 1. evropský kongres slovanských Matic na kterém se zúčastnili představitelé ze všech států, kde mezi Slováky působí jejich národní matice. Valné shromáždění Matice slovenské v Martině schválilo významné dokumenty jejího dalšího působení. Delegáti výraznou většinou opět zvolili předsedou MS Josefa Markuše; výbor MS následně zvolil do funkce nového správce MS Jana Eštoka.
Historicky první zasedání vlády Slovenské republiky za účasti nejvyšších ústavních činitelů a předsedy MS se konalo 2. ledna 2008 u příležitosti 15. výročí vzniku samostatného Slovenska v matičné budově na Mudroňově ulici v Martině. V rámci Martinských matičních slavností byl otevřen Rok Josefa Cígera Hronského (srpen 2009 – červenec 2010) u příležitosti 50. výročí vzniku Zahraniční Matice slovenské a 50. výročí úmrtí J. C. Hronského.
V září 2010 zorganizovala Matice slovenská 2. evropský kongres slovanských Matic. Matice slovenská ve spolupráci s Nitranským samosprávným krajem, městem Nitra, dalšími městy a obcemi zorganizovala ve dnech 1.–5. července 2010 11. ročník Matičního světového festivalu slovenské mládeže. V listopadu valné shromáždění Matice slovenské zvolilo za svého předsedu Mariána Tkáče
V Martině se 1. srpna 2013 uskutečnil 2. evropský kongres matic slovanských národů. 1. až 4. srpna se v Martině uskutečnily Národní matiční slavnosti, kterými vyvrcholily oslavy 150. výročí založení Matice slovenské. Vrcholem druhého dne bylo slavnostní otevření Parku sv. Cyrila a Metoděje v areálu sídelní matiční budovy, odhalení sousoší sv. Cyrila a Metoděje a bust Štěpána Moysese, Karla Kuzmányho a Jana Francisciho.
V Roku Ľudovíta Štúra 2015 Matice slovenská uskutečnila 86 akcí na Slovensku věnovaných národnímu velikánovi, z toho tři vědecké konference. Matice slovenská odhalila bustu Ľudovíta Štúra a Josefa Cígera-Hronského.
V listopadu 2017 valné shromáždění Matice slovenské zvolilo jejím předsedou Mariána Gešpera. V tajných volbách odevzdalo Gešperovi svůj hlas 258 delegátů, protikandidát Roman Michelko, získal 127 hlasů.

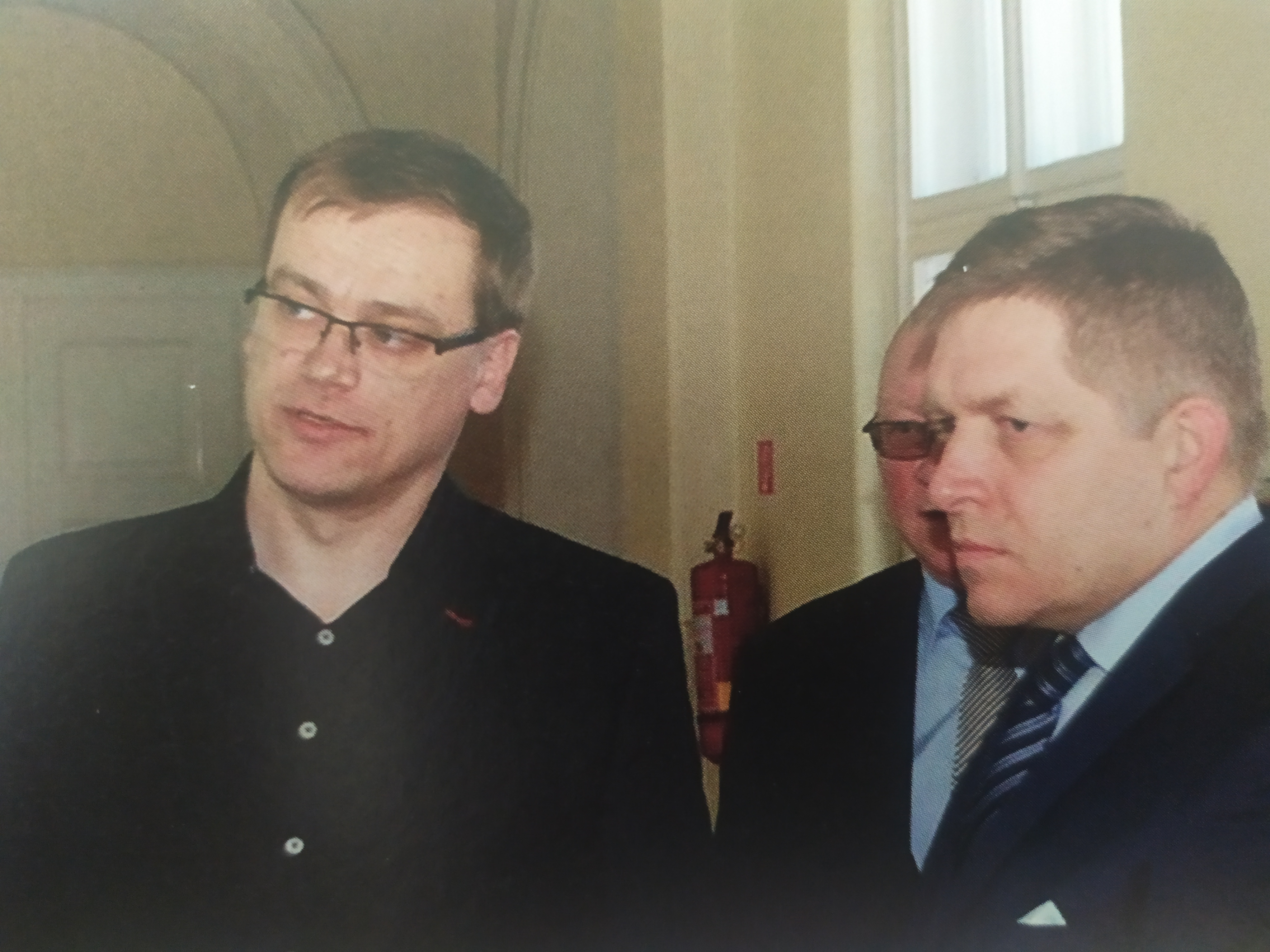
Robert Fico a Marián Gešper v Matici slovenské

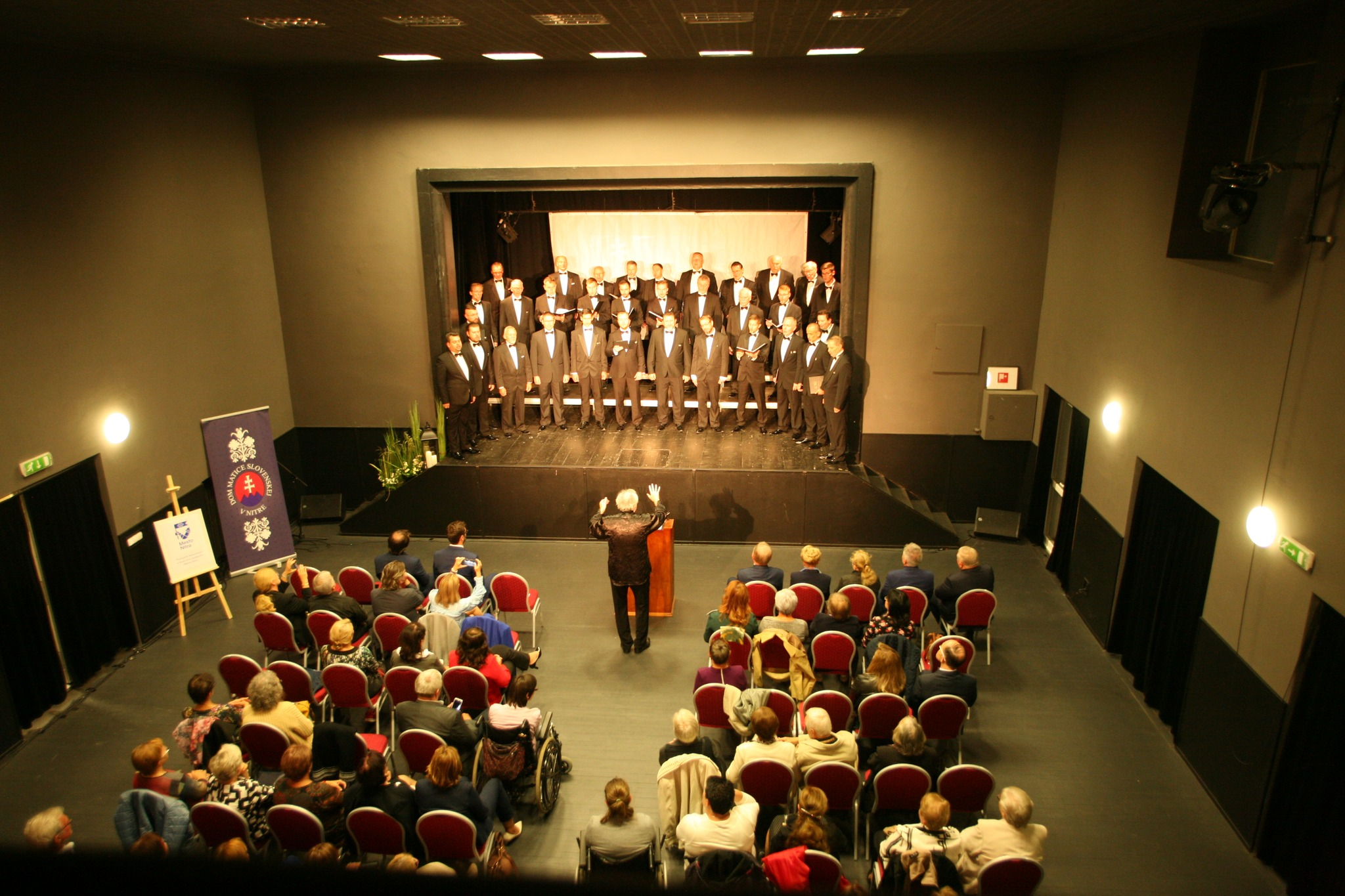
30. výročí Ústavy SR (organizoval Dům Matice slovenské v Nitře)

Matice slovenská vyhlásila rok 2018 Rokem slovenské státnosti. Matice slovenská odhalila bustu správce Matice slovenské Josefa Škultétyho. Matice slovenská zorganizovala sérii tematických akcí na připomenutí si 100. výročí podepsání Deklarace slovenského národa a vzniku první Československé republiky 1918. Vznikl nový časopis pro matiční hnutí Hlas Matice. Jeho založení bylo splněním jednoho z dlouhodobých požadavků místních odborů a členské základny MS. V letošním roce MS odhalila bustu předsedy Matice slovenské Matúše Dulu.
Matice slovenská vyhlásila rok 2019 Rokem stoleté oživotření Matice slovenské. V roce 2019 byl zorganizován Kongres matic a institucí slovanských národů (novinkou oproti minulým ročníkům byla rozšířena účast o vědecké ustanovizně jiných slovanských národů, ale i jiné společenské organizace, které se zabývají slovanskou kulturou a vědou) a vzniká nové periodikum Slovanský obzor (informační zpravodaj Matice slovenské pro slovanský svět a slovenské zahraničí). V letošním roce MS odhalila bustu předsedy Matice slovenské Jána Vanoviče. IV. kongres matic slovanských národů a institucí, který uspořádala Matice slovenská při příležitostech 100. výročí oživotření Matice slovenské, byl spojen s vydáním památnice Kongres matic slovanských národů a institucí.
Matice slovenská vyhlásila rok 2020 Rokem národní identity. Vyšla první dvě čísla nového odborného časopisu Matice slovenské Slovensko – Národní spektrum. V sídle instituce se obnovila Bibliotéka Matice slovenské a začalo její systematické rozvíjení.
Matice slovenská vyhlásila rok 2021 Rokem Alexandra Dubčeka a odhalila mu bustu v Aleji Národních dějatelů v Martině. Nově zvoleným předsedou se stává opět Marián Gešper, který získal 213 hlasů, zatímco Štefan Martinkovič získal 88 hlasů. V roce 2021 si kromě Alexandra Dubčeka připomněla i sté výročí narození Štěpána Boleslava Romana, kanadského průmyslníka a prvního předsedy Světového kongresu Slováků, kterému odhalila historicky první bustu na Slovensku a 190. výročí Východoslovenského rolnického povstání. Matice slovenská si připomněla kulaté 160. výročí přijetí významného emancipačně-politického dokumentu, Memoranda národa slovenského. Po kodifikační příručce Krátkém slovníku slovenského jazyka vyšlo ve Vydavatelství Matice slovenské další důležité jazykovědné dílo Současný spisovný jazyk.

Matice slovenská vyhlásila rok 2022 za ROK ODKAZU STUROVCŮ a při této příležitosti připravila a spolupodílela se na sérii slavnostních, kulturních, osvětových, vzdělávacích i turistických akcí, vernisáží a výstav, vědeckých konferencí, odhalení pamětních pokojů,pamětních tabulí, bust, publikování vědeckých a populárně-naučných článků, populárně naučných brožur a knih a také přípravy dokumentárních filmů. V Martinské Aleji Národních dějatelů byla odhalena busta Štěpána Marka Daxnera. V září 2022 byla po celoslovenské konferenci Odkaz štúrovské generace oficiálně otevřena Bibliotéka Matice slovenské. V říjnu 2022 si Matica slovenská připomněla v Nových Zámcích 260. výročí narození Antona Bernoláka. Matice slovenská si připomněla také kulaté výročí osobností Vladimír Clementis, Vladimír Mináč, Roman Kaliský a Jozef Miloslav Országh. Matičný vedec Pavol Parenička byl ocenený Národnou cenou Vojtecha Zamarovského za literaturu faktu. Matice slovenská získala oficiální Osvědčení způsobilosti k výzkumu a vývoji, které jí udělilo Ministerstvo školství, vědy, výzkumu a sportu SR.

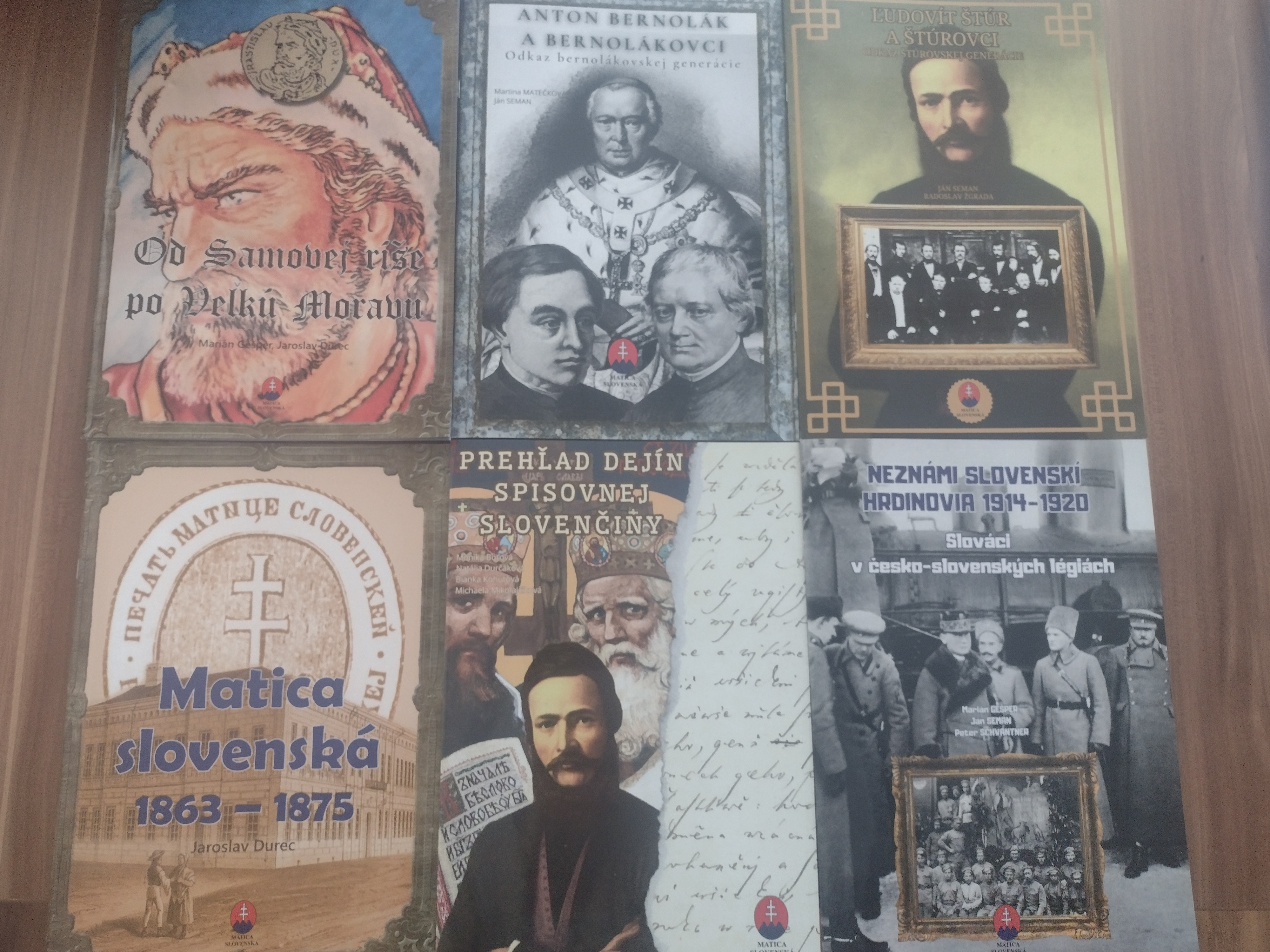
Pracovní sešity Matice slovenské

Matice slovenská v roce 2023 pokračuje v připomínání dvousetletic štúrovců, ale i bernolákovců. Rok 2023 vyhlásila pro 160. výročí vzniku instituce ROK MATICE SLOVENSKÉ. Kromě toho si Matice připomíná 1400. výročí Samovy říše a 1160. výročí příchodu Cyrila a Metoděje na Velkou Moravu a 30. výročí vzniku samostatné Slovenské republiky. Uskutečnil se Slavnostní sněm Matice slovenské, na kterém byl schválen Program Matice slovenské a aktualizovány Stanovy Matice slovenské (také byl oceněn nejvyšší cenou slovenský kulturolog Dalimír Hajko). Byly založeny dva vědecké obory: Kulturologicko-filozofický obor Matice slovenské a Slovanský obor Matice slovenské. V Bratislavě vznikla Galerie Matice slovenské a revitalizoval se Výtvarný odbor Matice slovenské. Matice slovenská si připomněla výročí osobností Ambro Pietor, Martin Čulen, Daniel Minich, Jozef Podhradský a také výročí bernolákovců a výročí úmrtí Antona Bernoláka. Vznikly také filmy z produkce Informačního ústředí Matice o Františku Fugovi, Vladimíru Hurbanovi, Tomáši Červeňovi, Samu Tomášikovi a Imrichu Sedlákovi. Matice vydala také brožury k 160. letům Matice k 80. letům tiskáren Neografia a knihy o Samuelovi Jurkoviči a Petrovi Kellnerovi-Hostinskem.

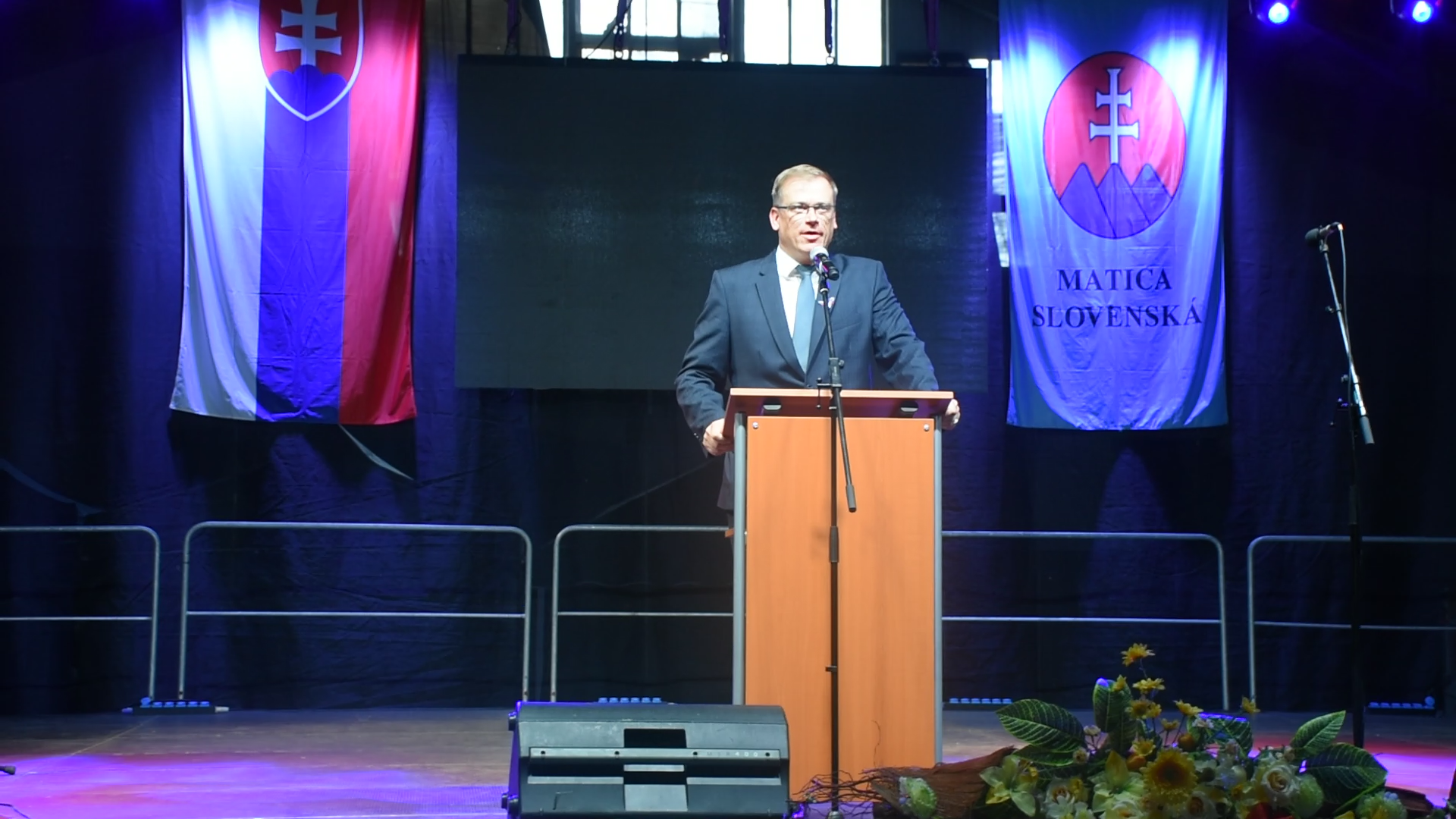
160. výročí Matice slovenské

Matice slovenská byla pozvána do Matice srbské a Sdružení srbských spisovatelů, kde odprezentovali dějiny časopisu Slovenské pohledy a rozšířili kulturní spolupráci mezi Srbskem a Slovenskem. Delegace tedy zároveň komunikovala s významnými osobnostmi literární kultury jako Zoran Đerić, Dragan Stanić, Selimir Radulovič (Letopis Matice srpské), Zdenka Valent Belić (Novi život a překlad), Jela Maricević, Nenad Šaponja, Martin Prebudila, spisovatelé Veselin Misnic, Radomir Andrič, Vidak Maslovarić či slovenský básník ze Srbska ze Slovenského vydavatelského centra Vladimír Valentík a předseda Matice slovenské v Srbsku Branislav Kulík.

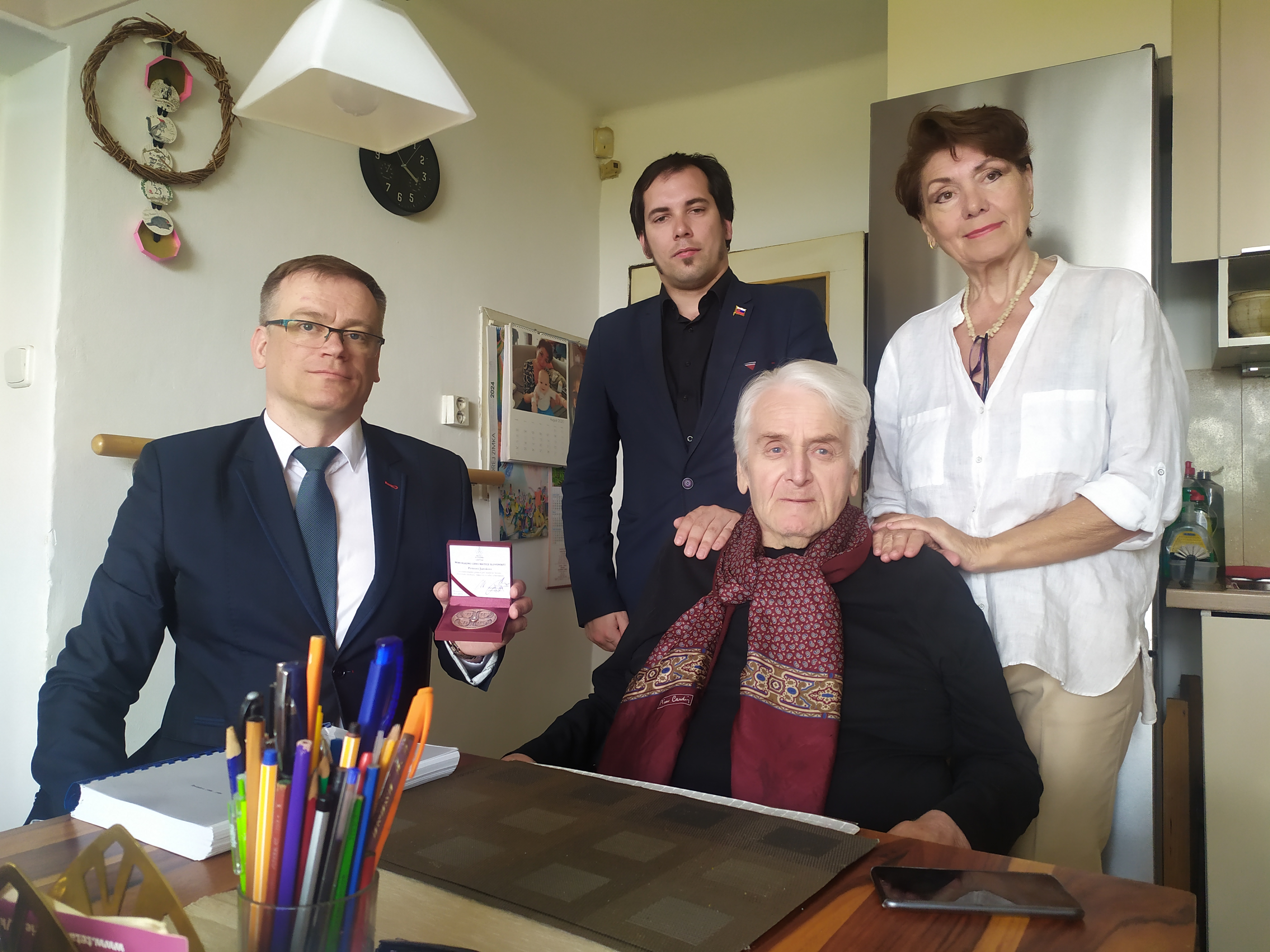
Matica slovenská ocenila Petra Jaroše

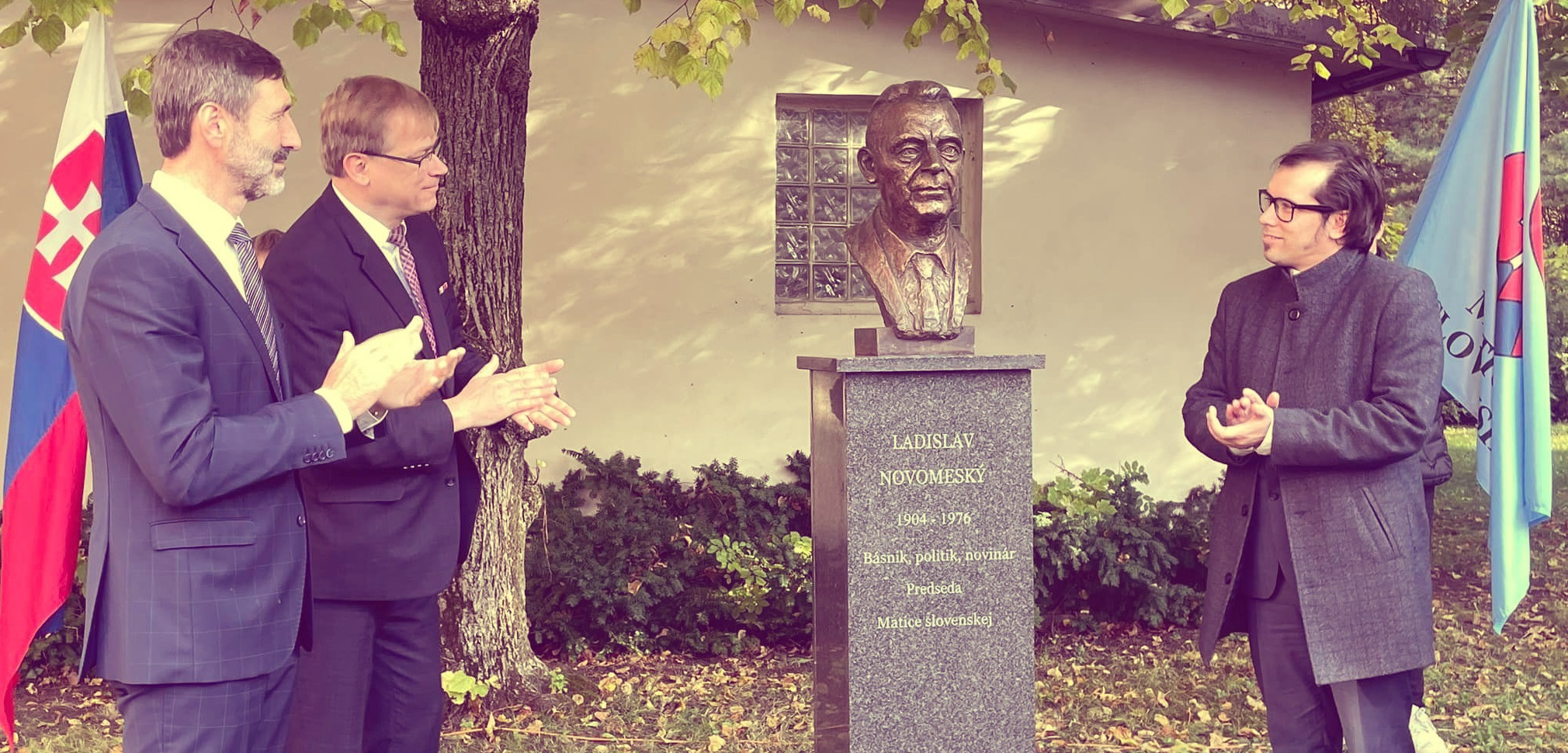
Odhalení busty Ladislava Novomeského u Matice slovenské

Matice slovenská vyhlasila rok 2024 za Rok slovenských žen v národním hnutí a zveřejnila také oficiální loga k 80. výročí Slovenského národního povstání, 100. výročí narození Ladislava Těžkého, 120. výročí narození Laca Novomeského, 160. výročí od narození Andreje Hlinky, výročí bernolákovců a štúrovců. V roce 2024 se delegace Matice slovenské zúčastnila oslav 160. výročí Matice slovinské v Lubljane (delegace komunikovala s představiteli zahraničních Matic (srbské, chorvatské, slovinské a černohronské) s významnými osobnostmi slovinské kultury jako historik Aleš Gabrič či filosofka Ignacije Fridl Jarc a vyslechla si vystoupení slovinských literátů Miljana Cunta, Uroš Zupan a Brane Senegačnik). Matici slovenskou navštívil také velvyslanec Slovinska Stanislav Raščan. Významné osobnosti slovenské vědy Dalimír Hajko, Rudolf Dupkala a Josef Leikert byli zvoleni čestnými předsedy Kulturologicko-filozofického oboru Matice, který vede kulturolog Lukáš Perný. Výtvarníci Matice slovenské vystavovali svá díla Štrasburku a Bruselu. Matica slovenská uzavřela spolupráci s ministerstvem zahraničních věcí SR (Juraj Blanár). Časopis Slovenské pohledy změnil design a vznikla také samostatná stránka slovenskepohlady.sk. Matice slovenská si připomněla výročí Matěje Bela (otevření památného pokoje), 200. výročí narození Martina Čulena v Čake (konference), 150. výročí narození Etely Bohuňové, 105. výročí umrtí Milana Rastislava Štefánika, 85. výročí tzv. Malé války, 30. výročí Ladislava Mňačka (vzpomínkové akce v Bratislavě a konference v Rimavské Sobotě; Matice slovenská ocenila při této příležitosti za celoživotní dílo Josefa Leikerta), 160. výročí narození Jozefa Murgaše (přednáška), 180. výročí exodu štúrovců z Bratislavy do Levoče (divadelní představení, dokumentární film) a výstup štúrovců na hrad Devín (turisticko-vzdělávací představení pro studenty).

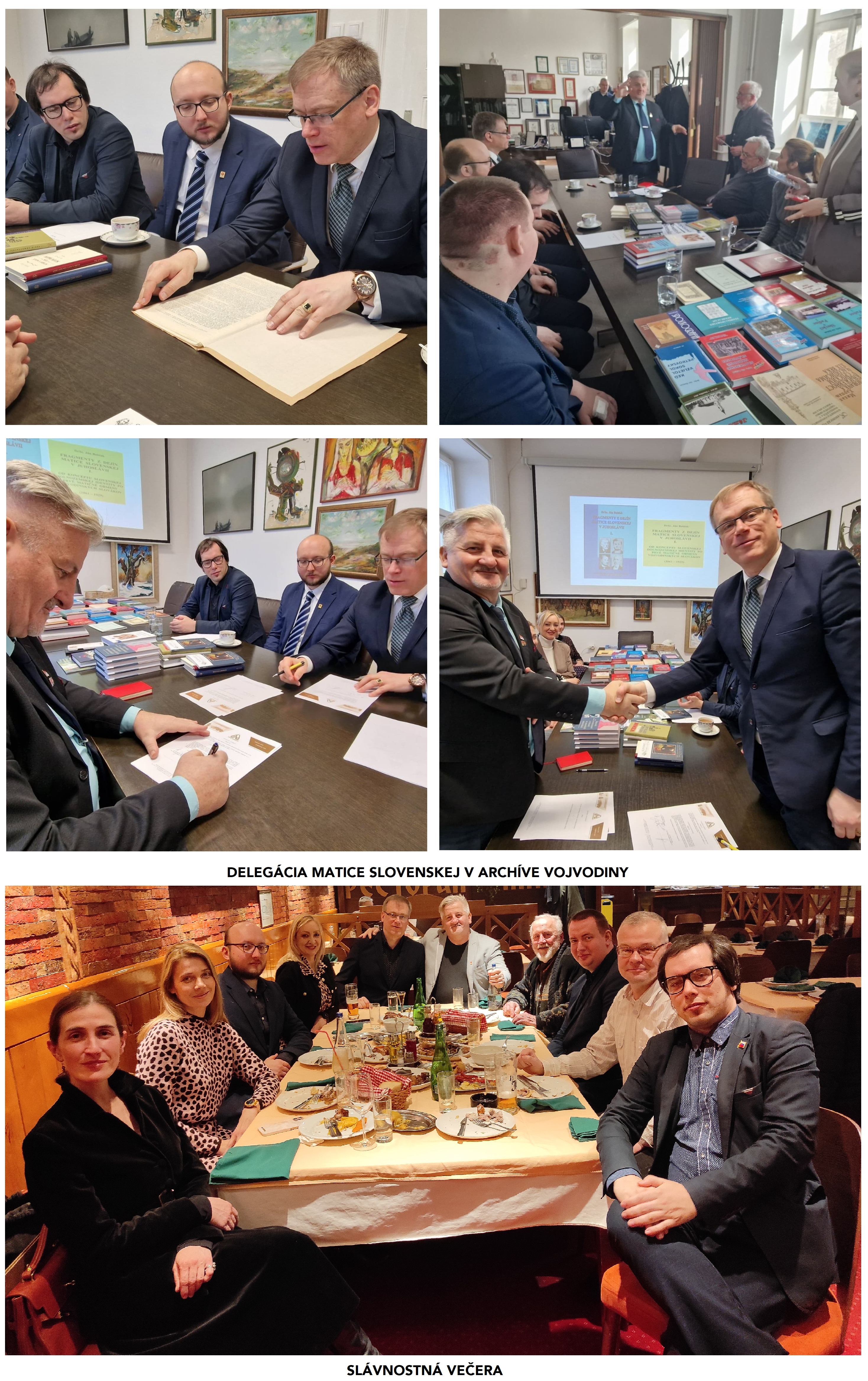
Delegace Matice slovenské v Srbsku

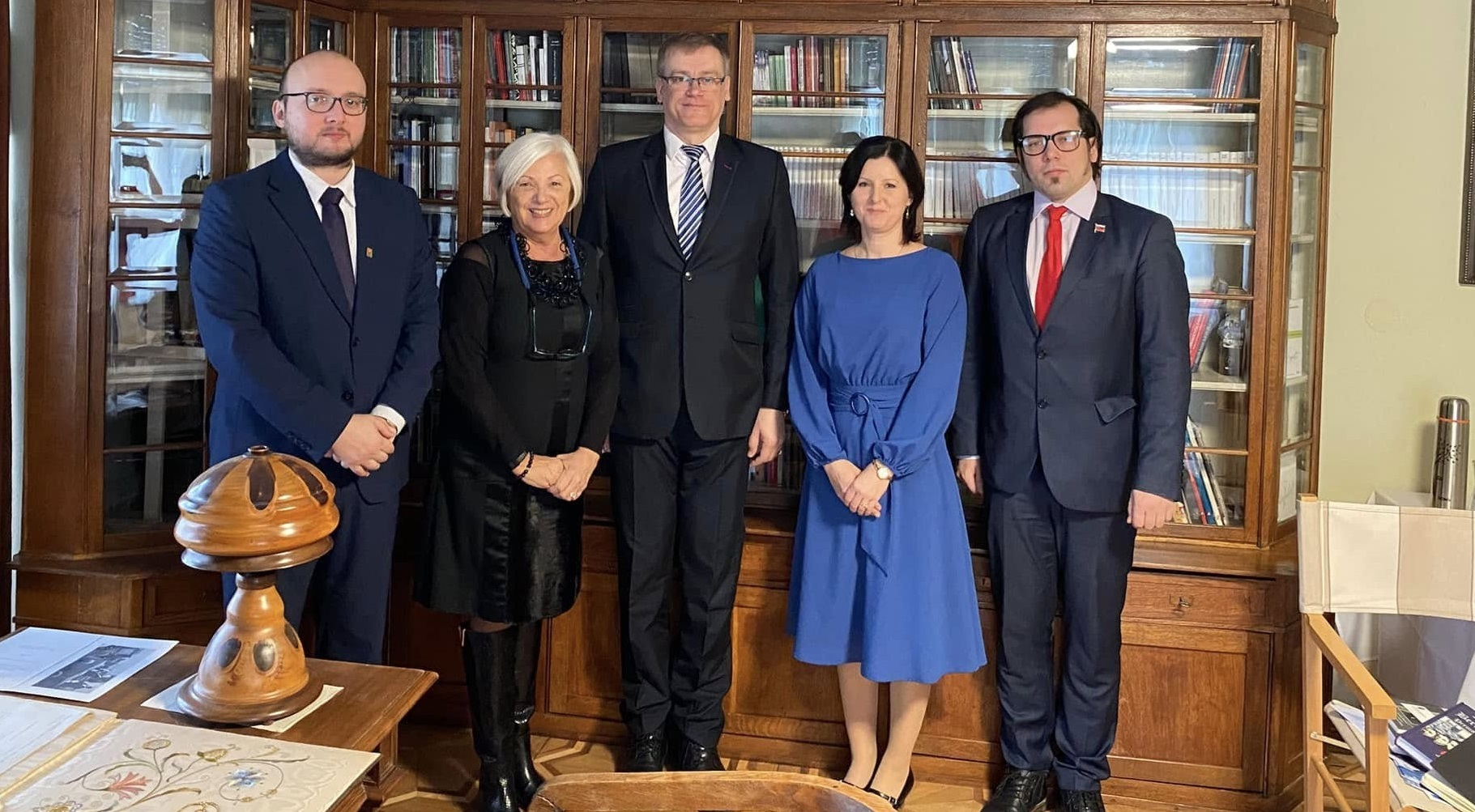
Delegace Matice slovenské v instituci Fórum slovanských kultur

V roce 2024 si také připomněla 80. výročí Slovenského národního povstání divadelní dramatizací spojenou s odhalením bust Kukorellimu a Balutovi, výstavou uměleckých děl k výročí SNP na půdě Ministerstva kultury SR a účastí na oficiálních oslavách, dále 120. výročí Ladislava Novomeského a Ivana Horvátha (busty, konference, filmy, divadlo), 150. výročí Jozefa Gregora-Tajovského (film), storočnici Ladislava Ťažkého, vznik Československa, Matice vydala komplexní sborník k tématu první vlny národního obrození - bernolákovcům. V rámci Roku odkazu žen a ve spolupráci s Živenou odhalila busty Elene Márothy-Šoltésové v Lučenci. Matica také vydala rozšíření výstavy Štúrovci (narozených 1824), e-knihu o Danielu Minichovi, speciální pracovní sešity určené pro školy k tématům Samova říše a Velká Morava, bernolákovci, štúrovci, dějiny Matice, československé legie a jiné. V roce 2024 Matice slovenská věnovala nejvyšší ocenění osobnostem slovenské kultury Štefanovi Kvietikovi, Dalimíru Hajka a Josefu Liekertovi. Matici slovenskou navštívil prezident Slovenské republiky Peter Pellegrini, ale také český veľvyslanec Rudolf Jindrák.

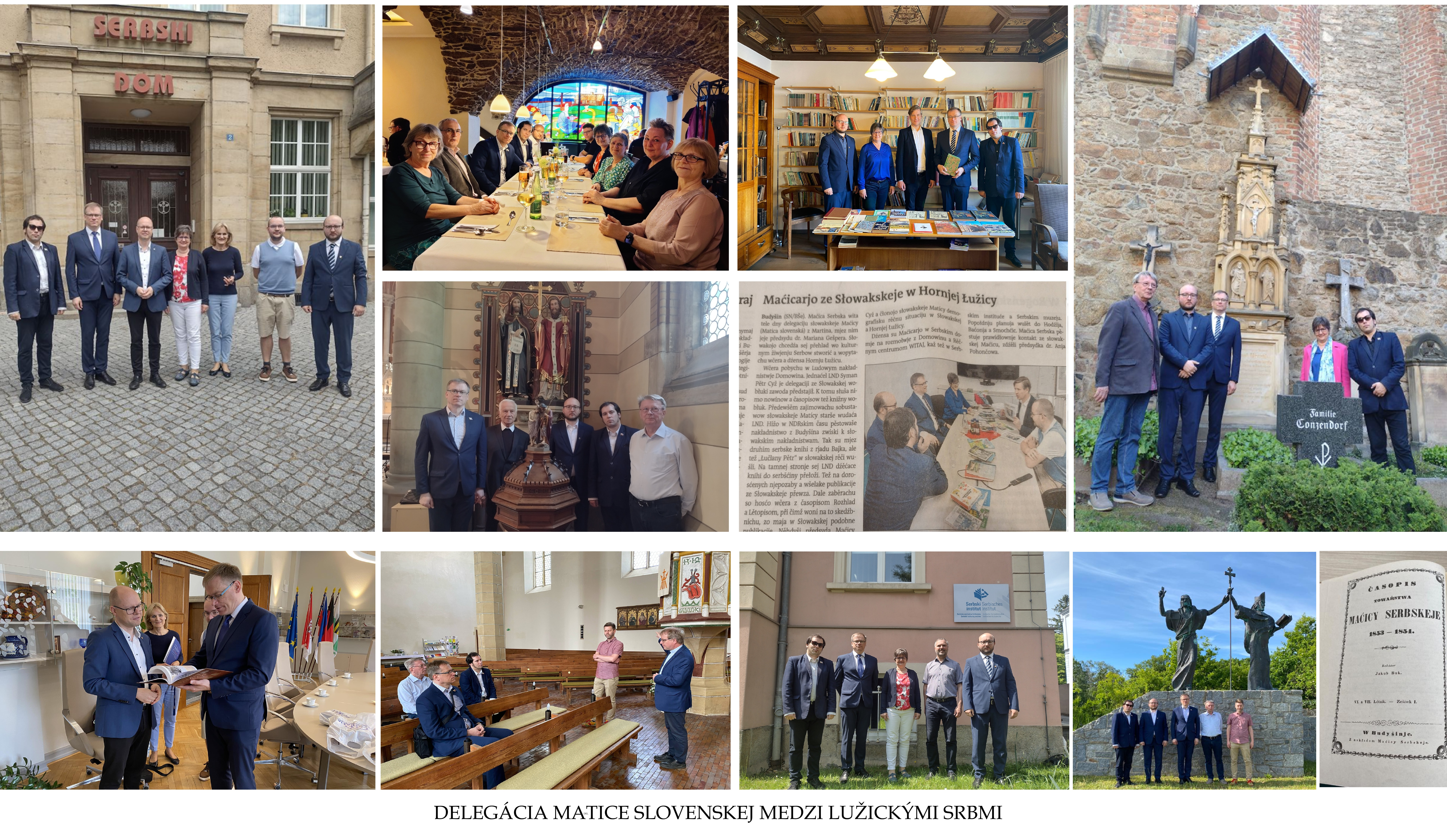
Delegace Matice slovenské medzi Lužickými Srbi na pozváni Matice lužickosrbské pri hrobu Michała Hórnika

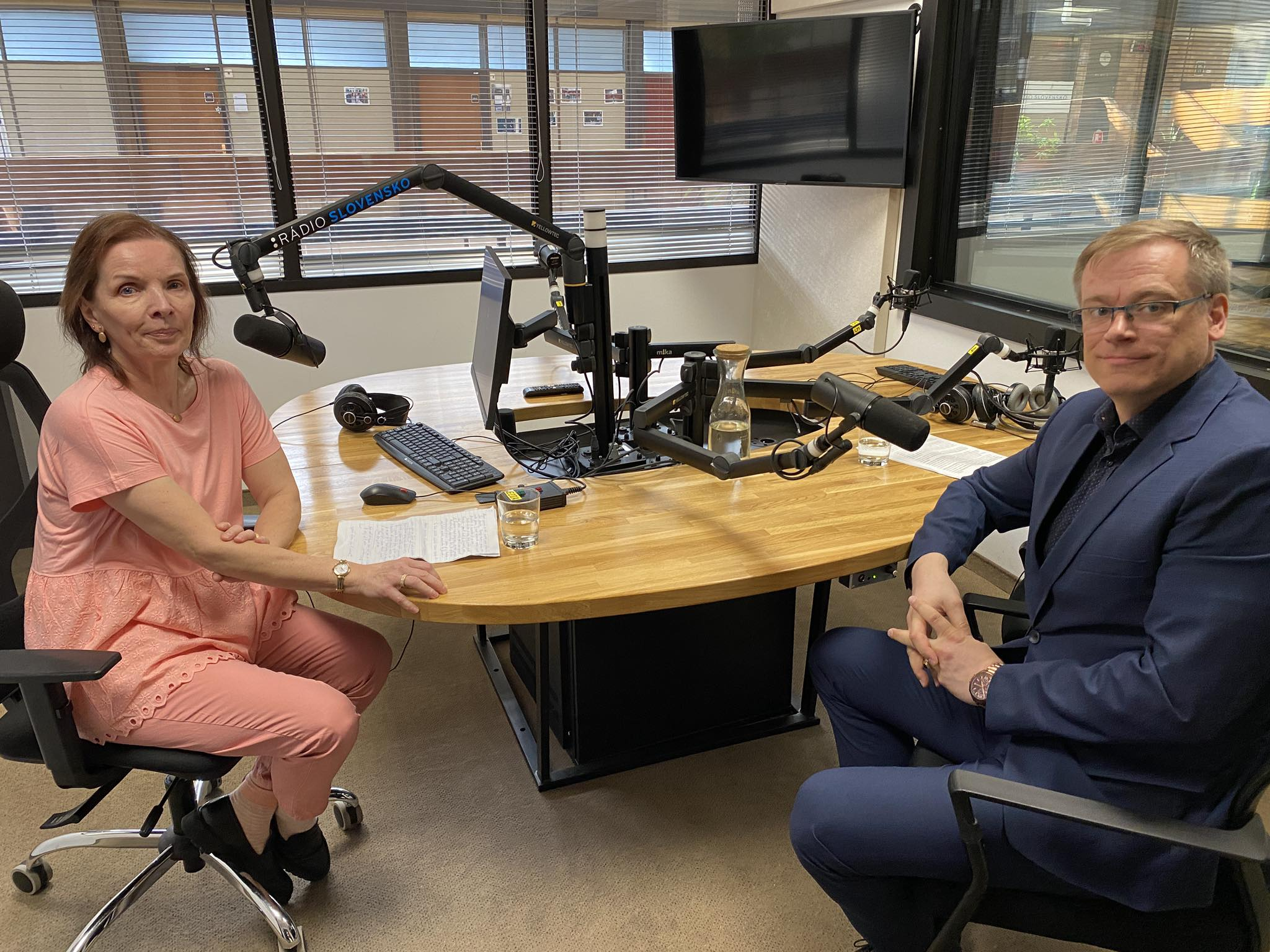
Předseda Matice slovenské s Annou Vargovou v STVR

V roce 2025 Matice slovenská věnovala mimořádné ocenění Stanislavu Harangozovi, Petru Jarošovi, Jánovi Kačalovi a věnovala speciální akci Štefanovi Kvietikovi (in memoriam), Dušanovi Jamrichovi a Jozefovi Šimonovičovi jako filmovým představitelům Ludevíta Štúra k jeho 210. výročí, a konferenci k 200. výročí Michala Chrásteka. Rok 2025 prohlásila Rokem zahraničních Slováků (zorganizoval konferenci a odhalila pamětní tabuli Janu Siráckému), připomněla si však i 80. výročí osvobození, a také 230-ročnici Pavla Josefa Šafaříka. Matice slovenská se zúčastnila oficiálních návštěv Srbska (Archív Vojvodiny, Matice srbská, Archív Juhoslávie) a Slovinska (Matice slovinská, Univerzita v Lublani, Fórum slovanských kultur, velvyslanectví Slovenska ve Slovinsku), navázala také kulturní výměnu s Kazachstánem. V roce 2025 navštívila také Lužických Srbů (instituce Domowina, Lužickosrbský institut, farnosti Hodźij a Baćoń) na pozvání Matice lužickosrbské (Maćica Serbska). 

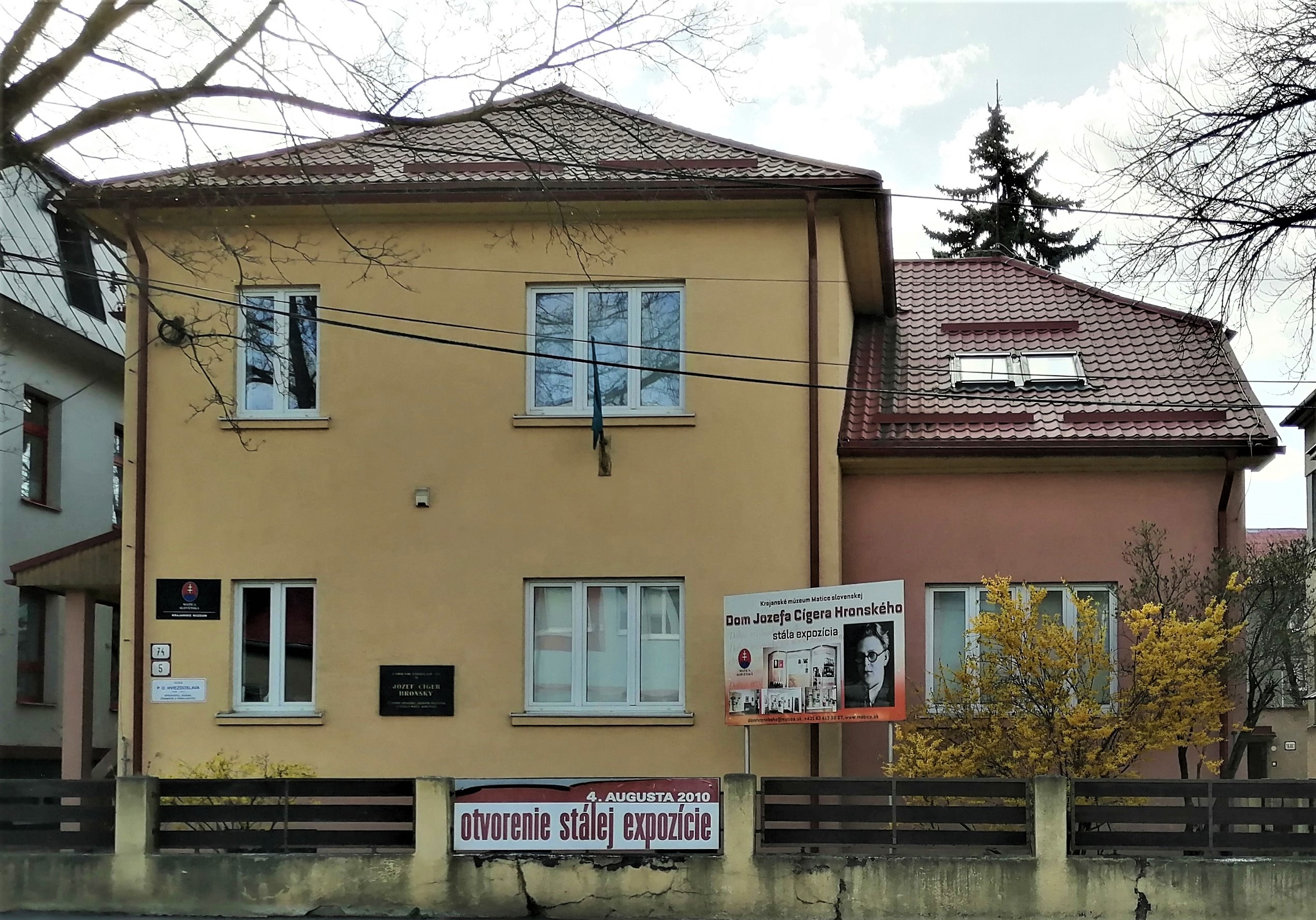
Dům Josefa Cígera Hronského v Martině
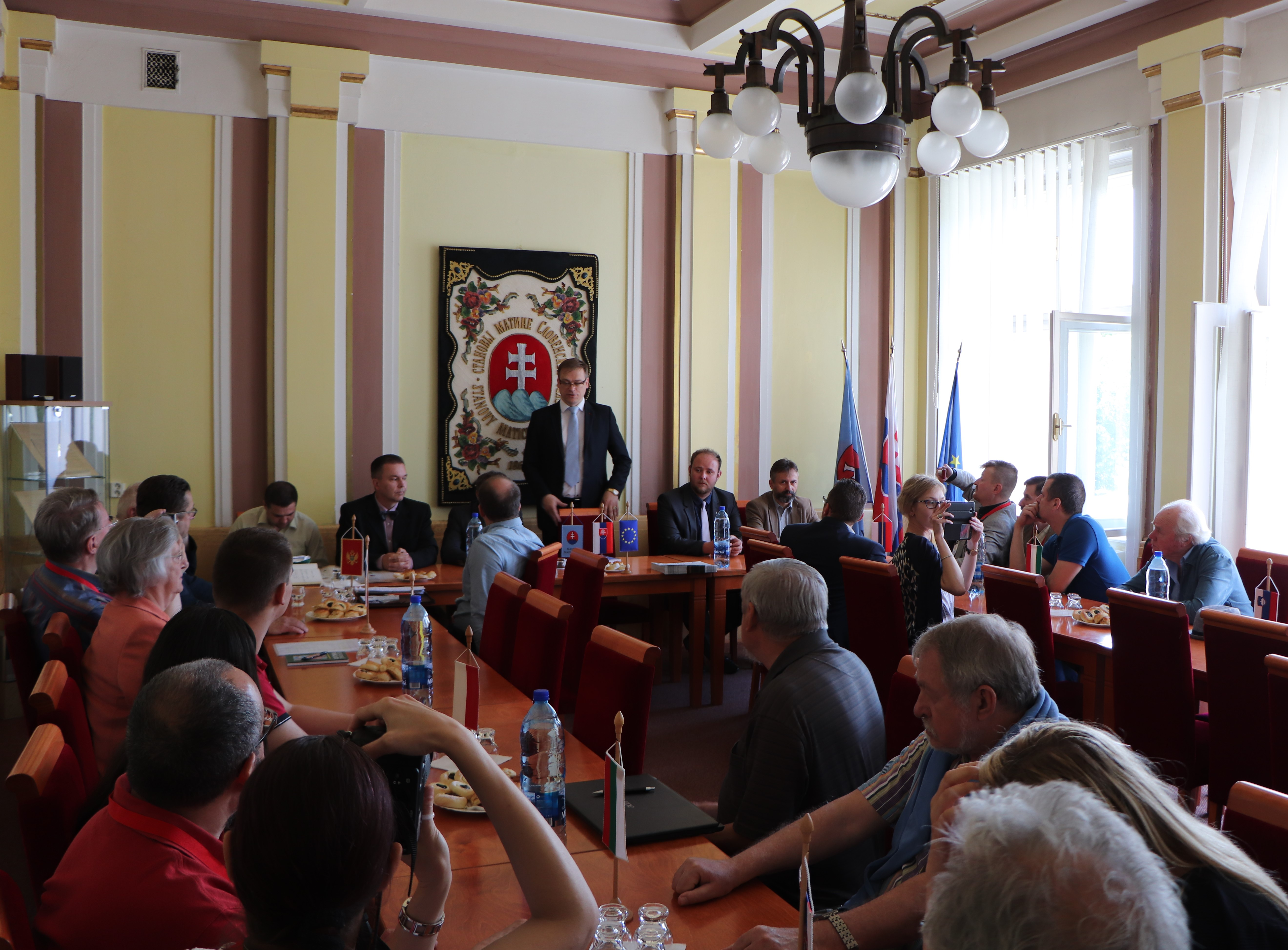
Kongres matic a instituci slovanských národů v roce 2019
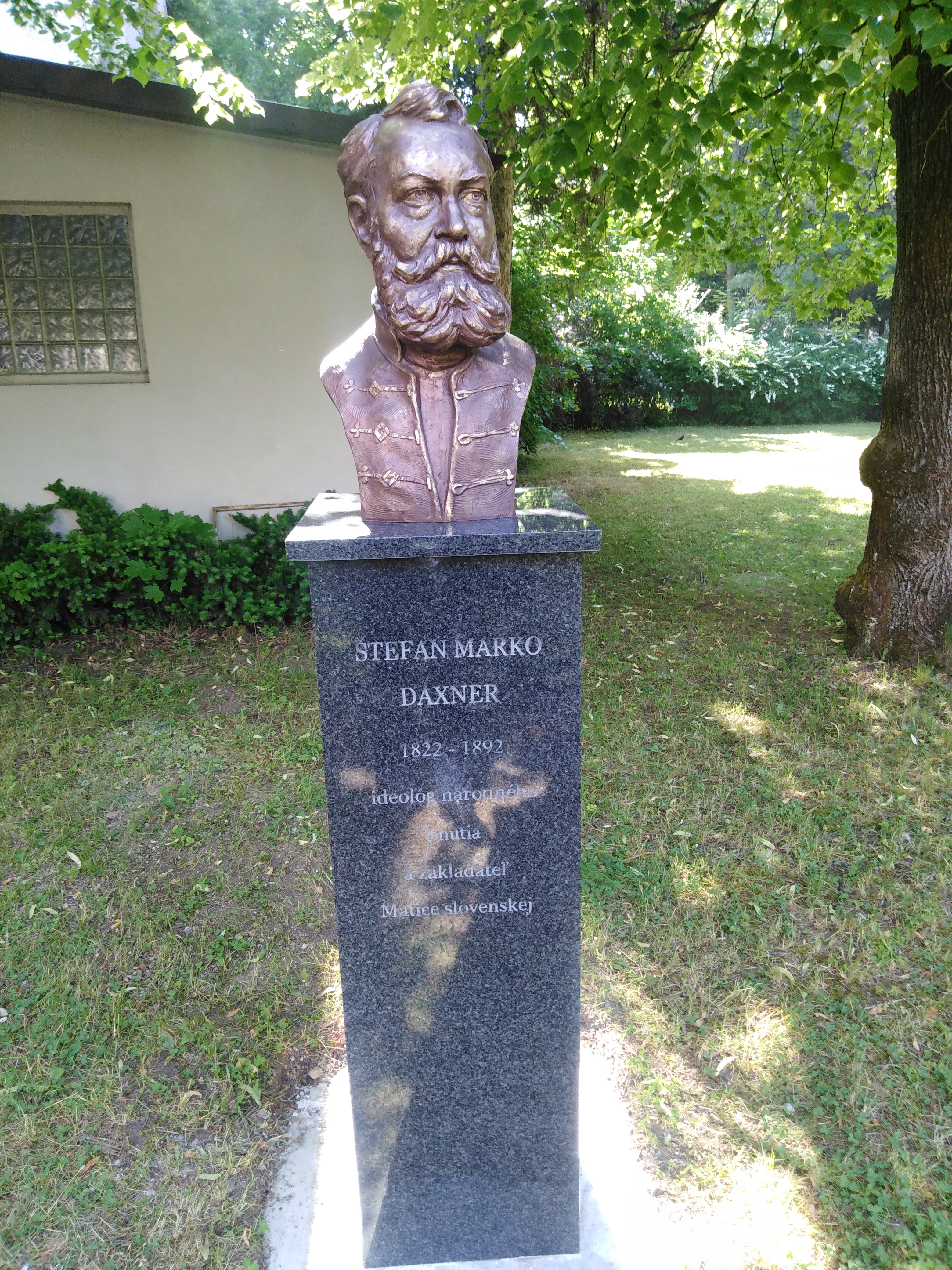
Busta Štefana Marka Daxnera v Aleji národních buditelů, Martin, Slovensko
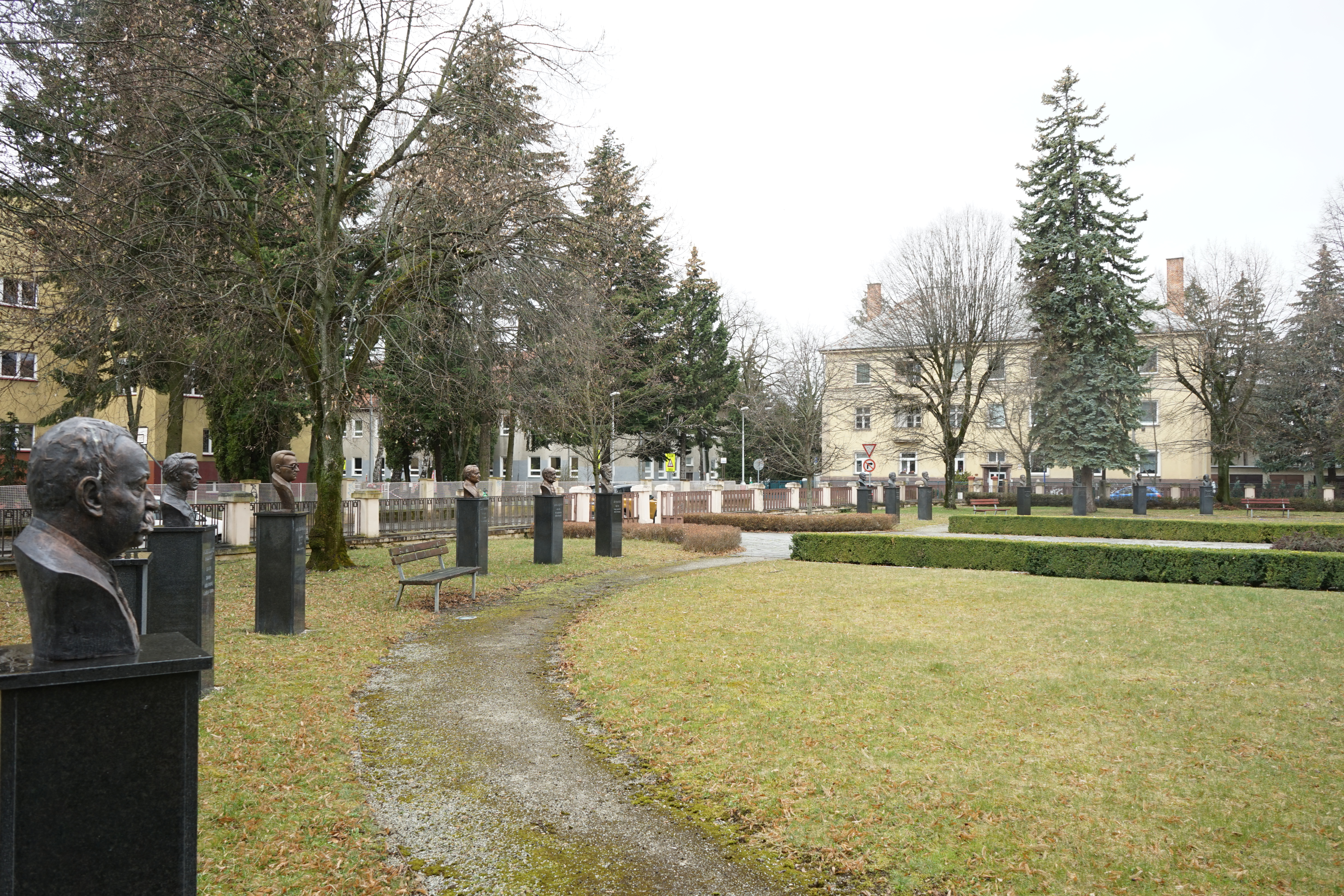
Park sv. Cyrila a Metoděje s Alejí národních dejatelů
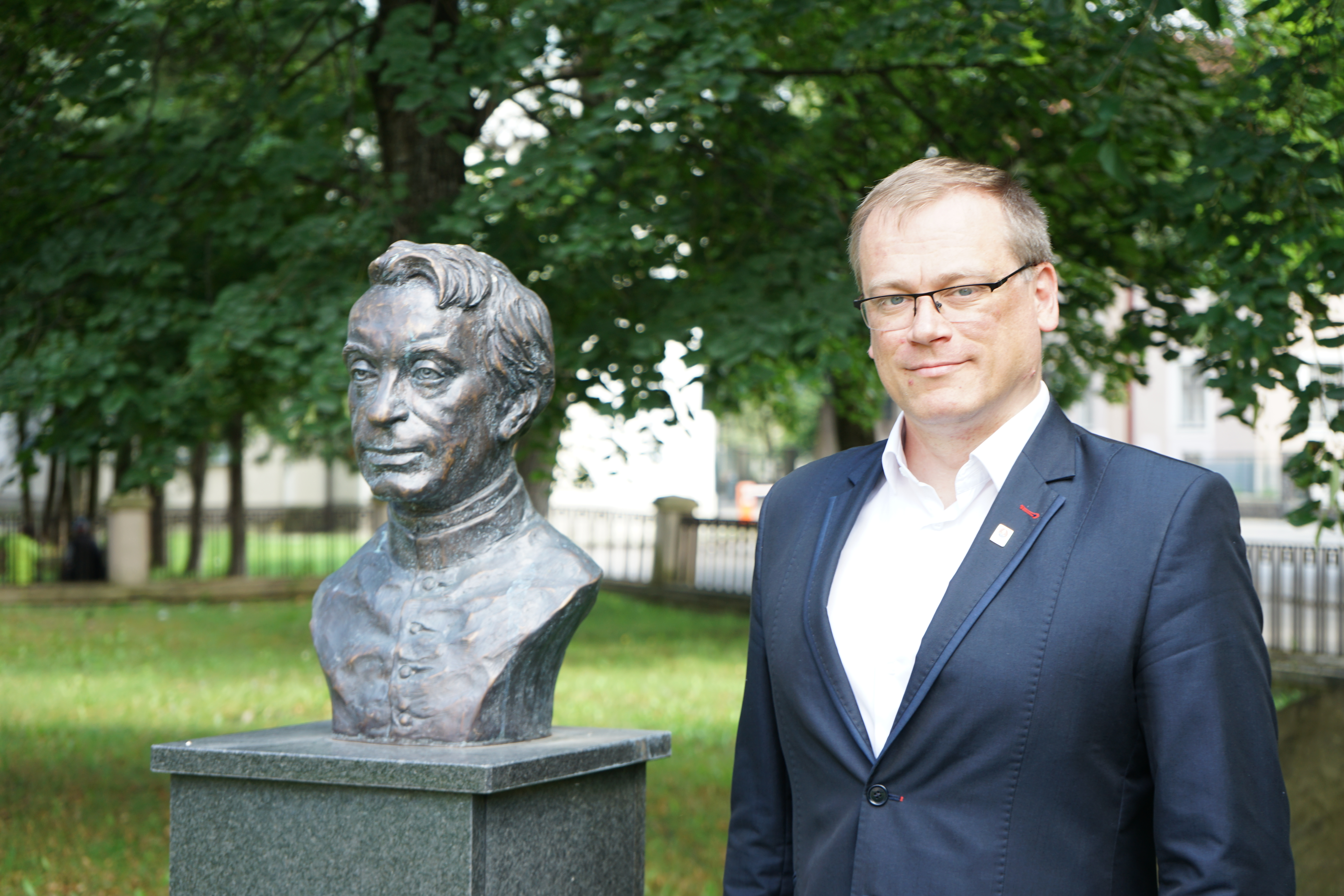
Předseda Matice slovenské, v Aleji národních buditelů
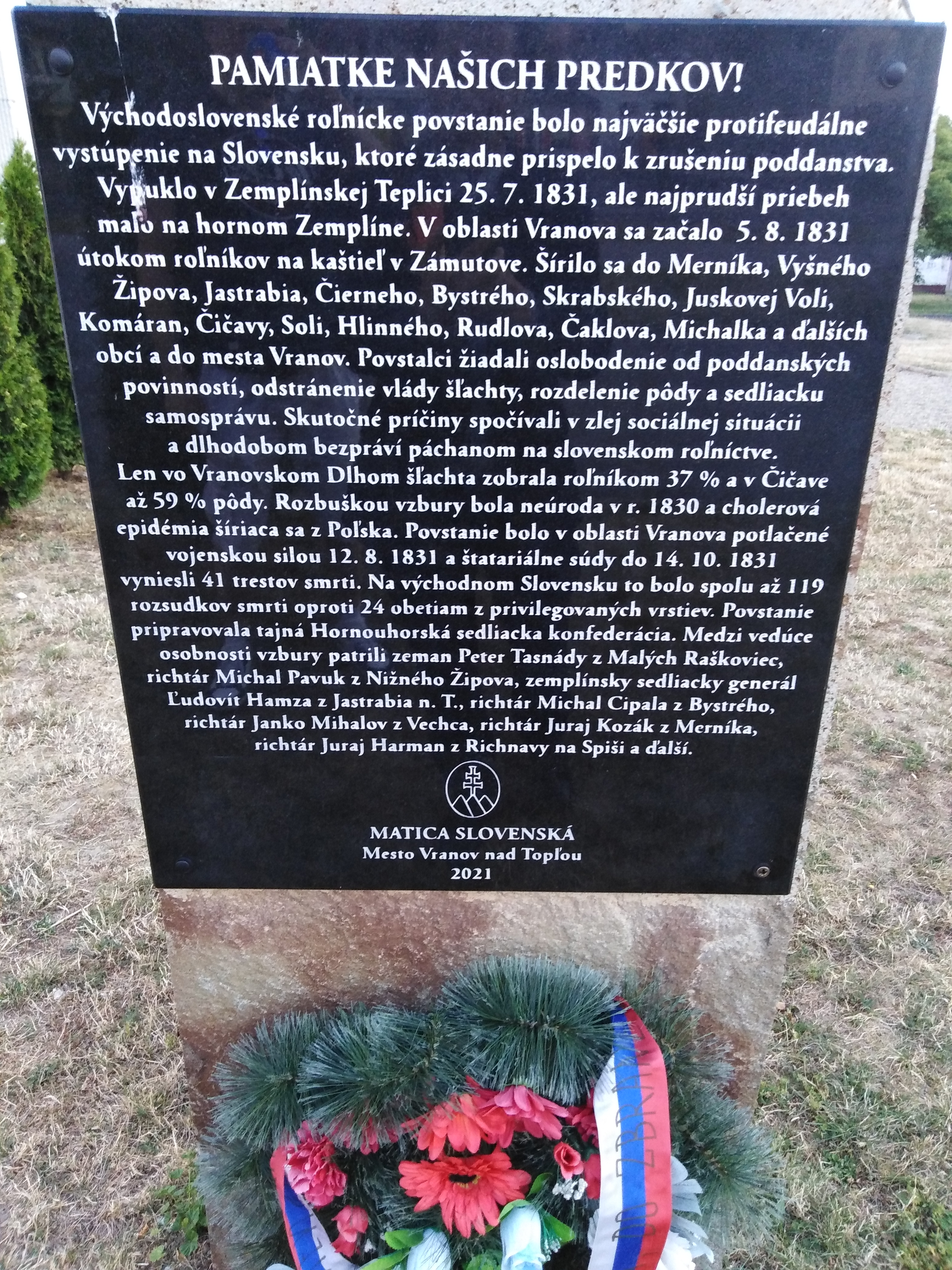
Památník východoslovenského selského povstání z roku 1831, Vranov nad Topľou
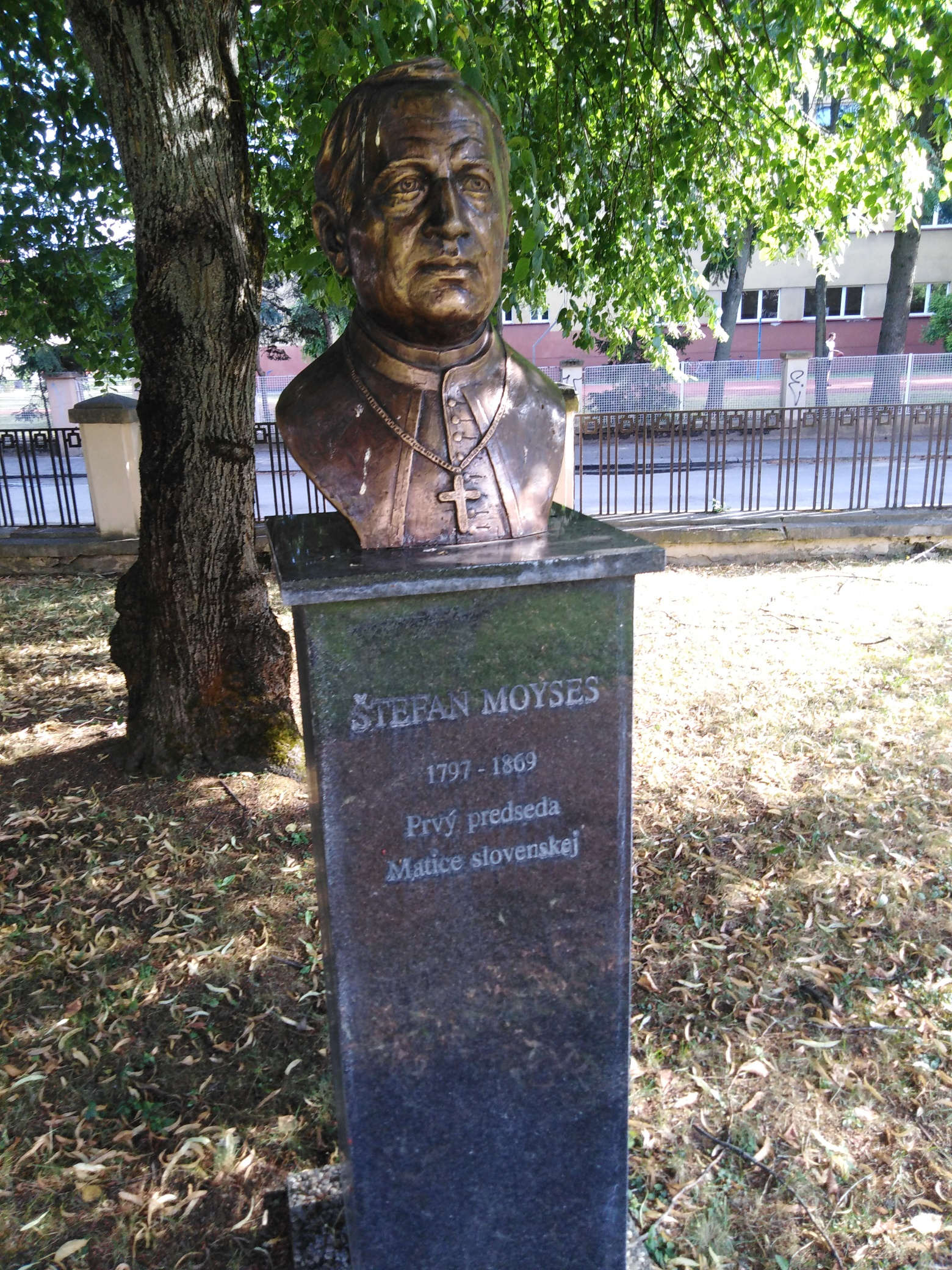
Busta Štefana Moyzesa v Aleji národních buditelů, Martin, Slovensko
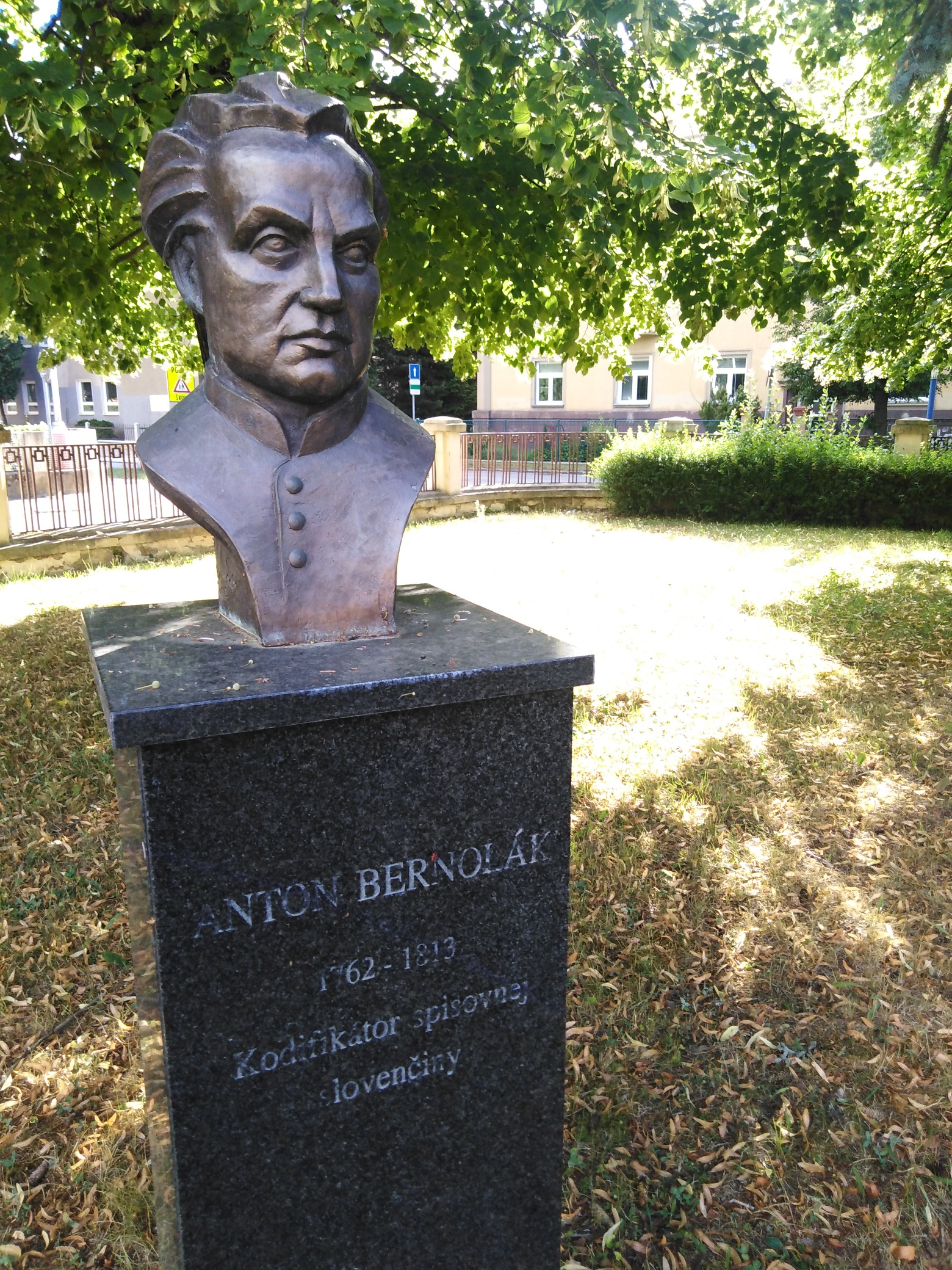
Busta Antona Bernoláka v Aleji národních buditelů, Martin, Slovensko
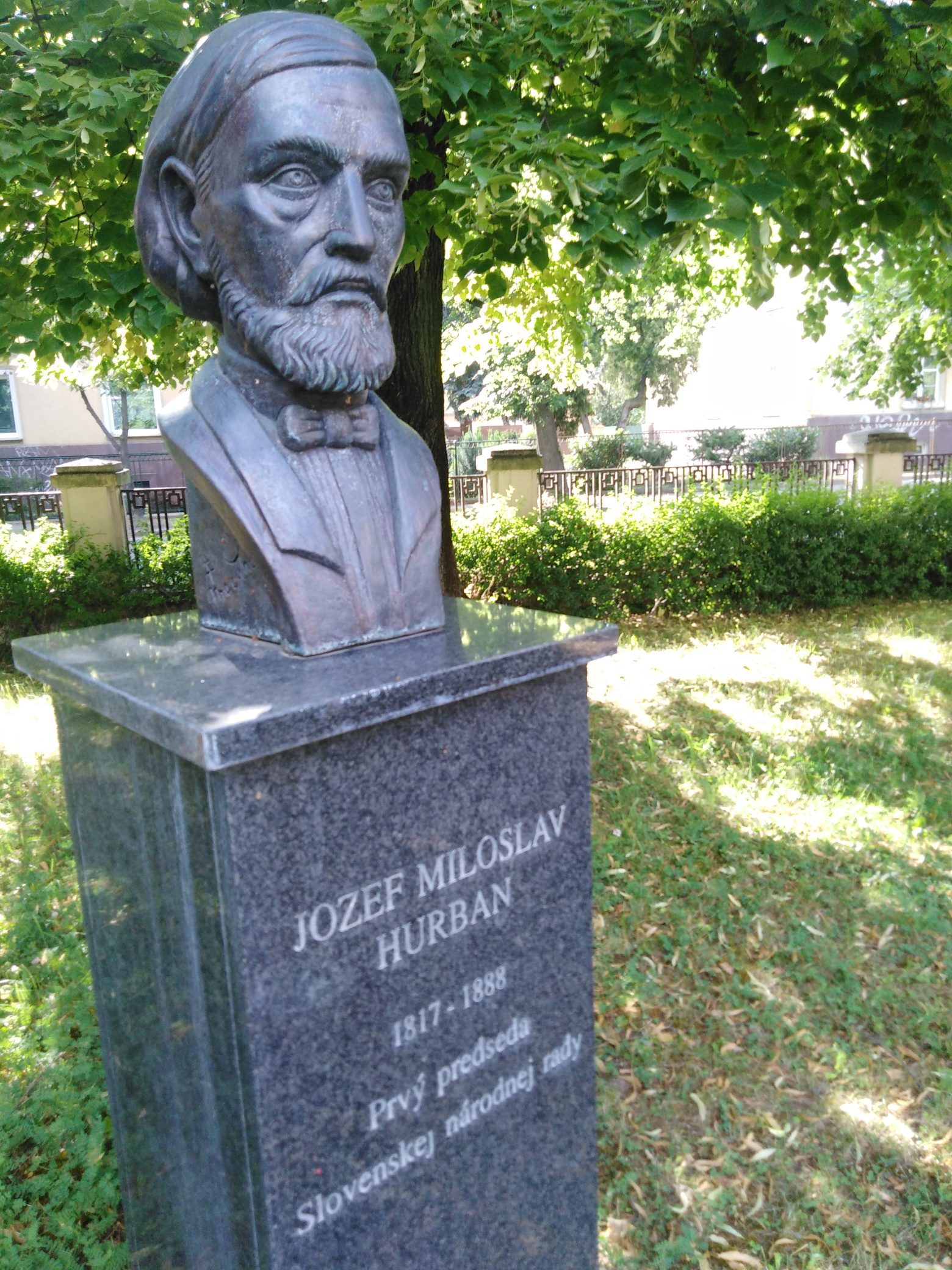
Busta Jozefa Miloslava Hurbana v Aleji národních buditelů, Martin, Slovensko
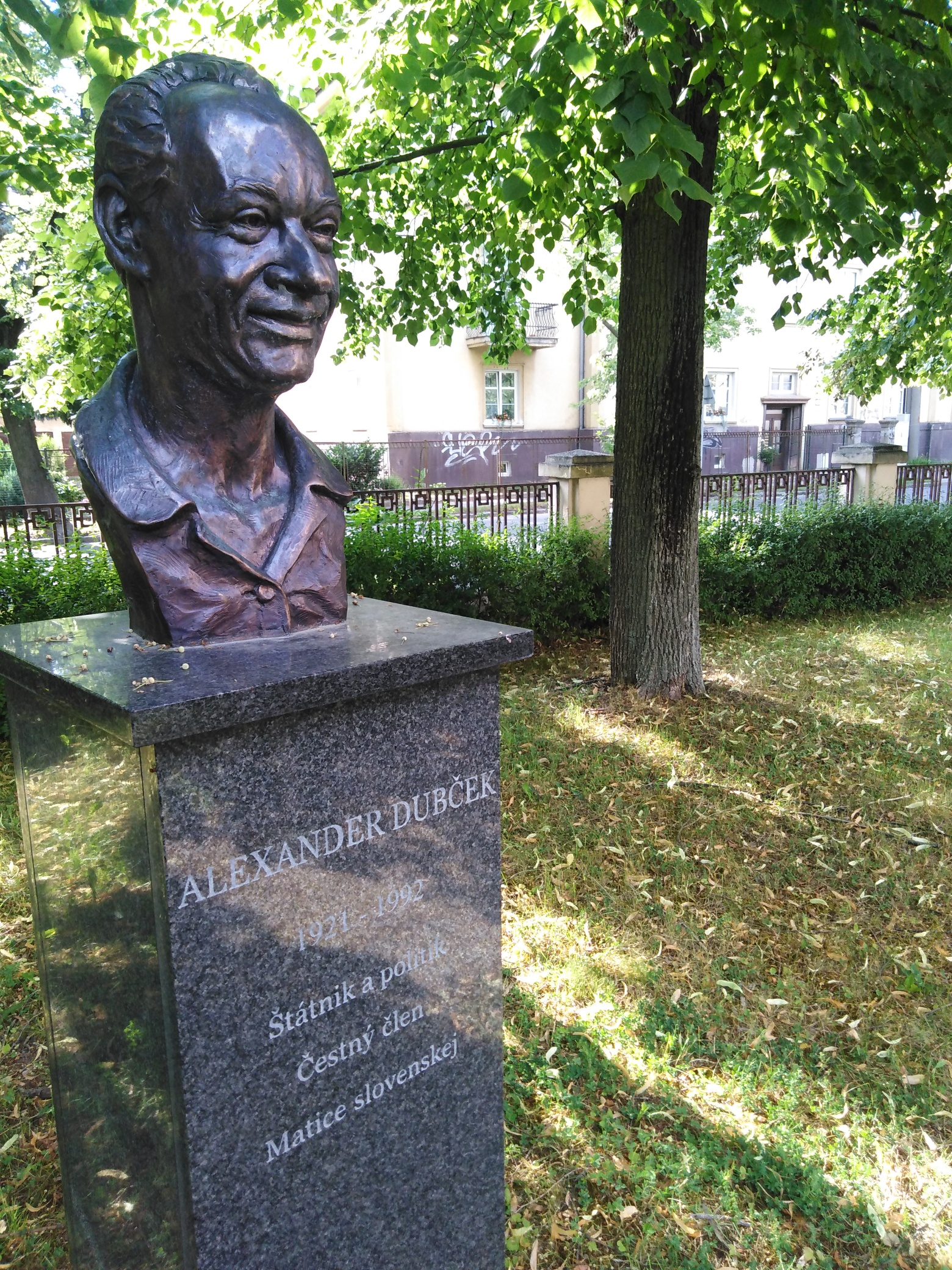
Busta Alexandra Dubčeka v Aleji národních buditelů, Martin, Slovensko
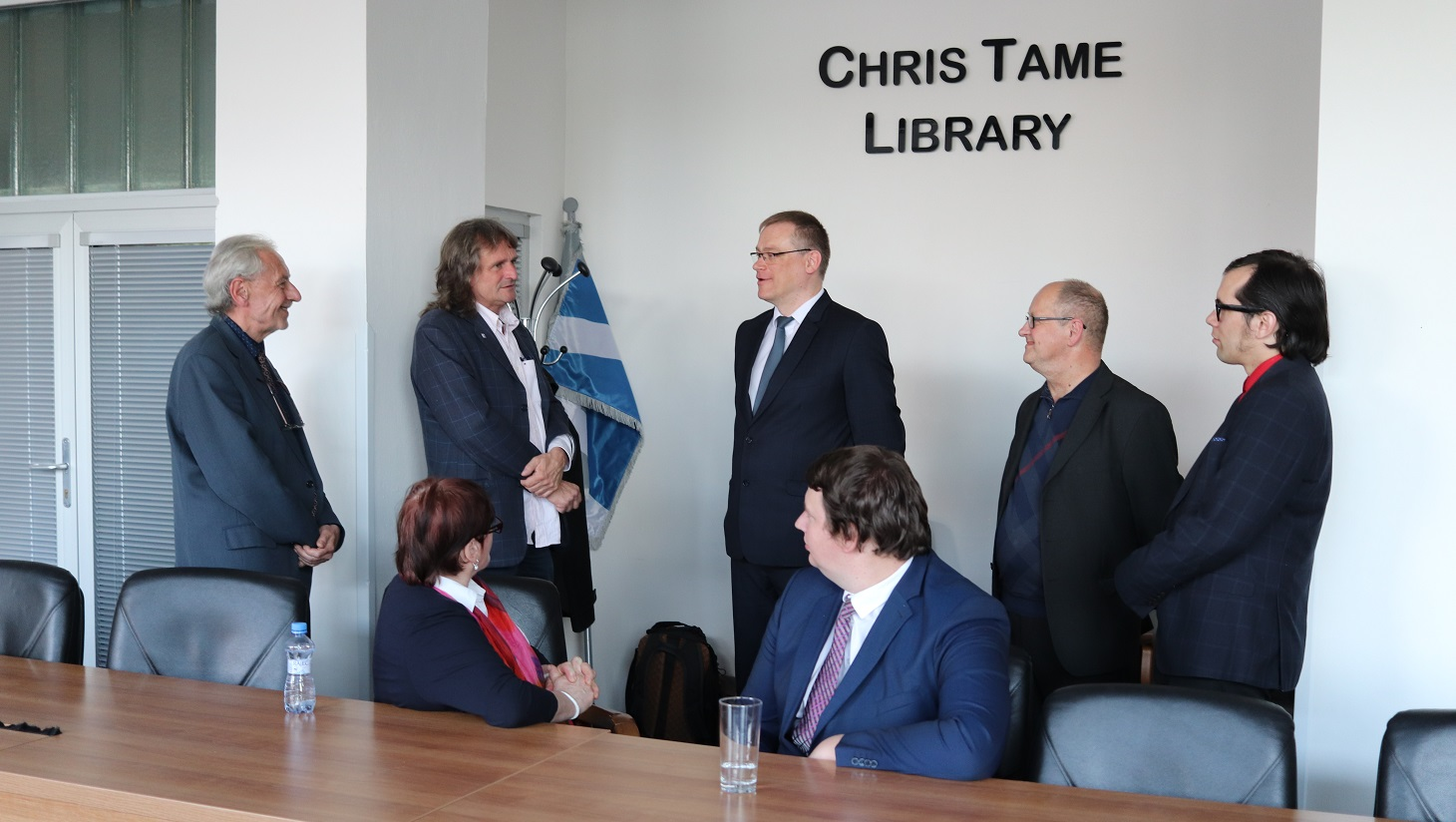
Konference Mezi slovenskou a českou filozofií v Praze, květen 2022
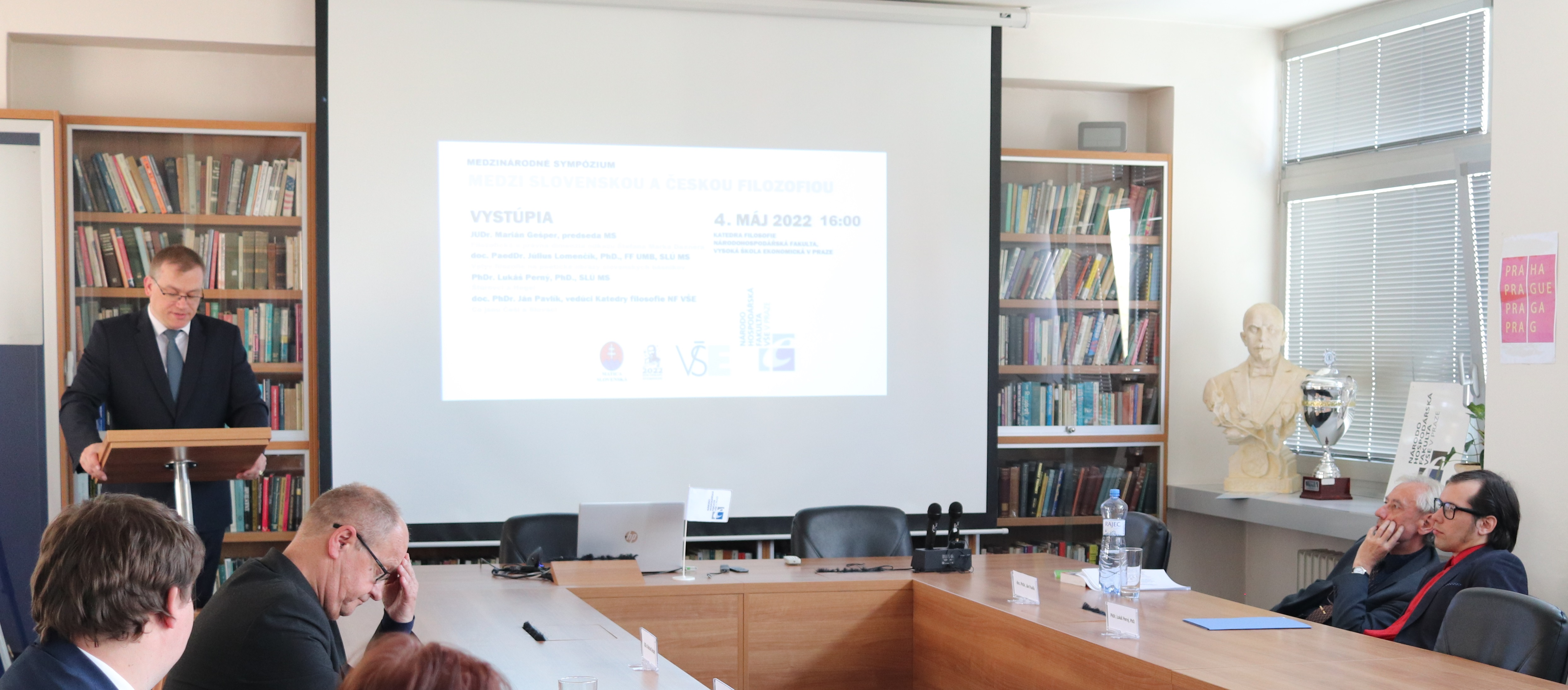
JUDr. Marián Gešper na konferenci Mezi slovenskou a českou filozofií, 2022
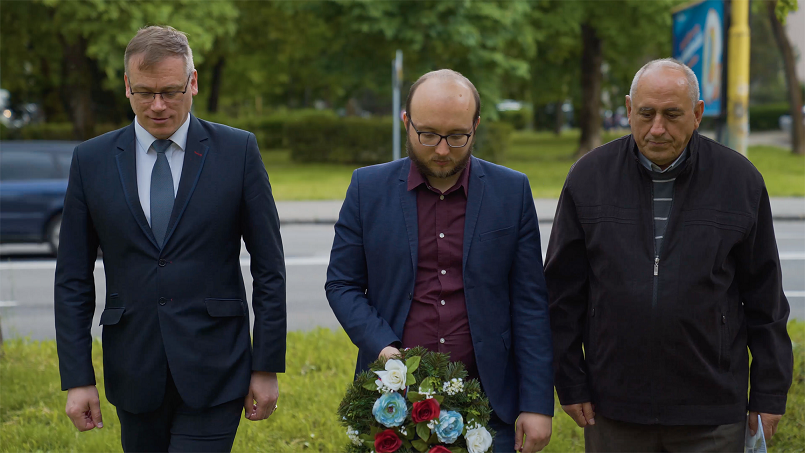
Předseda Matice slovenské JUDr. Marián Gešper, tajemník Matice slovenské Mgr. Peter Schvantner a člen výboru Matice slovenské v Košicích Michal Matečka
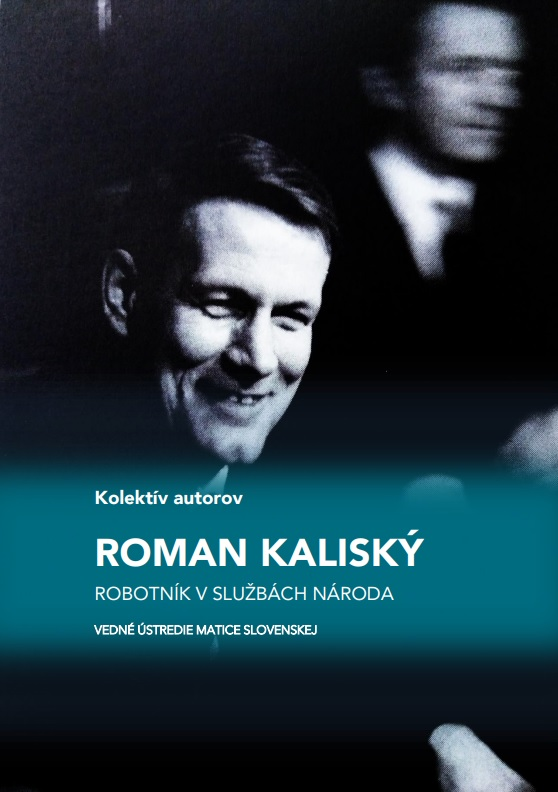
Roman Kaliský, robotník v službách národa (e-kniha, Matica slovenská, 2022)
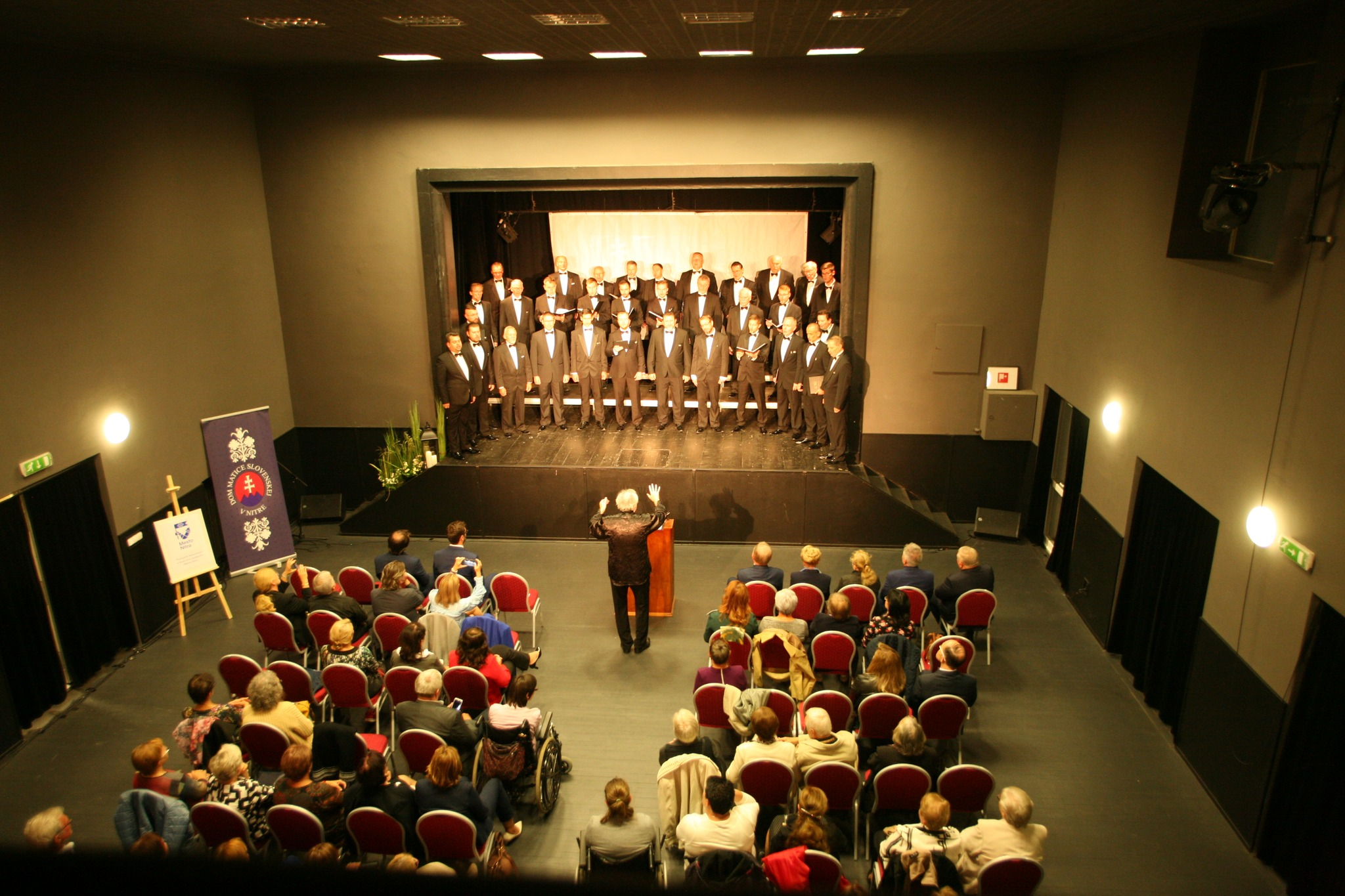
30. výročí Ústavy SR (organizoval Dům Matice slovenské v Nitře)
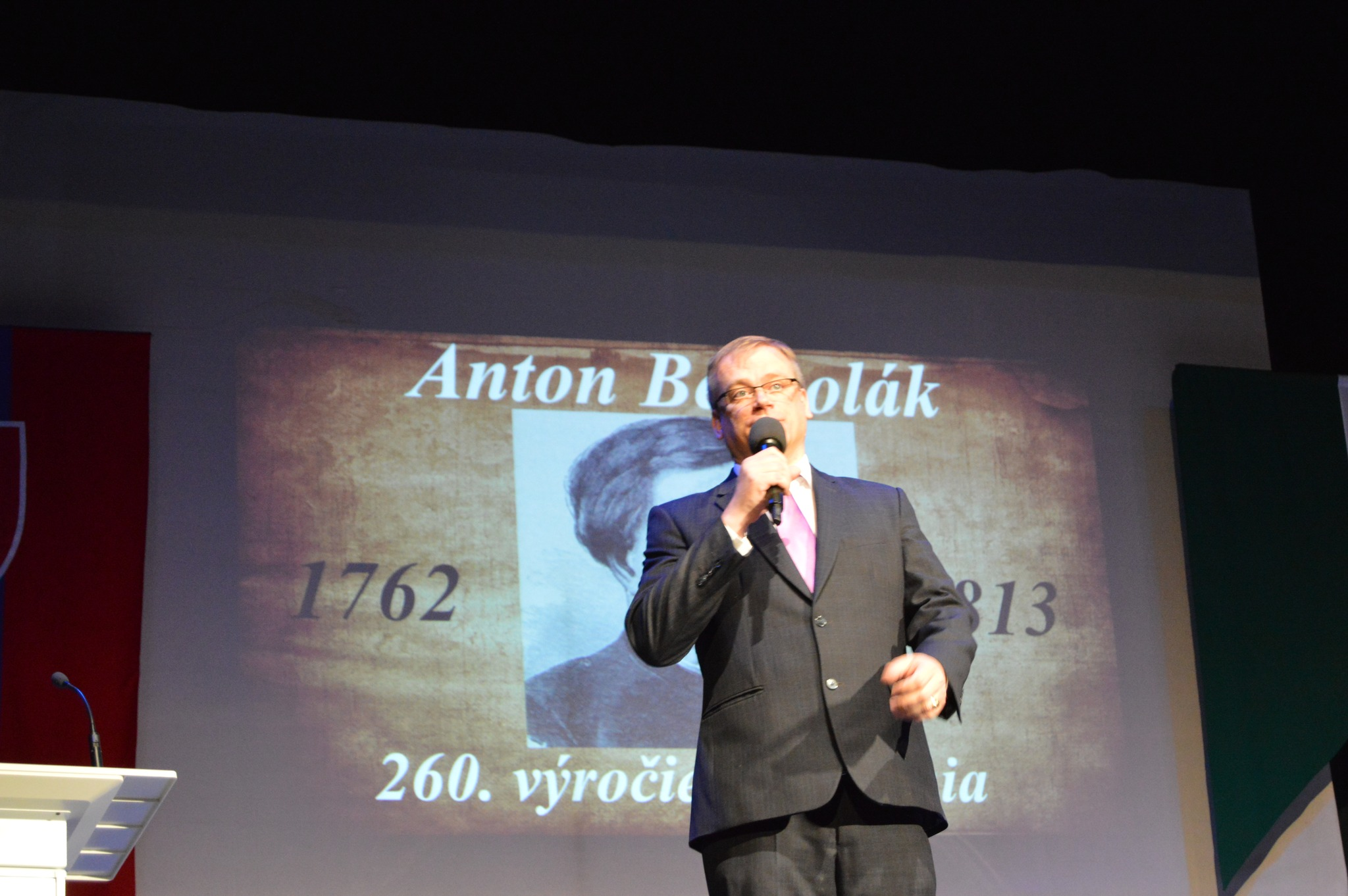
Předseda Matice slovenské Marián Gešper během oslav 260. výročí narození Antona Bernoláka
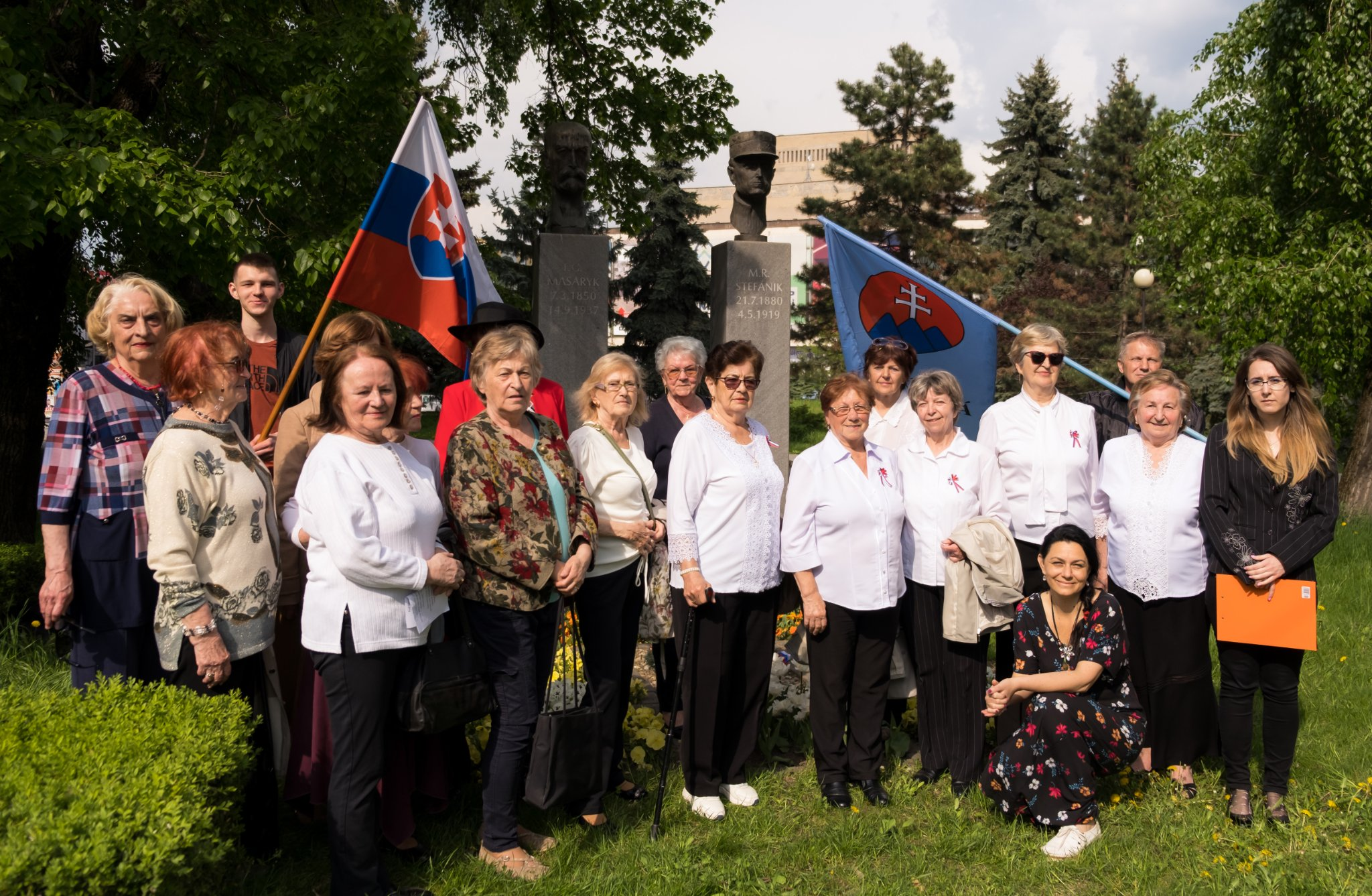
Vzpomínka na T. G. Masaryka a M. R. Štefánika
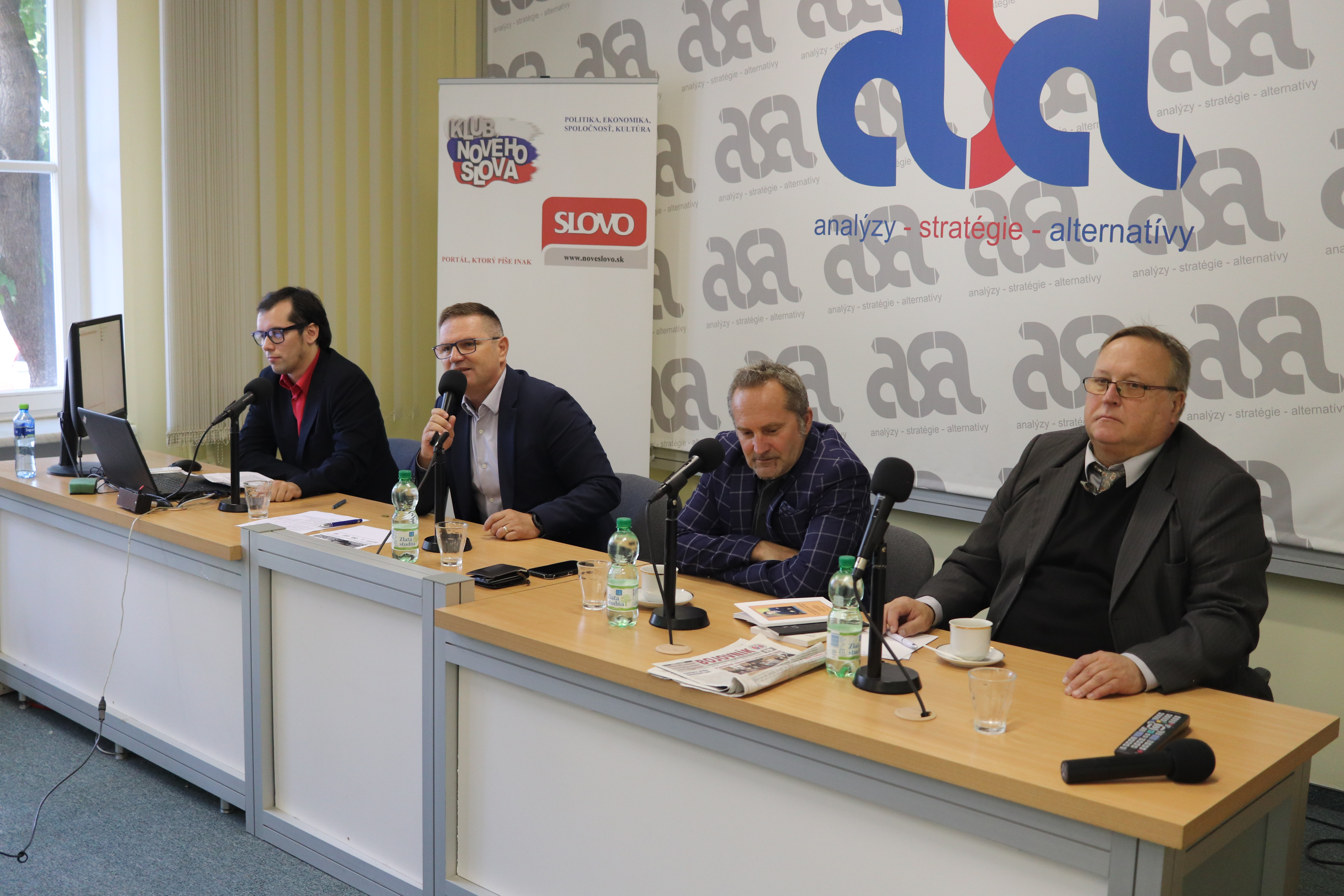
Konference ke 120. výročí Vladimíra Clementise a 100. výročí Vladimíra Mináče (ASA, Nové Slovo, Matica slovenská, SZPB), říjen 2022
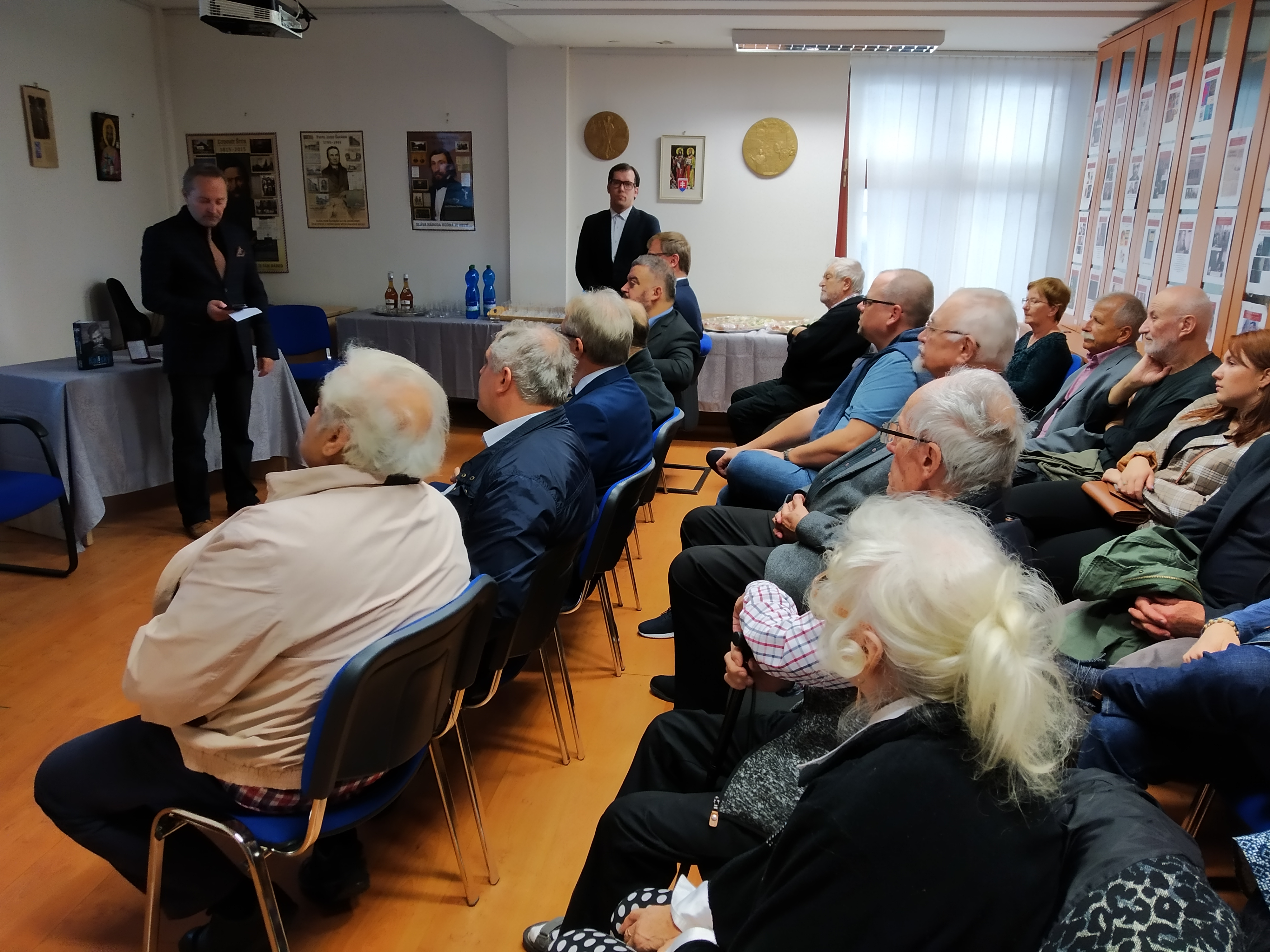
100. výročí narození Romana Kaliského v Matici slovenské
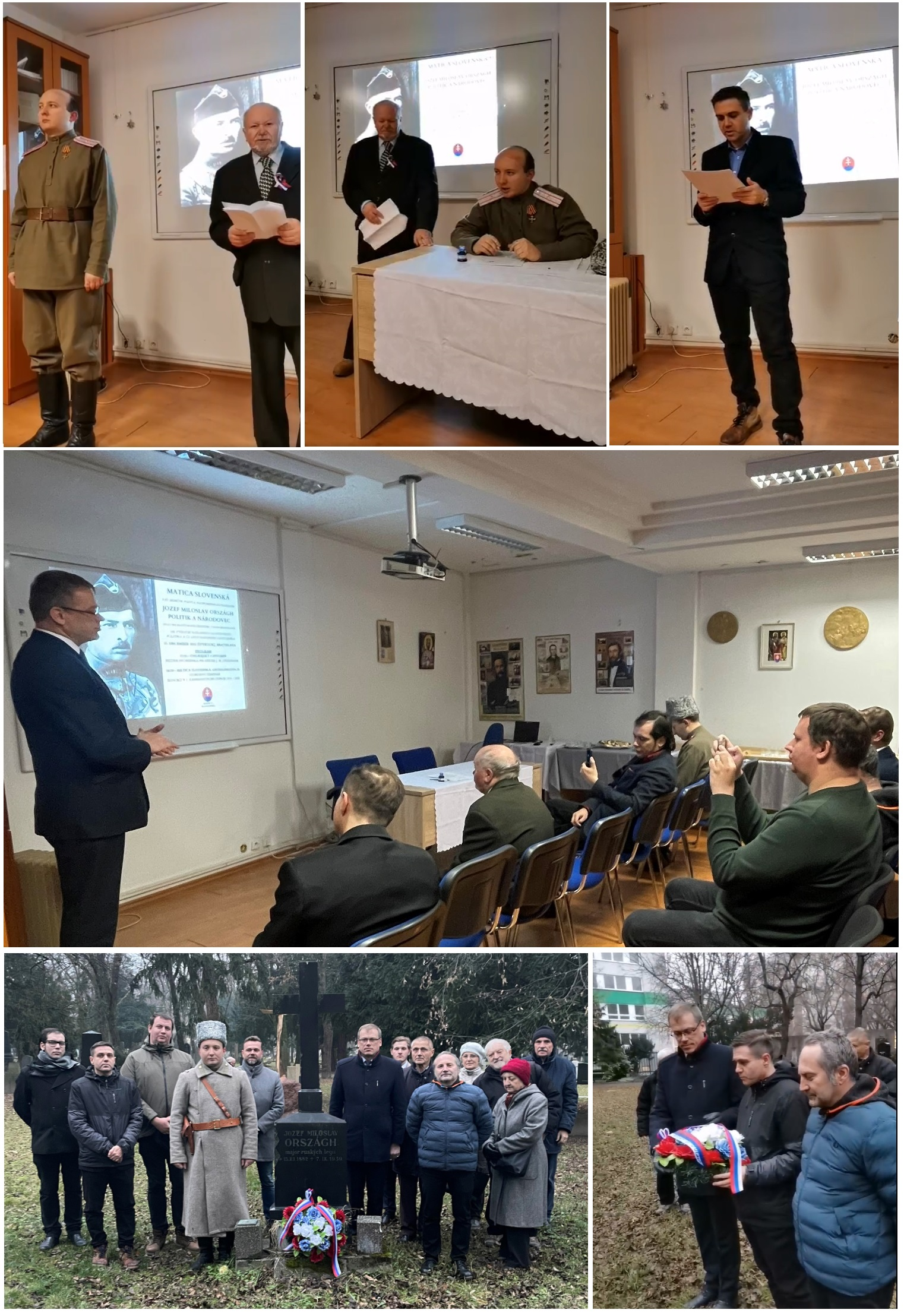
Jozef Miloslav Országh, 140.výročí, Ondřejský hřbitov, DMS Bratislava
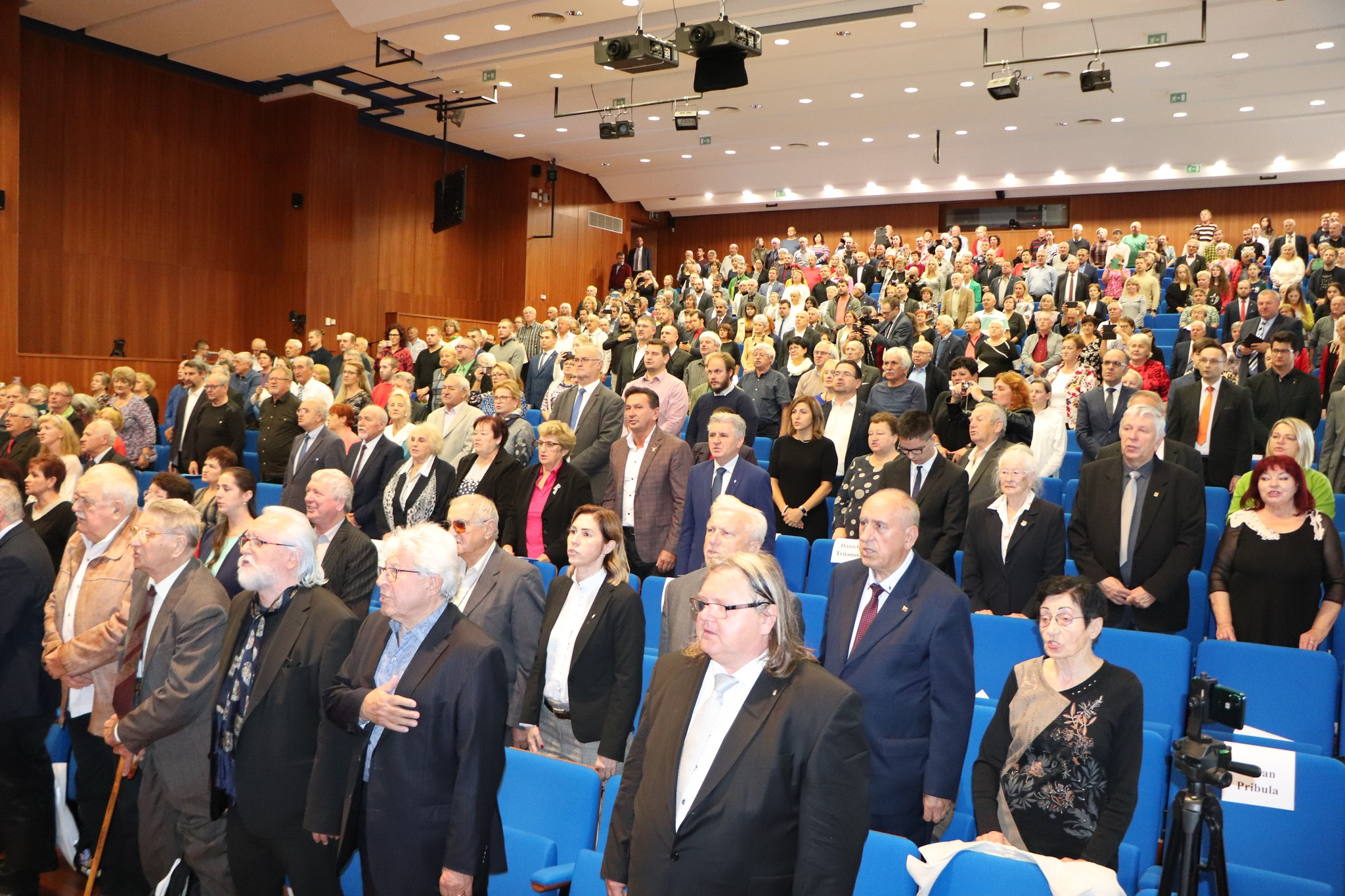
Sněm Matice slovenské 2023
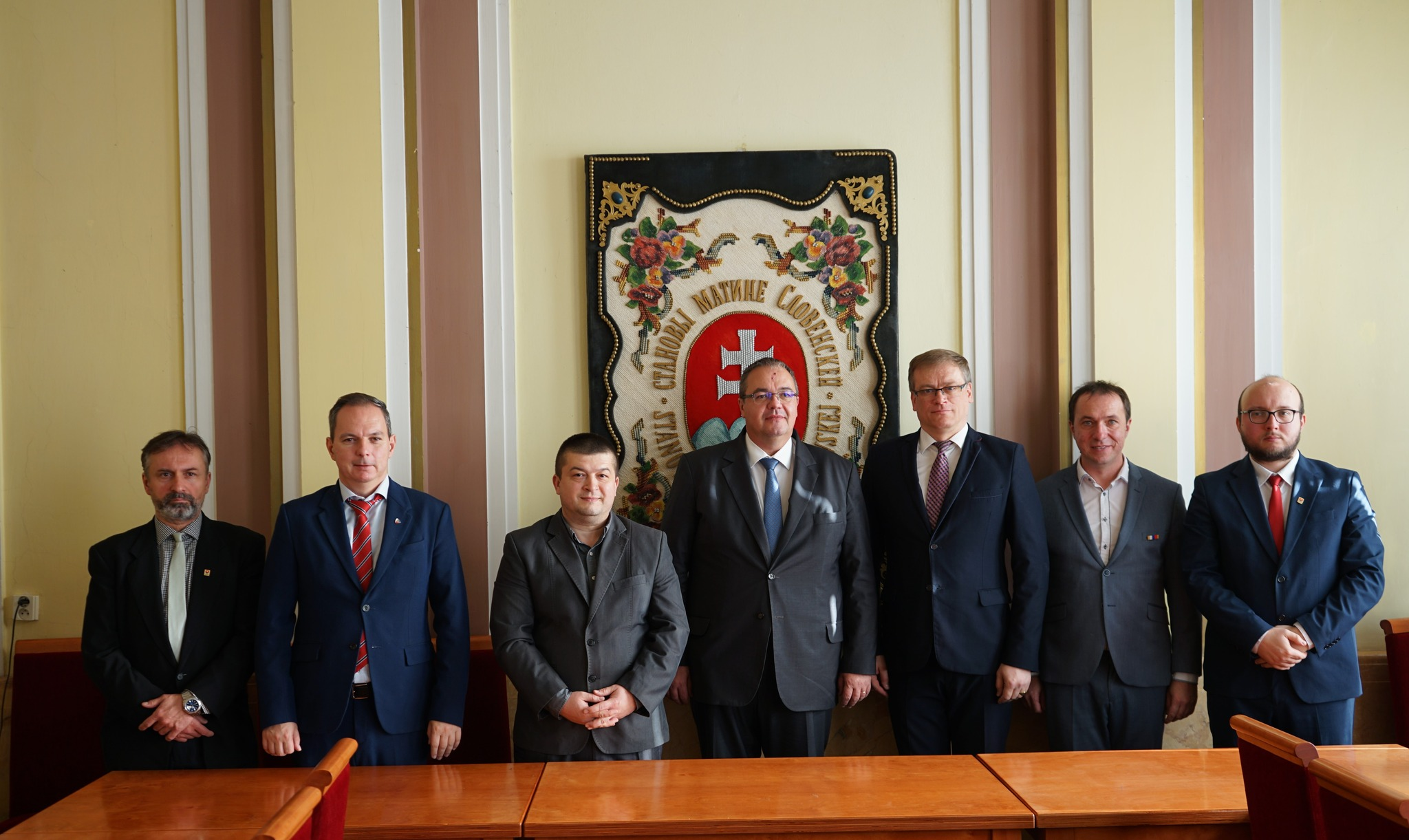
Maďarský velvyslanec Csaba Balogh v Matici slovenské
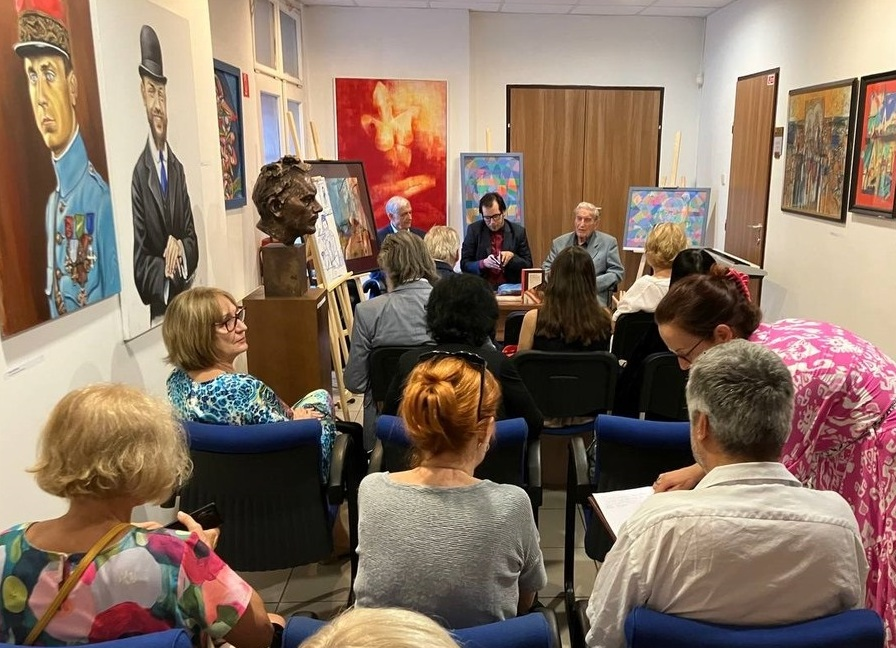
Přednáška Matice slovenské s Viktorem Timurem a Antonem Hykischem
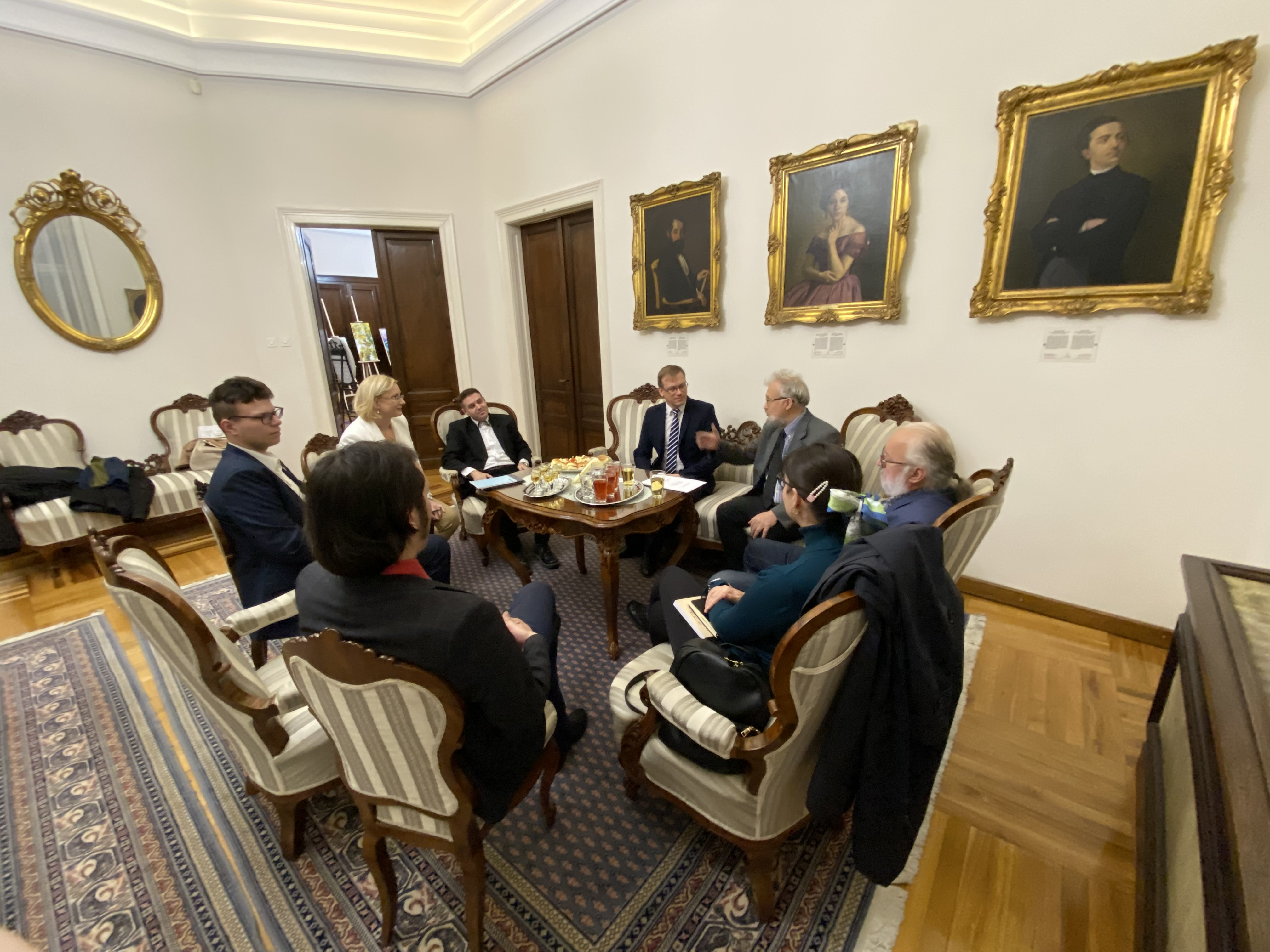
Delegace Matice slovenské v Matici srbské (Zdenka Velent Belić, Marián Gešper, Dragan Stanić, Zoran Đerić, Jela Maricevic, Lukáš Perný)
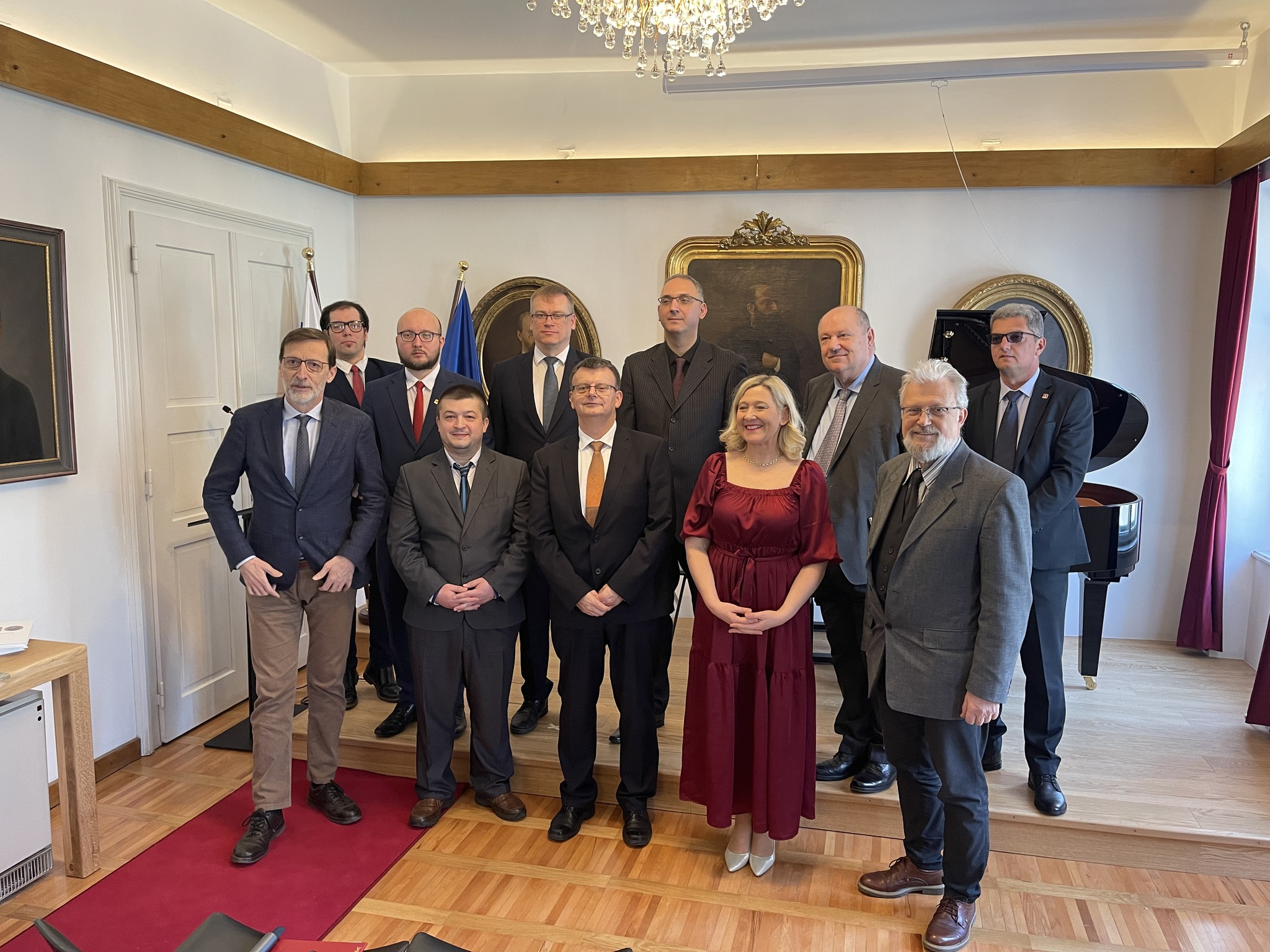
Fotografia, na které jsou představitelé a pracovníci slovanských Matíc: Miro Gavran (Matice chorvátská), Dr. Lukáš Perný, Peter Schvantner, Dr. Pavol Madura, Dr. Marián Gešper (Matice slovenská), Dr. Aleš Gabrič, Dr. Ignacija Fridl Jarc (Matice slovinská), Ivan Jovović (Matice černohorská) a Dragan Stanić (Matice srbská).
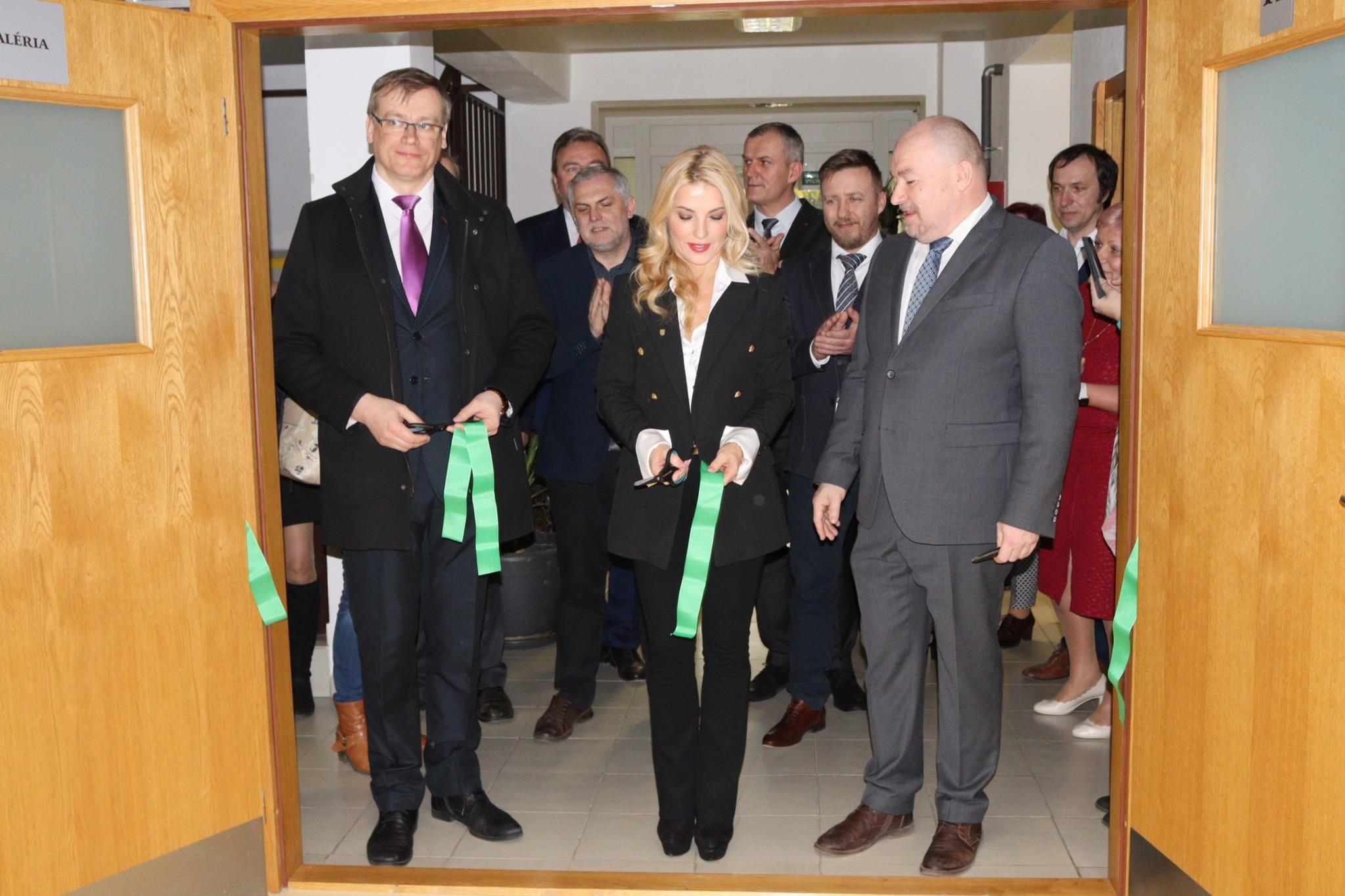
Předseda Matice slovenské Marián Gešper s ministryní kultury Martinou Šimkovičovou, otevření pamětní místnosti Mateje Bela
Vernisáž třetí výstavy Galerie Matice slovenské v Bratislavě, výstava prezentovaná ve Štrasburku a Bruselu
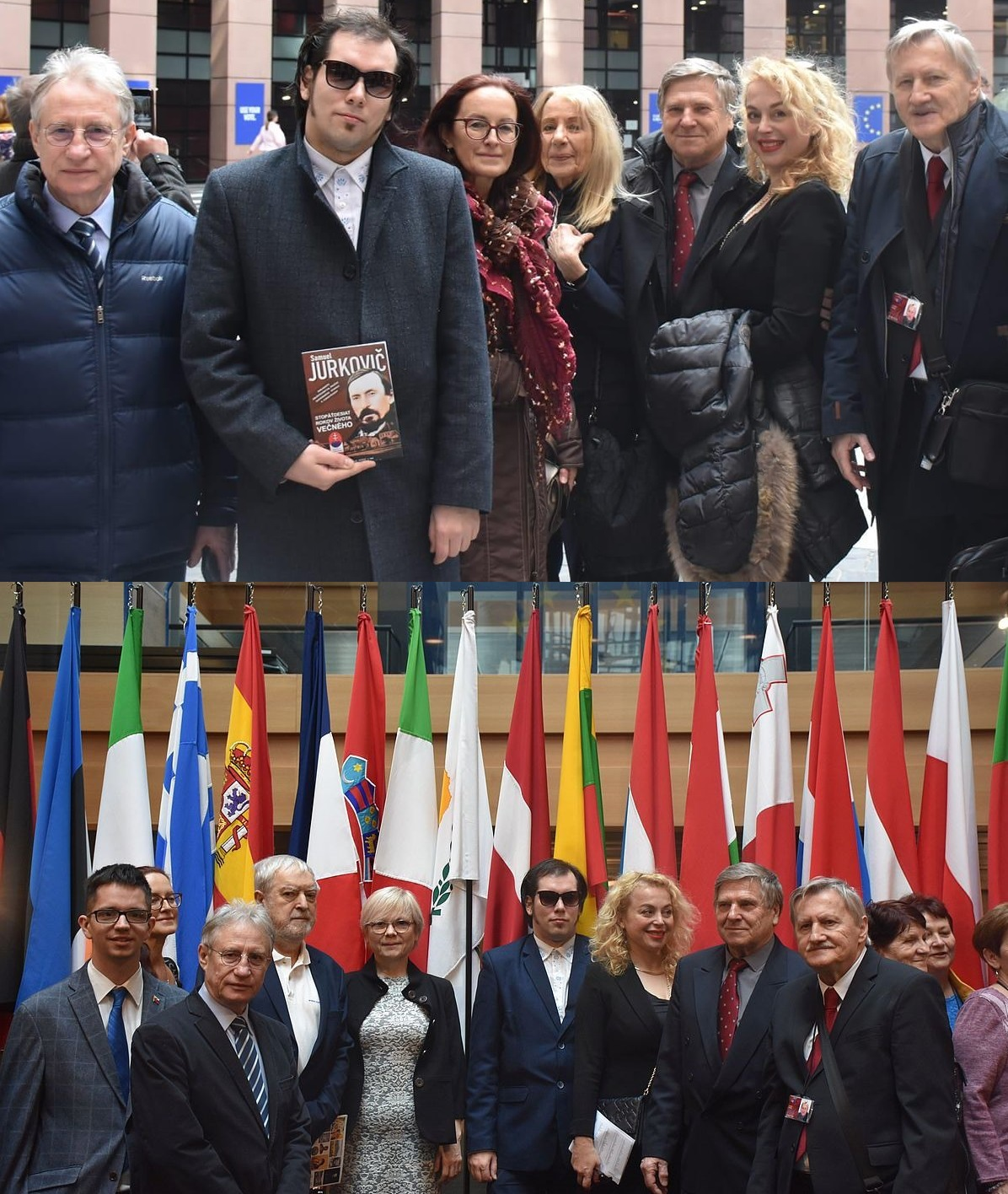
Delegace umělců Matice slovenské a SZPB v budově Evropského parlamentu ve Štrasburku
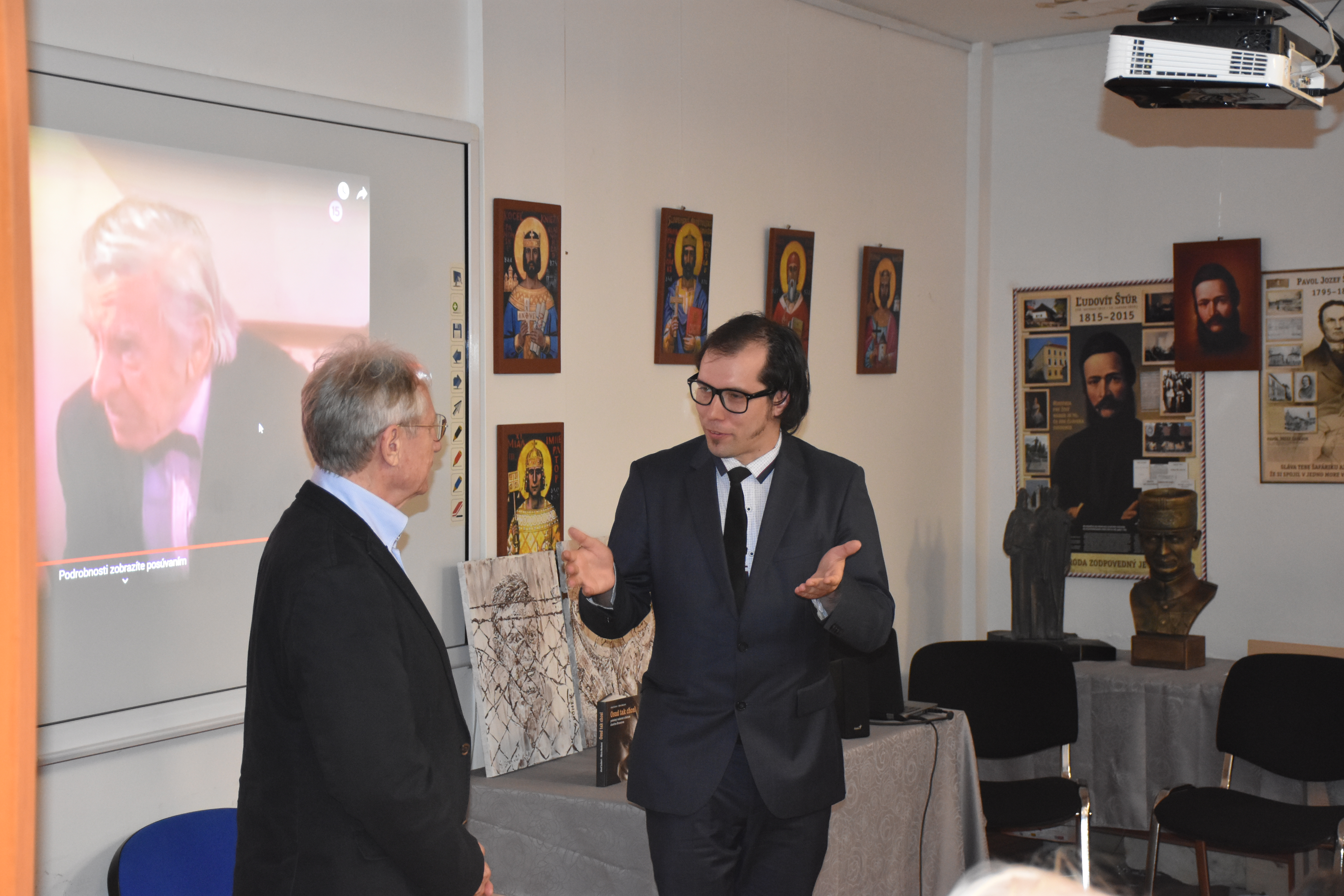
Jozef Leikert a Lukáš Perný na akci ke 100. výročí narození herce Jozefa Kronera
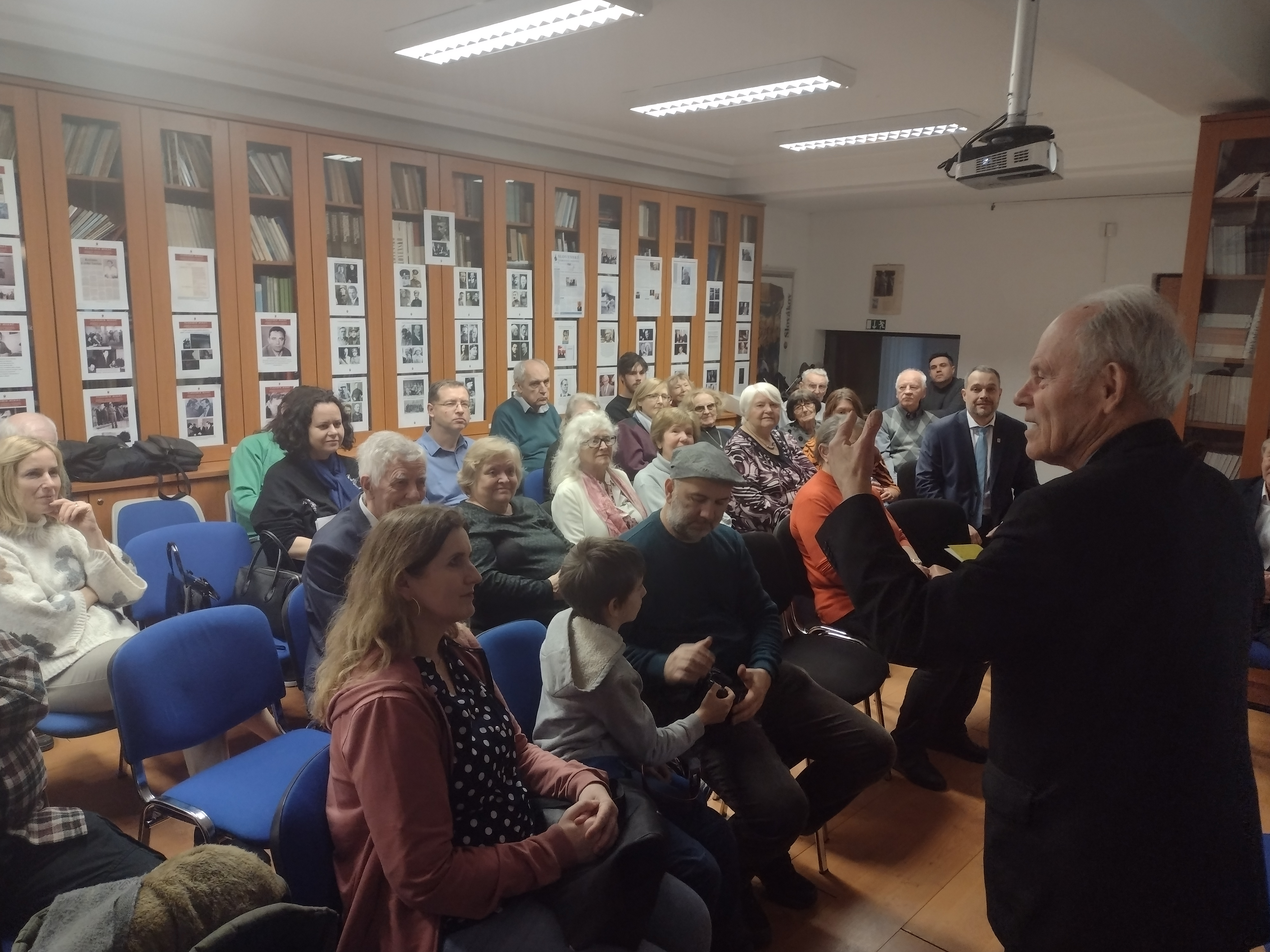
Ex-podpředseda vlády, matematik a spisovatel doc. Jozef Mikloško na akcích Matice slovenskej o Jozefovi Murgašovi
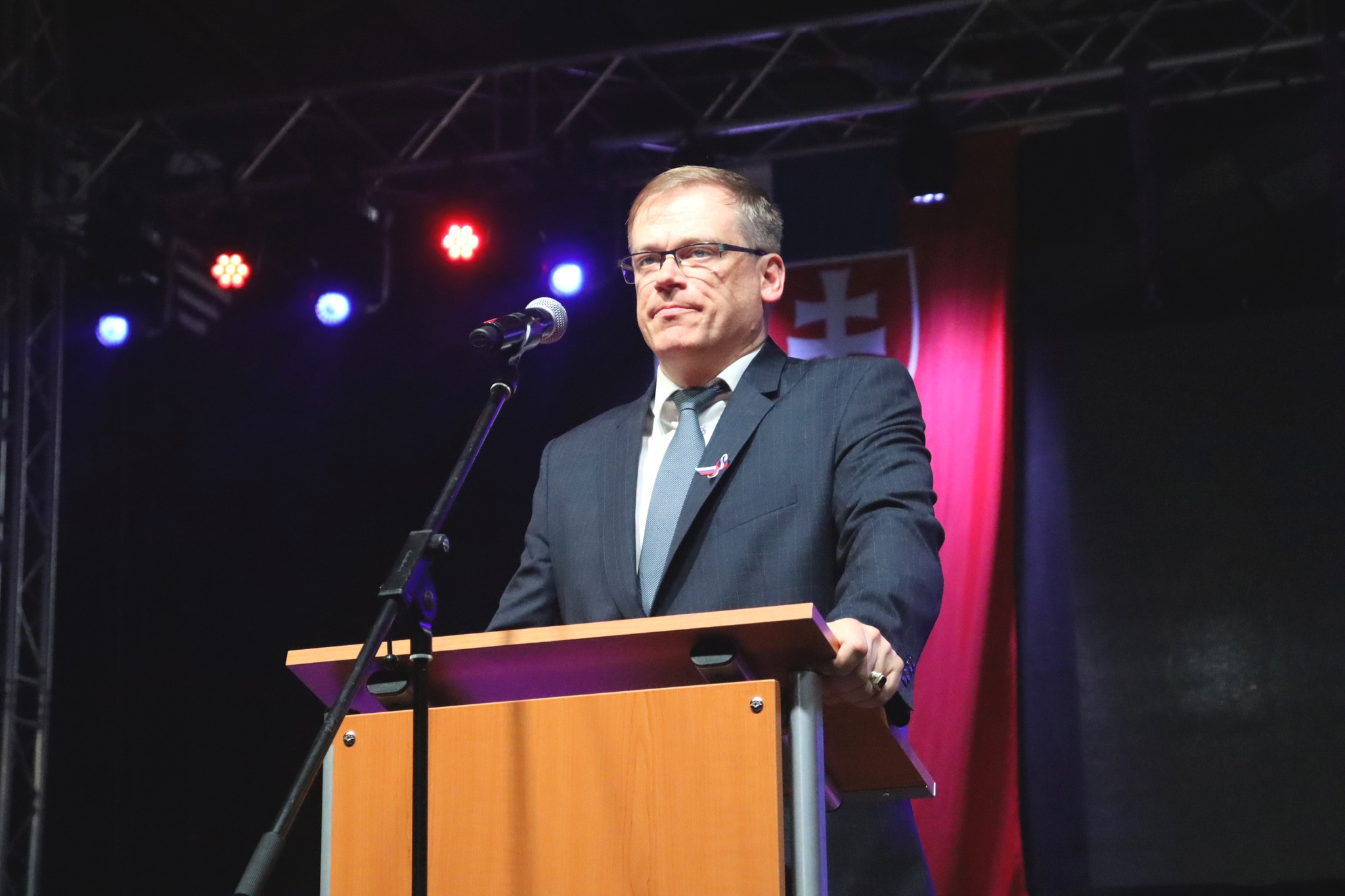
Předseda Matice slovenské Dr. Marián Gešper na 160-ročnici Matici slovenské
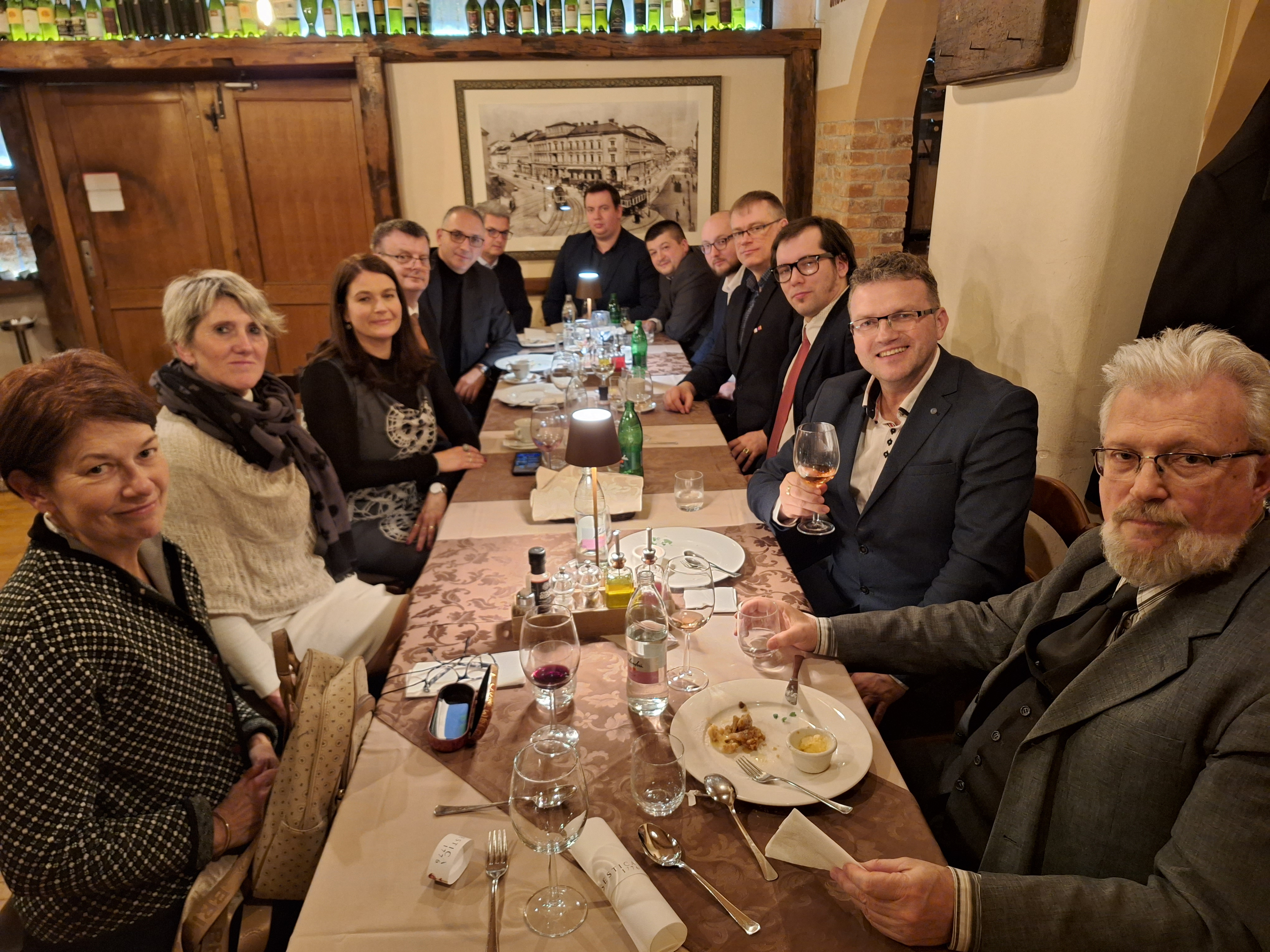
Mezinárodní večeře se členy slovanských Matic (160. výročí Matice slovinské v Ľubľaně 2024)
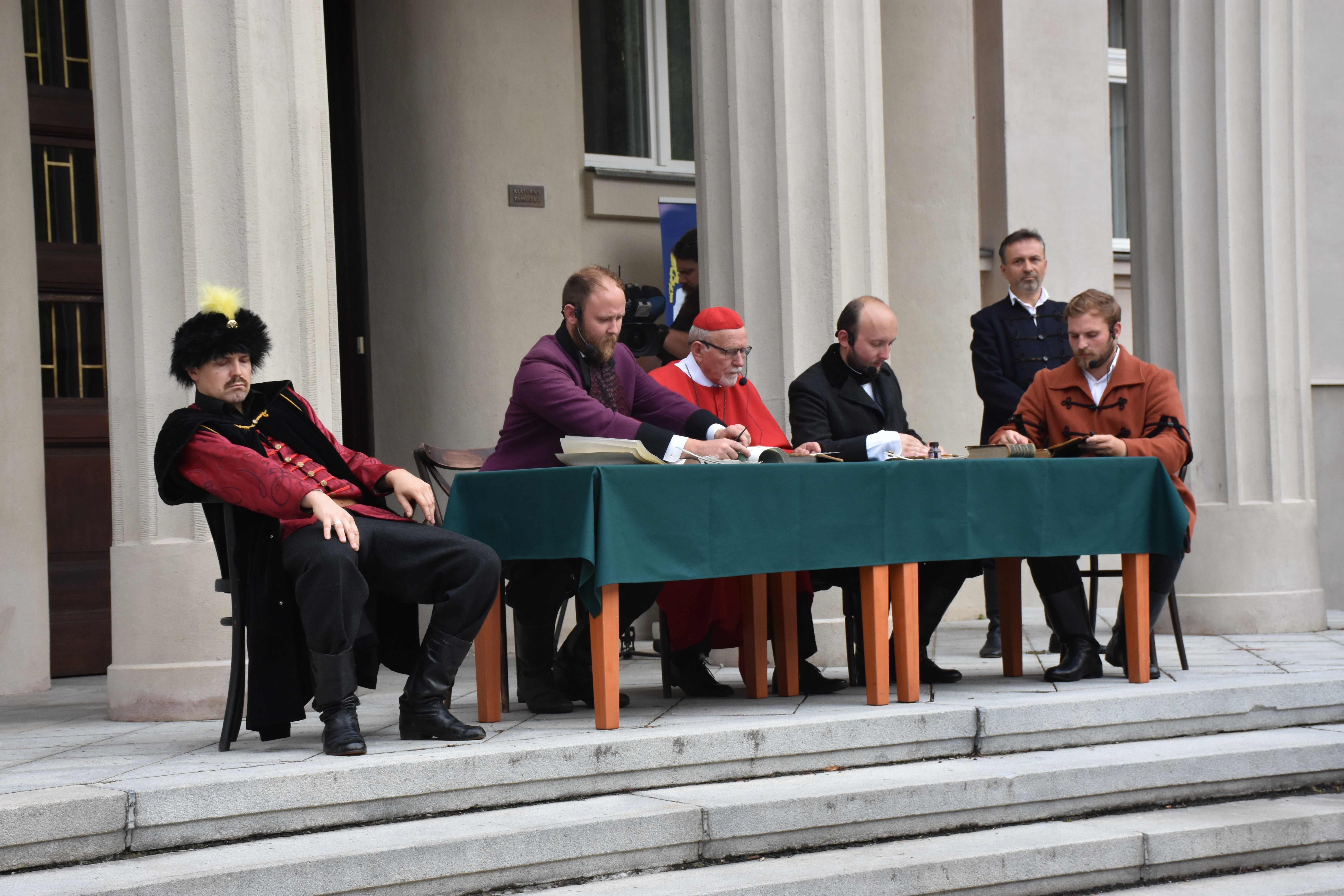
Příjezd Štefana Moyzese do Martina (divadelní scéna k 160. výročí Matice slovenské)
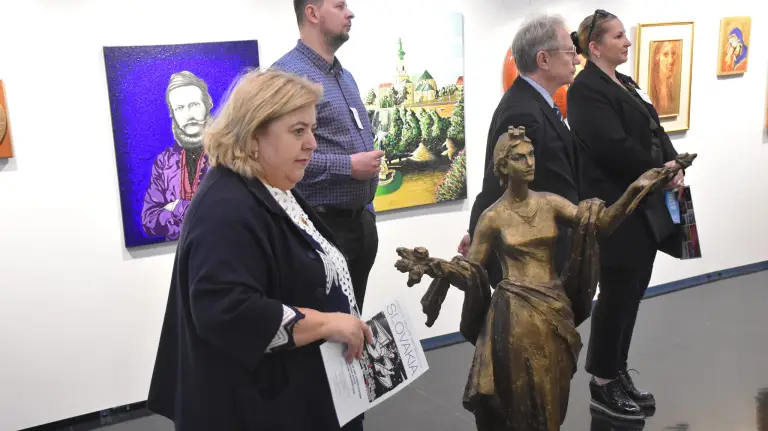
Europoslankyně Clara Eugenia Aguilera García na expozici Matice a SZPB s bustou Jána Kulicha ve Štrasburku
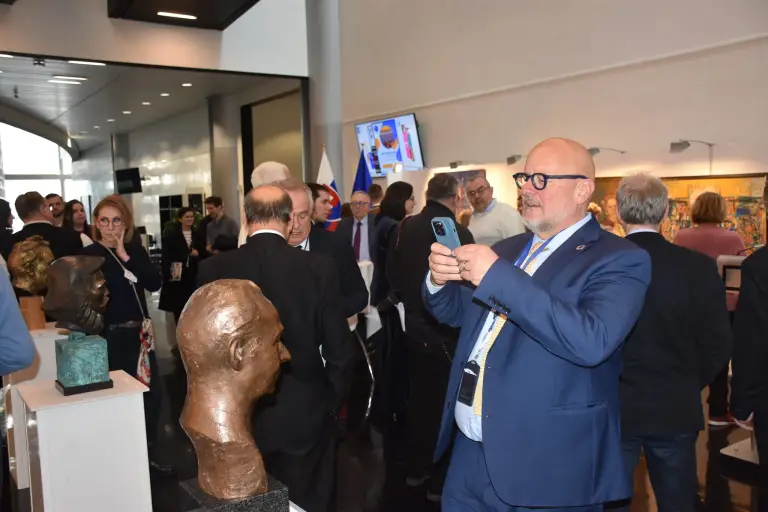
Místopředseda Evropského parlamentu Marc Angel fotí bustu Alexandra Dubčeka na výstavě SZPB a Matice slovenské ve Štrasburku
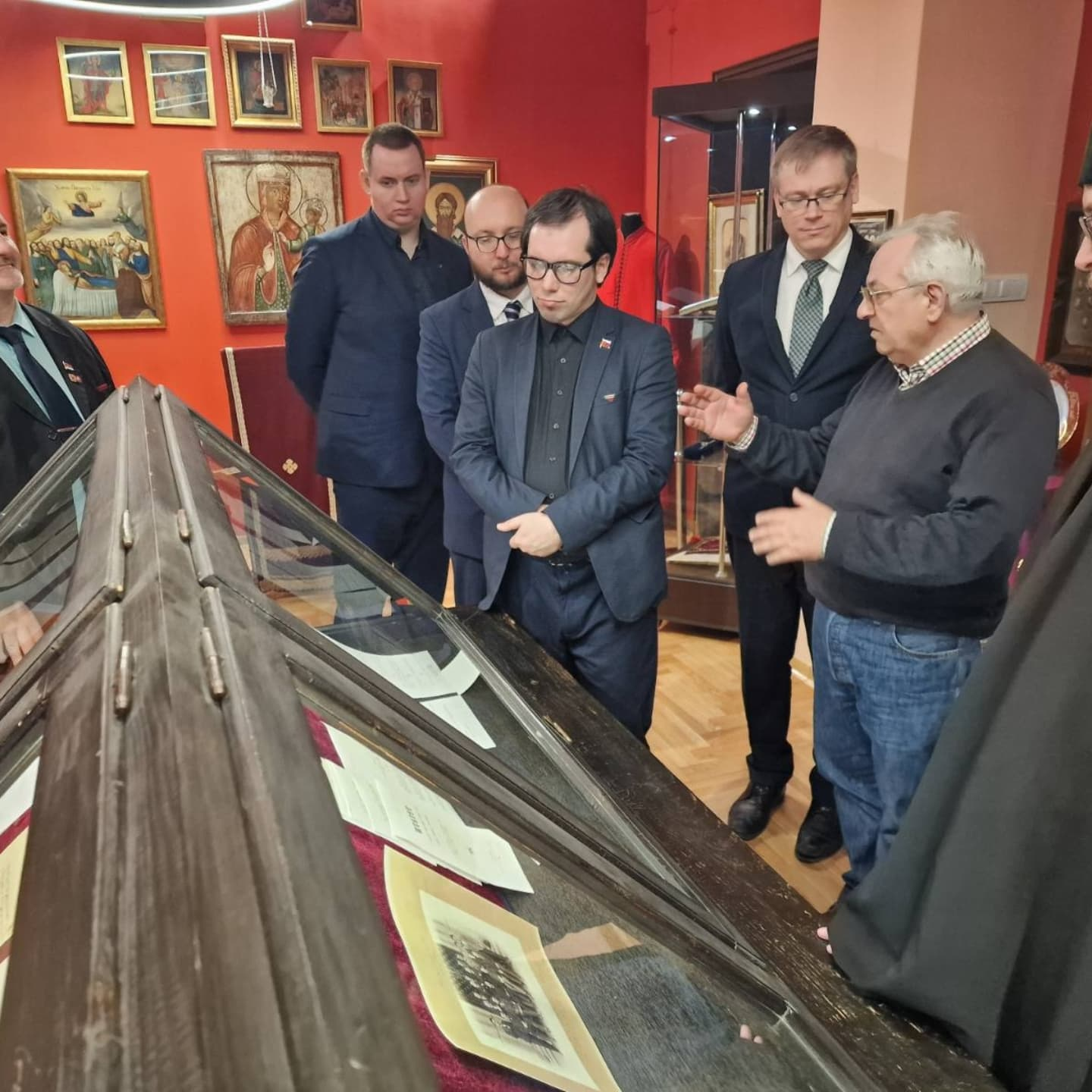
Delegace Matice slovenské v semináři v Srimski Karlovac
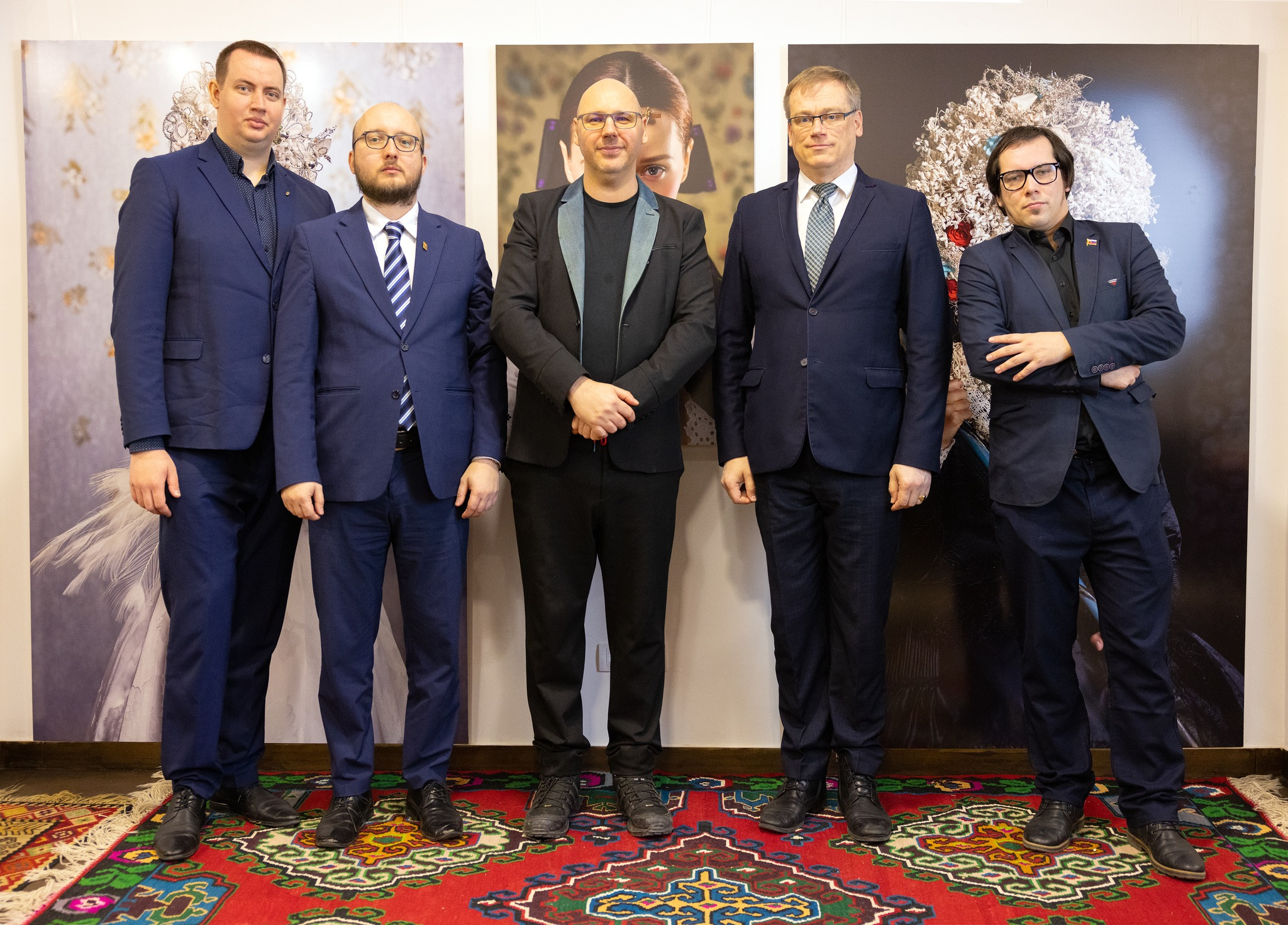
Delegace Matice slovenské s fotografem Pavlem Surovým v Kulturním centru Kysáč
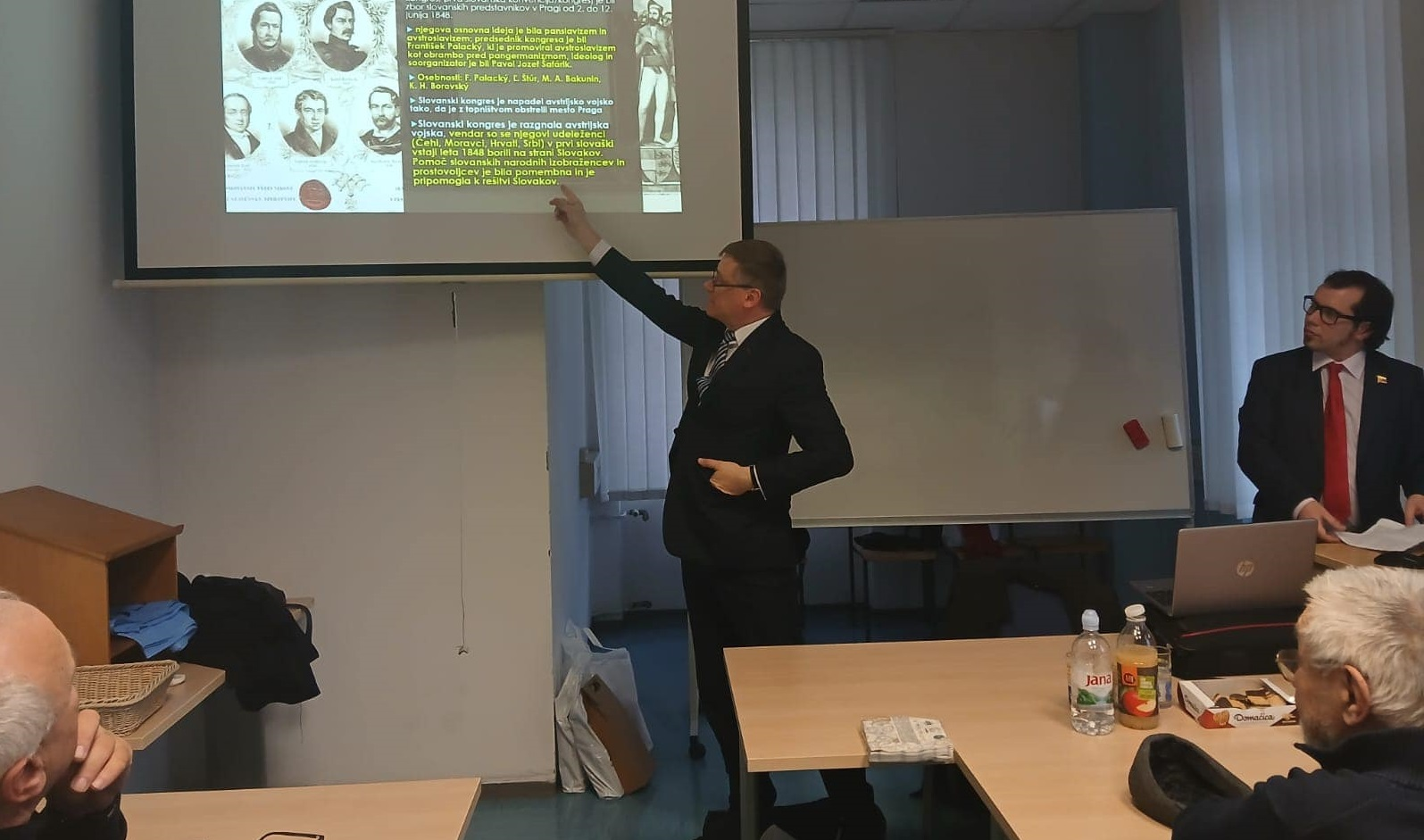
Kulturologická přednáška o slovenské a slovinské kultuře na Univerzitě v Lublani
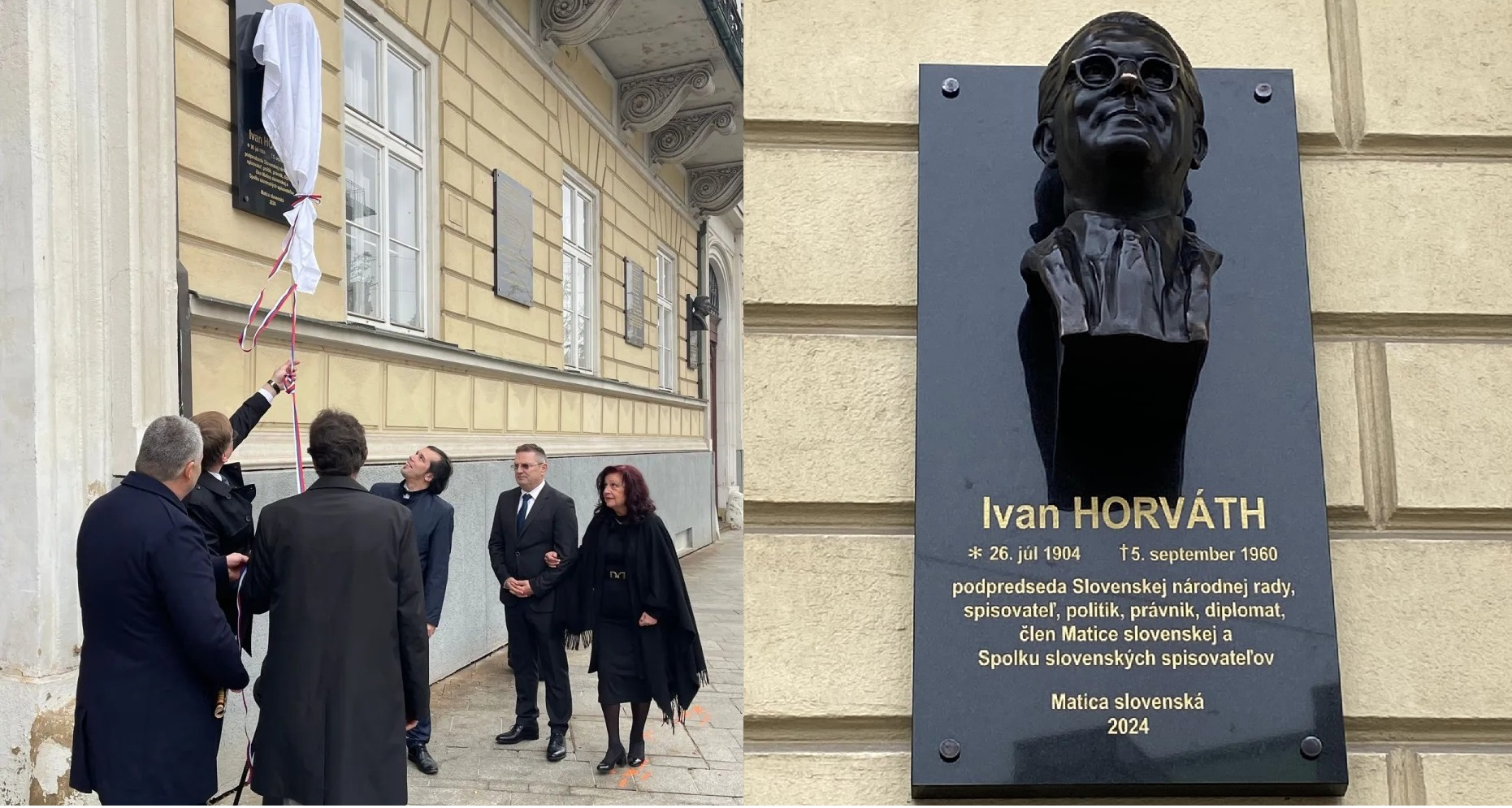
Odhalení busty Ivana Horvátha na budově historické Slovenské národní rady, Matice slovenská, 26. 10. 2024
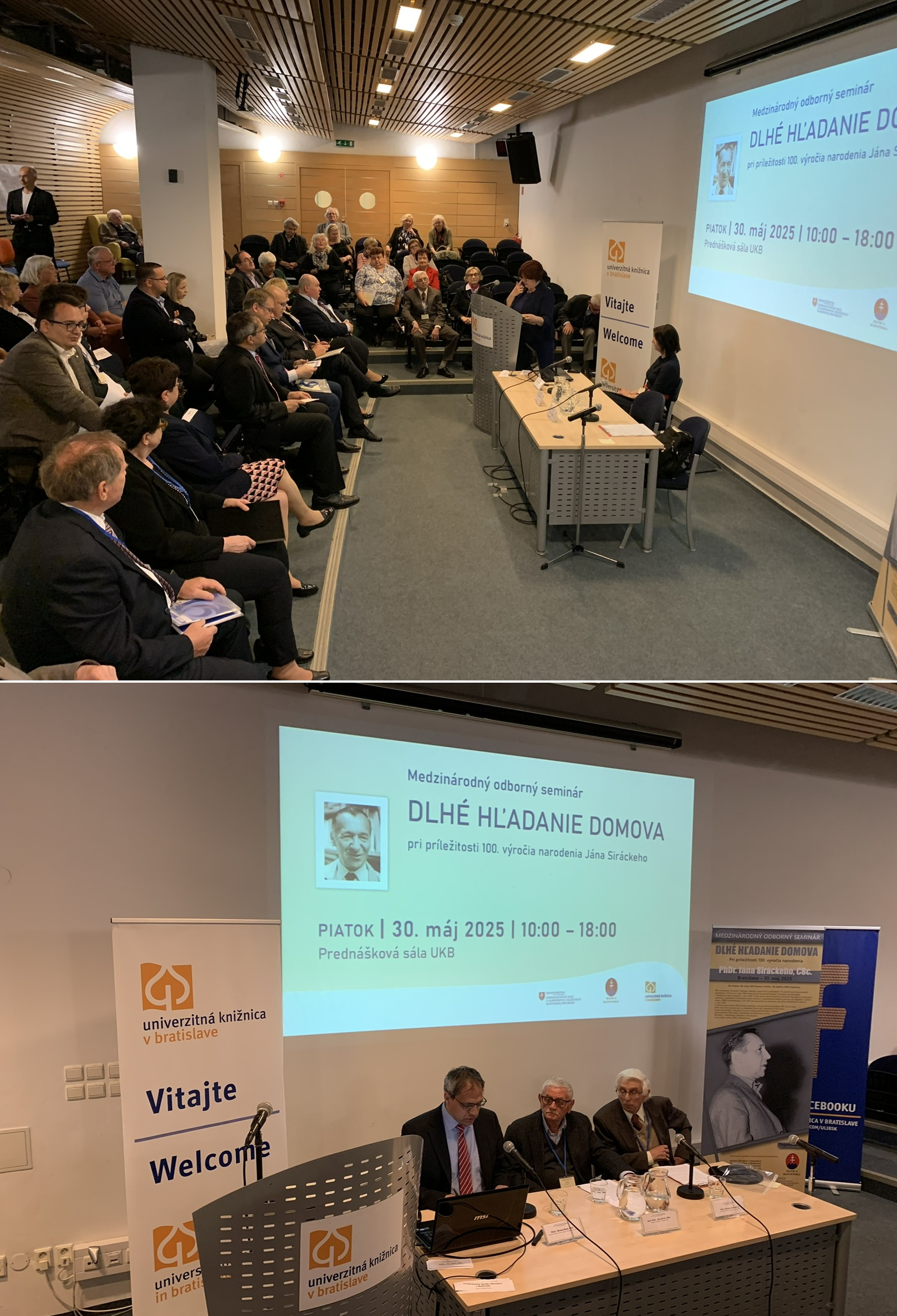
Konference k storočnici Jána Siráckeho
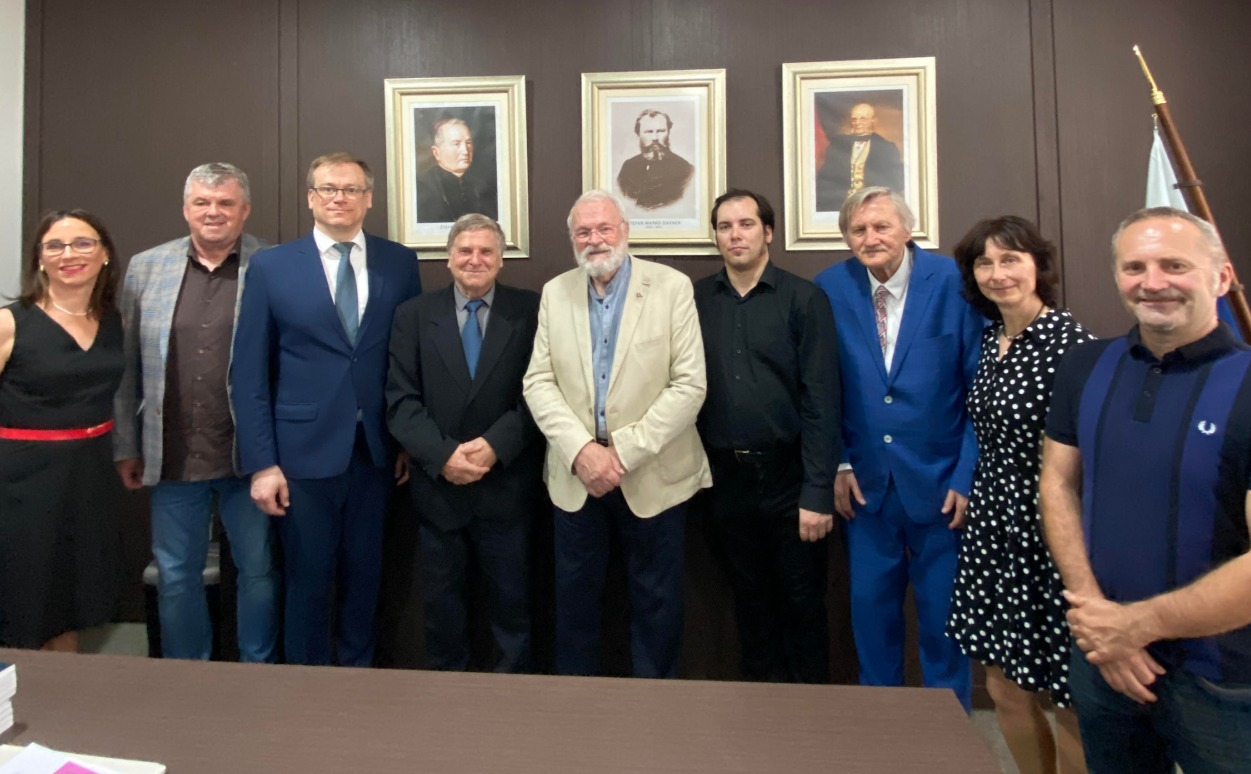
Prezident Ivan Gašparovič v Matici slovenské
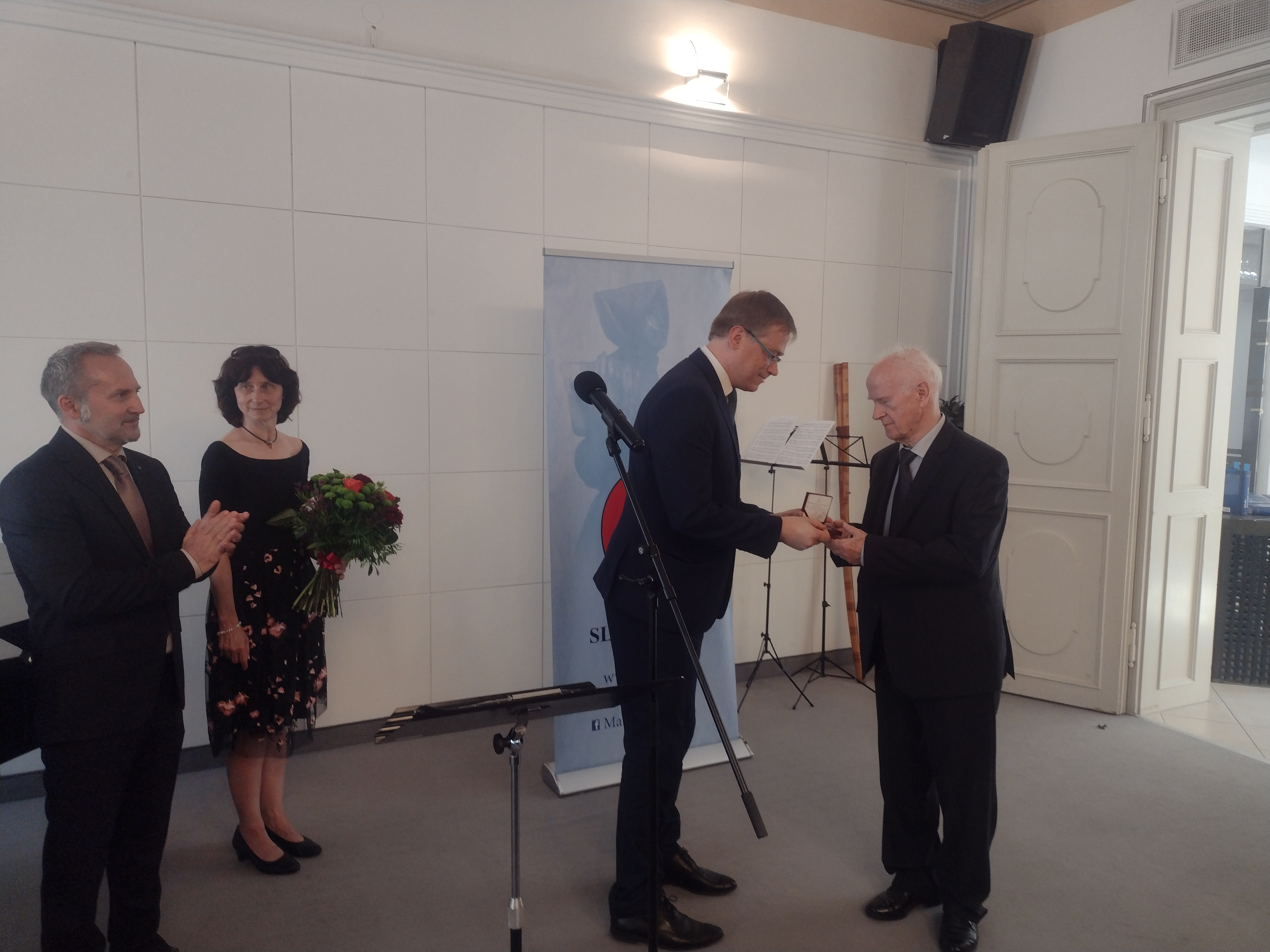
Profesor Ján Kačala s Mimořádnou Cenu Matice slovenské
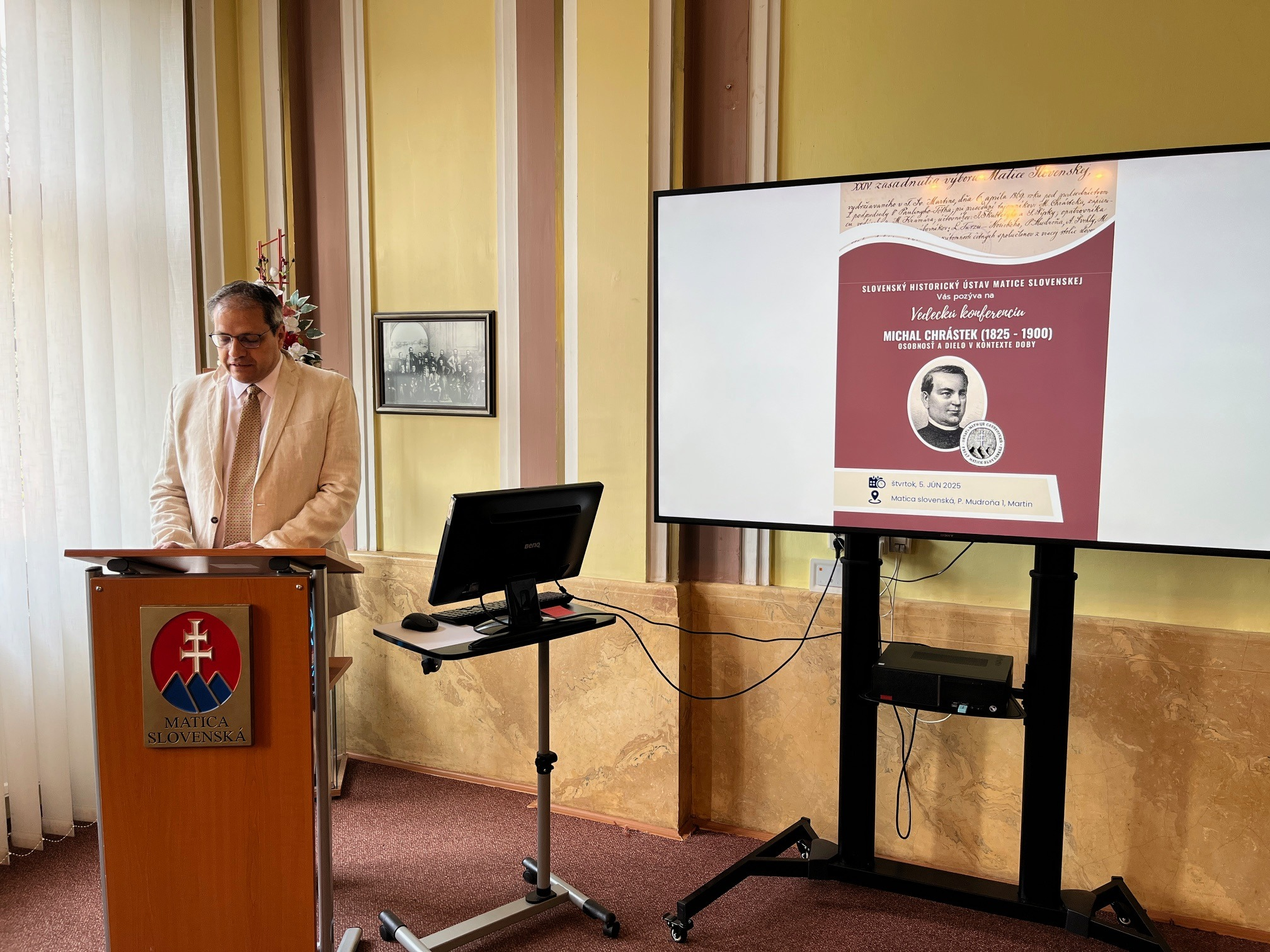
Historik Michal Bada na konferenci o Michalu Chrástekovi

## Sídla Matice slovenské

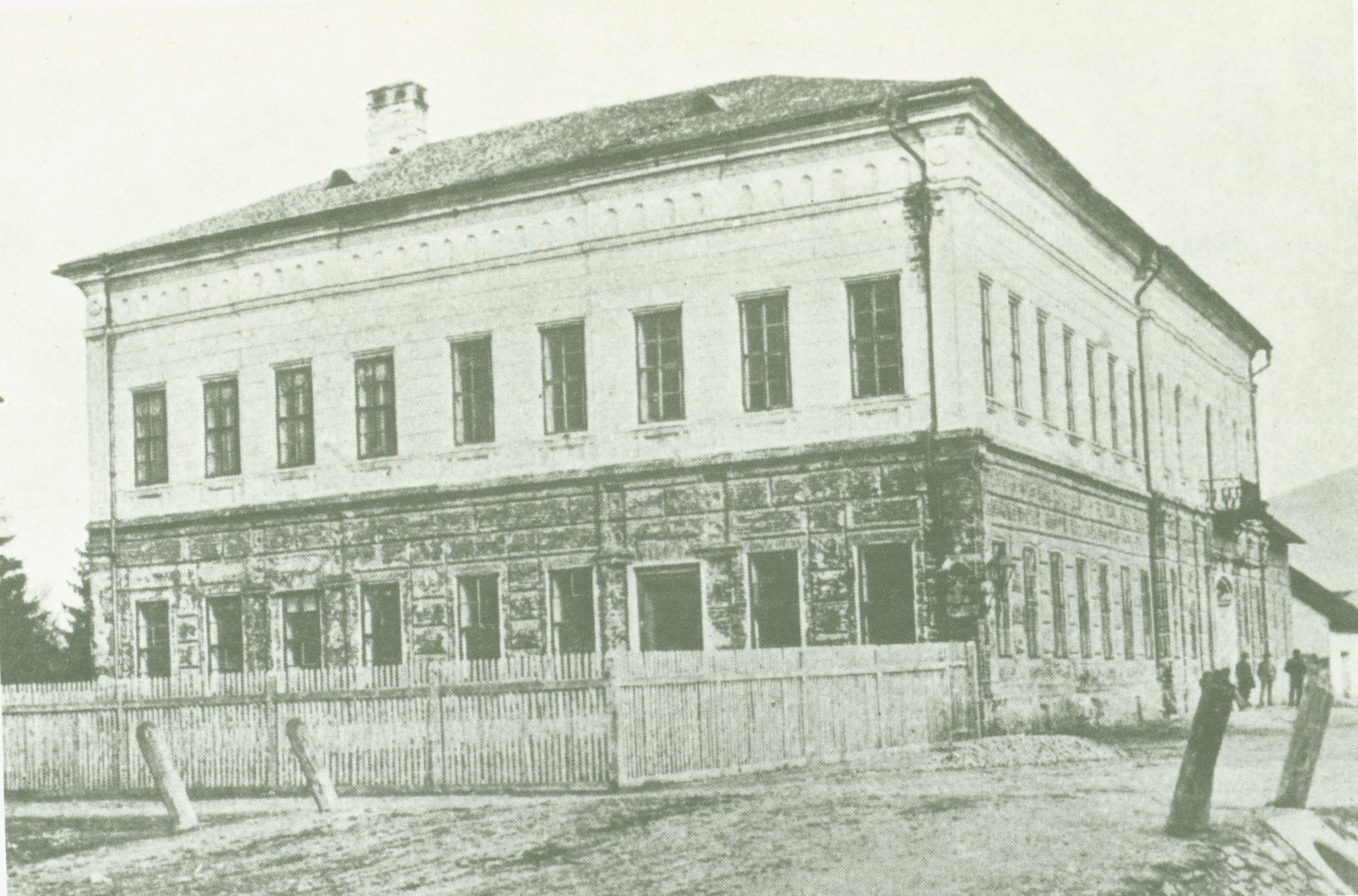
První budova instituce

### 1. budova

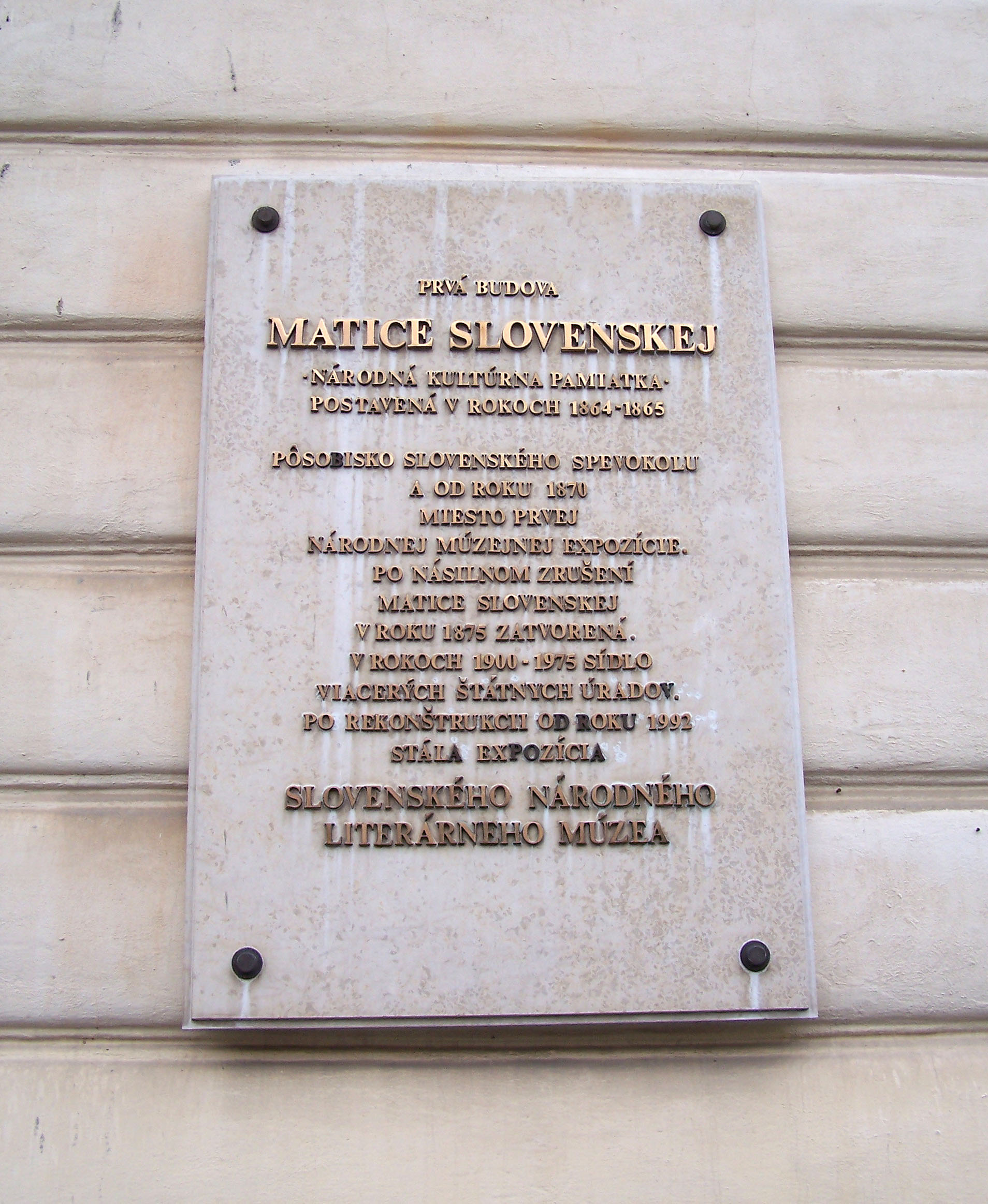
Pamětní tabule na 1. budově MS

Původní budova byla postavena v letech 1863–1875. Budova byla postavena podle projektu Jana Nepomuka Bobule z darů slovenského lidu. Zastavěná plocha je 1 189 m². Původně pozdně klasicistní budova byla začátkem 20. století dočasně upravena pro státní instituce. Budova je od roku 1962 národní kulturní památkou. V areálu budovy se nachází i socha S. H. Vajanského od Františka Úprky (1926), která byla původně umístěna před 2. budovou Matice slovenské. V budově je momentálně umístěna stálá expozice Slovenského národního literárního muzea.

### 2. budova

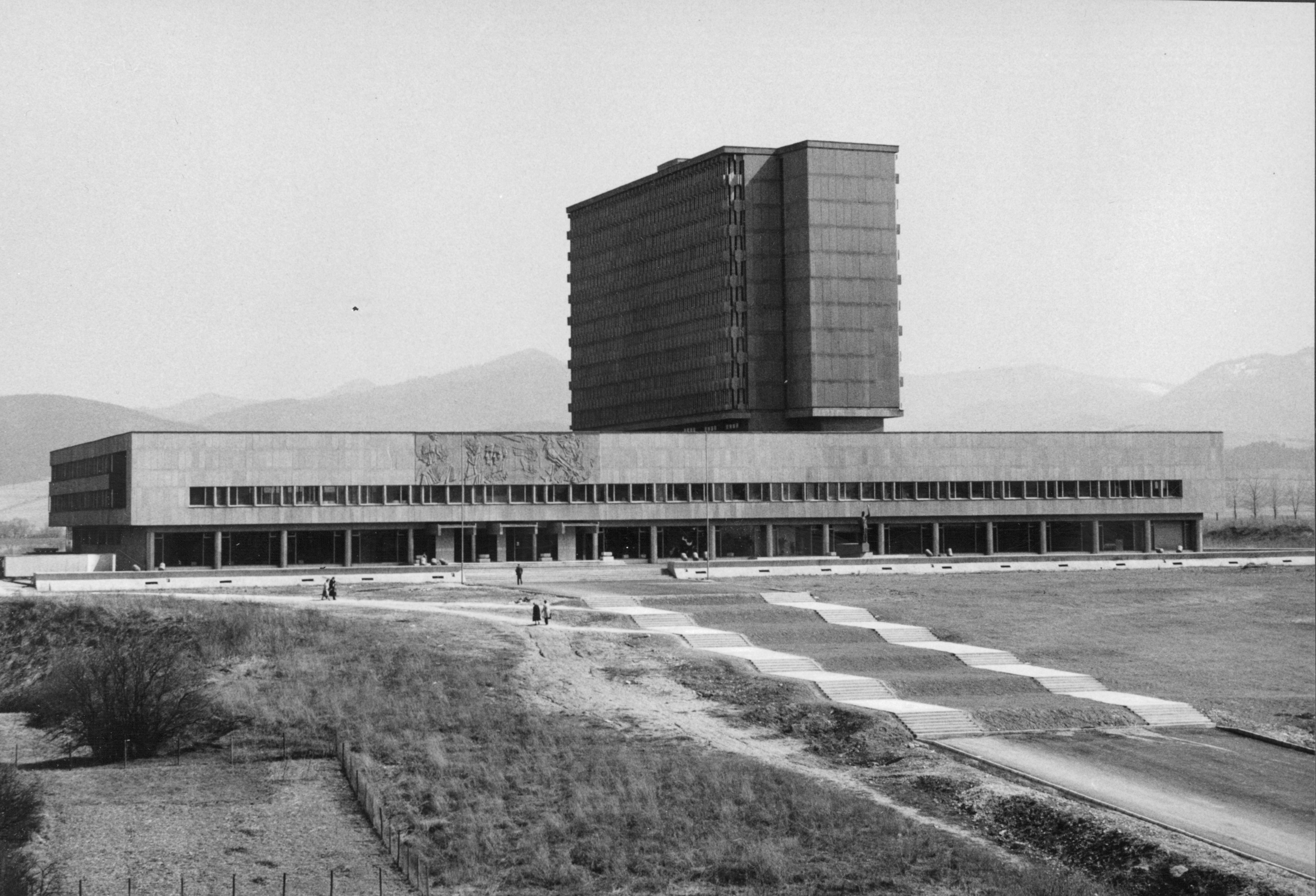
Třetí budova Matice slovenské (Hostihor)

Druhá budova Matice slovenské postavena v letech 1924–1926 je bohatě členěná ve hmotě třemi hlubokými rizality na fasádách. Budova byla postavena podle projektu Jana Palkoviče. Zastavěná plocha je 1 737 m². Od roku 1964 je kulturní památkou. Před budovou se nachází socha národního umělce Jána Kulicha "Matice slovenská" (1964) ze svařované oceli.

### 3. budova
Třetí budova Matice slovenské byla postavena v letech 1963–1975. Do roku 2005 sídlo Matice slovenské. Po vymezení majetku mezi Maticí slovenskou a Slovenskou národní knihovnou, slouží 3. budova pro potřeby Slovenské národní knihovny. Matice slovenská momentálně sídlí opět ve 2. budově.

## Předsedové Matice slovenské
- 1863–1869 Štefan Moyzes
- 1870–1875 Jozef Kozáček
- 1919–1926 Matúš Dula (1846–1926)
- 1919–1921 Pavol Országh Hviezdoslav (1849–1921)
- 1919–1926 František Richard Osvald (1845–1926)
- 1919–1950 Vavro Šrobár (1867–1950)
- 1922–1930 Juraj Janoška (1856–1930)
- 1926–1943 Marián Blaha (1869–1943)
- 1931–1939 Ján Vanovič (1856–1942)
- 1931–1949 Jozef Országh (1883–1949)
- 1945–1954 Jur Hronec
- 1945–1950 
1968–1973
1974–1976 čestný předseda Laco Novomeský
- 1973–1990 Vladimír Mináč
- 1990 (leden–srpen) Viliam Gruska
- 1990–2010 Jozef Markuš
- 2010–2017 Marián Tkáč
- 2017– Marián Gešper

## Bibliografia
- BAJANÍK, Stanislav (ed.). Pamätnica: I. európsky kongres matíc slovanských národov. Martin : Matica slovenská, 2007. 119 s. ISBN 978–80–7090–865–5.
- BOTTO, Július. Dejiny Matice slovenskej. Martin : Matica slovenská, 1923. 237 s.
- ELIÁŠ, Michal. Z dejín matíc slovanských národov. Martin : Matica slovenská, 2010. 190 s. ISBN 978–80–7090–970–6.
- ELIÁŠ, Michal – HAVIAR, Štefan. Zlatá kniha Matice slovenskej. Martin : Matica slovenská, 2008. 105 s. ISBN 978–80–7090–875–4.
- ELIÁŠ, Michal – ŠARLUŠKA, Vojtech. Národná svetlica. Martin : Matica slovenská, 1988. 328 s.
- GEGUŠ, Ivan – KOVAČKA, Miloš (ed.). Z vôle ľudu obnovená. Martin : Matica slovenská, 1969. 200 s.
- GEŠPER, Marián – PARENIČKA, Pavol. Predsedovia Matice slovenskej 1863 – 2019. Martin : Matica slovenská, 2019. 167 s. ISBN 978–80–8128–240–9.
- GEŠPER, Marián – PAVELCOVÁ, Zuzana a kol. Pamätnica zo 4. kongresu matíc slovanských národov a inštitúcií slovanských národov, konaného pri príležitosti 100. výročia oživotvorenia Matice slovenskej a podpísania Memoranda národa slovenského. Martin : Matica slovenská, 2020. 358 s. ISBN 978–80–8128–251–5.
- HAVIAR, Štefan – KUČMA, Ivan. V pamäti národa. Martin : Matica slovenská, 1988. 341 s.
- HIRNER, Alexander. Matičná myšlienka. Bratislava: Slovenský spisovateľ, 1992. 392 s. ISBN 80–220–0397–2.
- HOLOTÍK, Ľudovít (ed.). Matica slovenská v našich dejinách. Bratislava: Slovenská akadémia vied, 1963. 431 s.
- KOVÁČ, Mišo A. (ed.). Historický rok. Pamätnica z osláv storočnice Matice slovenskej v roku 1963. Martin : Matica slovenská, 1966. 368 s.
- KOVÁČ, Mišo A. – VONGREJ, Pavol (ed.). Matica slovenská: obrazová pamätnica 1863 – 1963. Martin : Osveta, 1963. 160 s.
- LIBA, Peter. Vydavateľské dielo Matice slovenskej 1863 – 1953: bibliografia s prehľadom. Martin : Matica slovenská, 1963. 551 s.
- MADURA, Pavol. Druhá budova Matice slovenskej. Od myšlienky po súčasnosť. Martin : Matica slovenská, 2019. 176 s. ISBN 978–80–8128–227–0.
- MADURA, Pavol. Miestny odbor Matice slovenskej v Martine v rokoch 1919 – 1950. Prvé ohnivo matičnej reťaze. Martin : Matica slovenská, 2019. 134 s. ISBN 978–80–8128–244–7.
- MULÍK, Peter (ed.). Dvadsať rokov Matice slovenskej. Martin : Matica slovenská, 2010. 130 s. ISBN 978–80–7090–999–7.
- SEDLÁK, Imrich (ed.). Matica slovenská v národných dejinách. Martin : Matica slovenská, 2013. 479 s. ISBN 978–80–8128–086–3.
- SEDLÁK, Imrich. Päťdesiat rokov v slovenskom národnom živote: od spomienok k prameňom. Martin : Matica slovenská, 2011. 224 s. ISBN 978–80–8128–013–9.
- VAGASKÝ, Andrej. Vydavateľská činnosť Matice slovenskej 1953 – 1963. Martin : Matica slovenská, 1964. 339 s.
- WINKLER, Tomáš. Vrastanie do času (Rozprávanie o Matici slovenskej). Martin : Matica slovenská, 2013. 263 s. ISBN 978–80–8128–076–4.
- WINKLER, Tomáš – ELIÁŠ, Michal a kol. Matica slovenská: dejiny a prítomnosť. Martin : Matica slovenská, 2003. 495 s. ISBN 80–7090–694–4.